# Cadran antique
Un cadran antique est un cadran solaire qui était en usage dans l'Antiquité. Il était tracé suivant l'usage de l'époque en heures temporaires.
Il existe à l'inventaire plus de 600 cadrans antiques répertoriés dans 23 types différents.

## Le cadran solaire romaine
La documentation sur les cadrans antiques est très pauvre. Excepté la citation d'Hérodote que l'on trouvera dans les origines (voir infra), les seules informations qui soient parvenues datent de l'époque romaine : elles sont le fait essentiel de Vitruve, et dans une bien moindre mesure de Cetius Faventinus ; quelques brefs extraits de Macrobe et Martianus Capella complètent ces modestes sources.

### Origines
Un passage d'Hérodote (vers 484 à 420 av. J.-C.), affirme que l'origine des instruments solaires mesurant le temps se trouve à Babylone :

« Car, pour l'usage du polos, du gnomon, et pour la division du jour en douze parties, c'est des Babyloniens que les Grecs l'apprirent. »

Le polos cité ici est probablement l'instrument qui marquait les heures, mais la documentation à son sujet est inexistante.

### Chez les Grecs

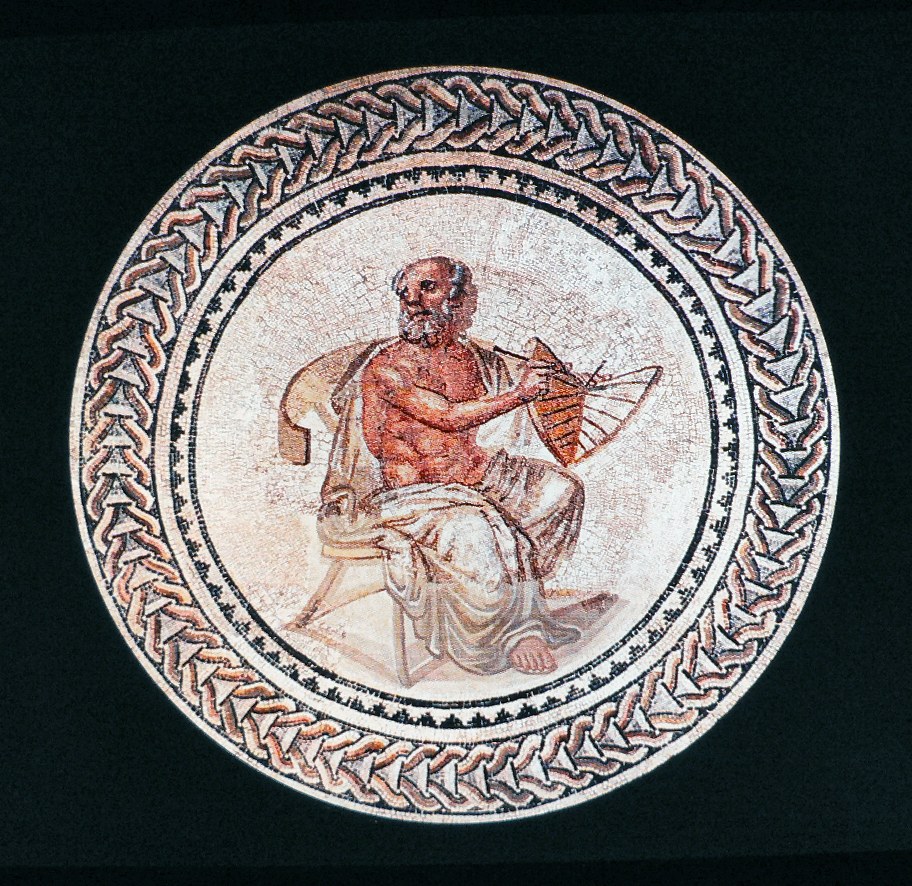
Philosophe grec tenant un cadran stylisé ? (médaillon de mosaïque du IIIe siècle).

Vitruve, architecte romain du Ier siècle av. J.-C., décrit succinctement différents types de cadrans ainsi que leurs inventeurs supposés tels Bérose vivant au IVe siècle avant notre ère, Aristarque de Samos (IIIe siècle avant notre ère), etc., Mais le texte est obscur, les inventeurs sont mis en doute par les uns ou par les autres. Retenons simplement que les premiers cadrans, probablement hémisphériques ou plan ont leur origine chez les Grecs, aux Ve et IVe siècles av. J.-C. ; il existe des exemplaires de cadrans antérieurs au IIIe siècle av. J.-C., malheureusement non référencés, Calkoen, cité par Delambre « dit que le premier cadran fut placé à Athènes dans le Pnyx, en l'an -434 ». C'est effectivement dans la civilisation grecque que naissent la plupart des différents types de cadrans que l'on retrouve dans les fiches archéologiques.

### Chez les Romains
Les premiers cadrans, venant des Grecs, sont introduits chez les Romains au IIIe siècle av. J.-C. Delambre cite un cadran placé à Rome en l'an -290. Le premier reconnu date de l'an -263 ; c'est le célèbre cadran de Catane. Toujours d'après Delambre, « En -164, le censeur Q. Marcius Philippus fait construire le premier cadran pour Rome ». Le premier témoignage archéologique est un cadran sphérique trouvé à Bevagna en Ombrie ; ce cadran daterait de la fin du IIIe siècle av. J.-C.

De tous types, les cadrans sont largement diffusés et utilisés quotidiennement durant toute l'Antiquité.

## Typologie
La classification proposée ici correspond à une dénomination moderne. Elle s'inspire de la proposition de Jérôme Bonnin, avec quelques simplifications : les 16 premières catégories inventorient les cadrans publics ou privés classiques réalisés en pierre. Ils sont classés suivant leurs formes fonctionnelles. La dernière catégorie s'attache aux cadrans portatifs réalisés en bois, en os ou en métal. Certains sont utilisables à différentes latitudes.

Dans les champs de cette classification, la « Désignation antique » correspond le plus souvent aux références de Vitruve. Elle est vue sous l'angle de spécialistes français actuels tels Jérôme Bonnin et Denis Savoie. La correspondance entre le type de cadran et une désignation antique s'essaie d'être la plus judicieuse possible.
| N° | Volume-type | Spécificité                   | Désignation antique    | Commentaires                      | Nbre (en 2015) |
| -- | ----------- | ----------------------------- | ---------------------- | --------------------------------- | -------------- |
| 1  | Sphère      | hémisphérique creux           | scaphe / hemispherium  | à l'origine polos ?               | 9              |
| 2  | Sphère      | creux tronqué                 | hemicyclium            |                                   | 169            |
| 3  | Sphère      | à œilleton                    | arachne                |                                   | 33             |
| 4  | Sphère      | plein : globulaire            |                        |                                   | 2              |
| 5  | Cône        | tronc de cône                 | conus                  |                                   | 170            |
| 6  | Cône        | à œilleton                    | conarachne             |                                   | 2              |
| 7  | Cylindre    | demi-cylindre                 |                        |                                   | 6              |
| 8  | Cylindre    | creux (alésage) et incliné    | plinthium sive lacunar |                                   | 1              |
| 9  | Plan        | horizontal                    | pelecinum ?            |                                   | 27             |
| 10 | Plan        | vertical méridional           |                        |                                   | 15             |
| 11 | Plan        | vertical déclinant            | pharetra               |                                   | 2 mini.        |
| 12 | Plan        | vertical déclinant circulaire | discus in planitia     |                                   | 2              |
| 13 | Plan        | vertical dièdre               | pelecinum              |                                   | 4              |
| 14 | Plan        | incliné                       |                        |                                   | 2              |
| 15 | Divers      | miniature                     |                        | sphère, cône, plan                | 14             |
| 16 | Multiples   | formes diverses               |                        |                                   | 22             |
| 17 | Portatif    | « Jambon de Portici »         | Πρὸς τὰ ἱστορούμανα*   | * Pour une ou plusieurs latitudes | 1              |
| 18 | Portatif    | disque                        | Πρὸς τὰ ἱστορούμανα    |                                   | 1 + 1          |
| 19 | Portatif    | cylindrique vertical          | Πρὸς τὰ ἱστορούμανα    | type « Cadran de berger »         | 3              |
| 20 | Portatif    | disques perforés              | Πρὸς τὰ ἱστορούμανα    | disques en boîte                  | 6              |
| 21 | Portatif    | anneau à 3 cercles            | Πρὸς τὰ ἱστορούμανα    | type « Anneau astronomique »      | 1              |
| 22 | Portatif    | disque à bras pivotant        | πρὸς πᾶν κλῖμα*        | * Pour toute latitude             | 11             |
| 23 | Portatif    | pseudo-cadran disque          |                        | Indicateur de latitude            | 2              |

## Les cadrans sphériques

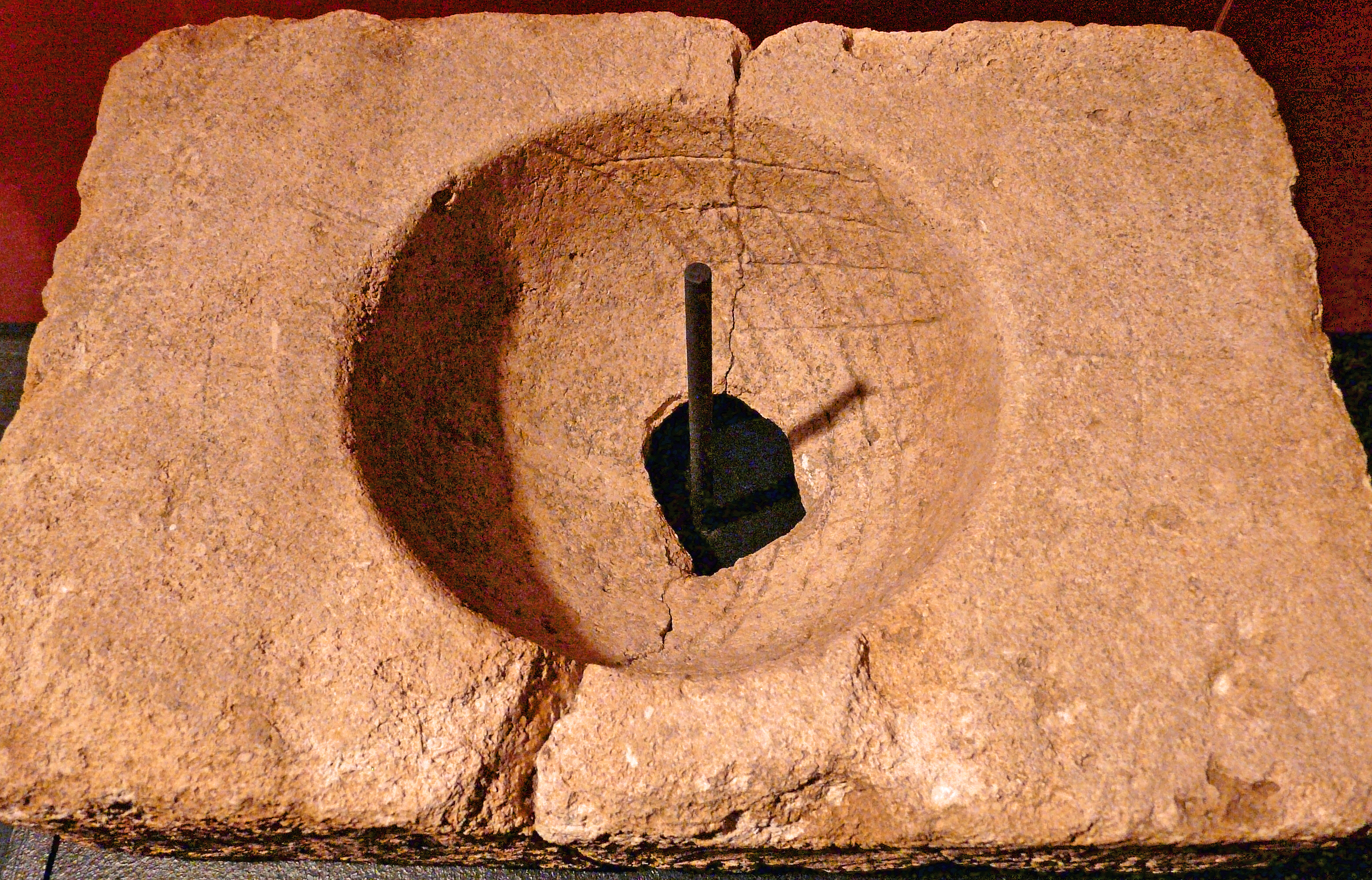
Cadran hémisphérique type polos ou scaphé.
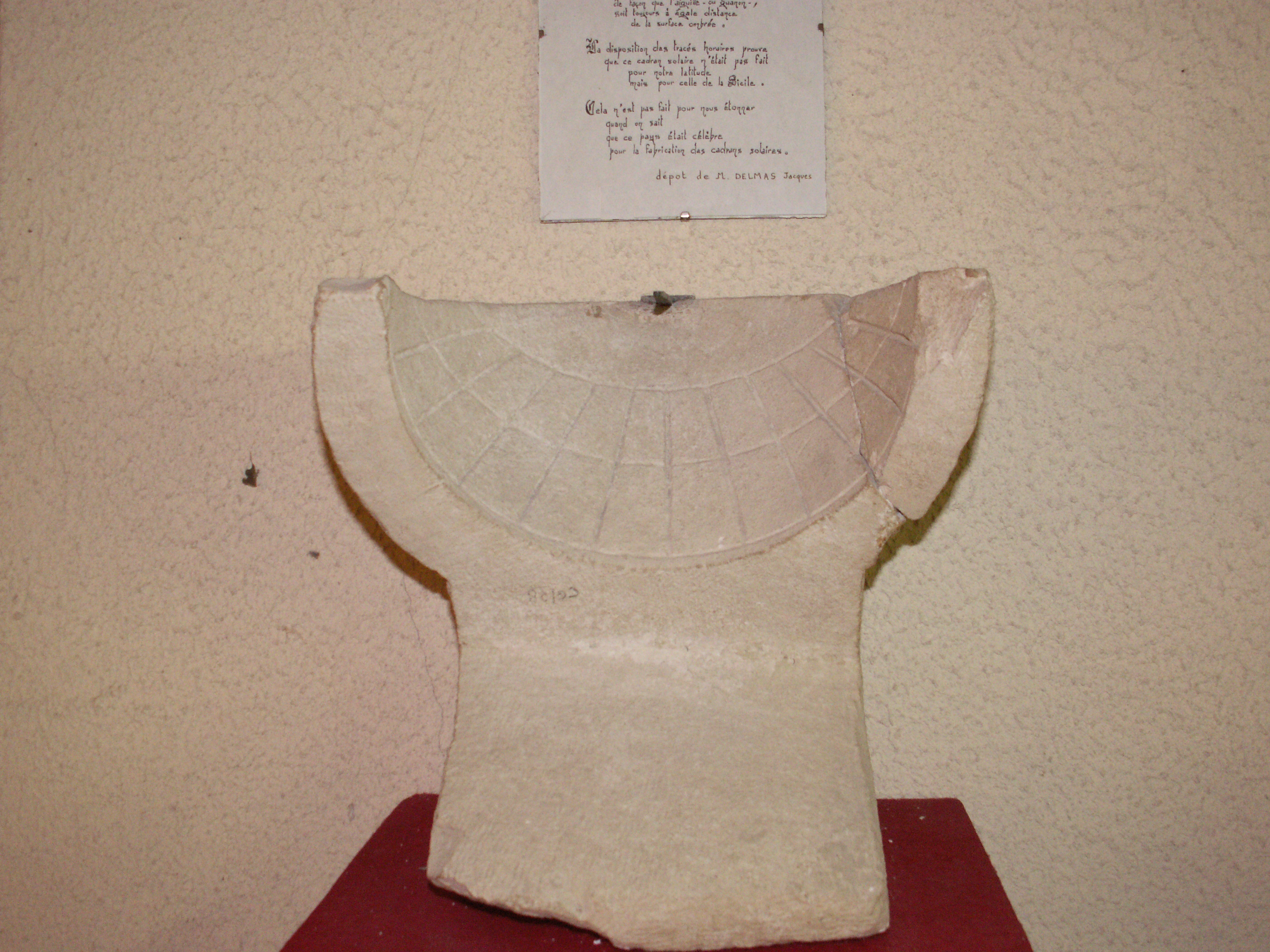
Cadran sphérique tronqué.
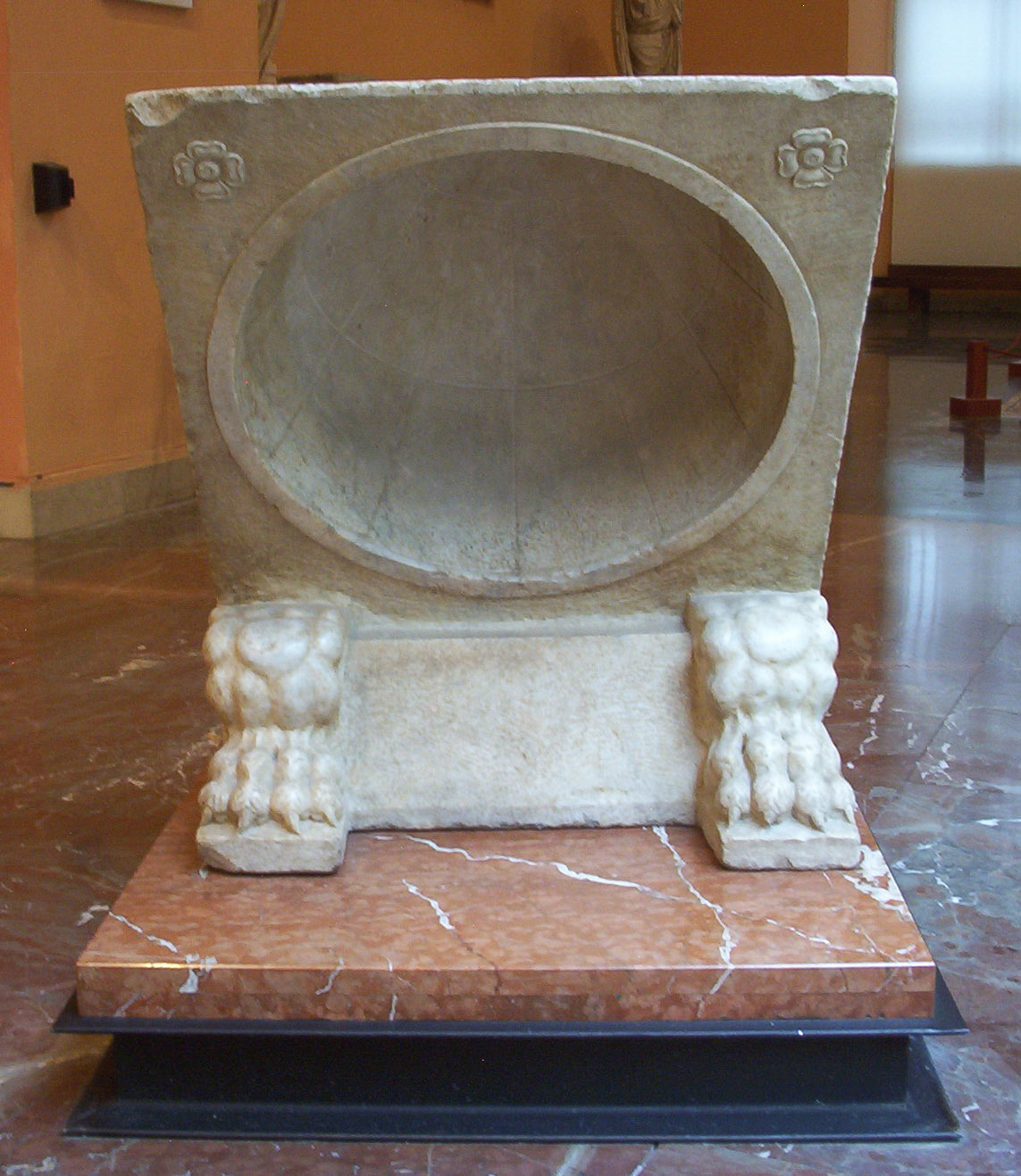
Cadran sphérique à œilleton.
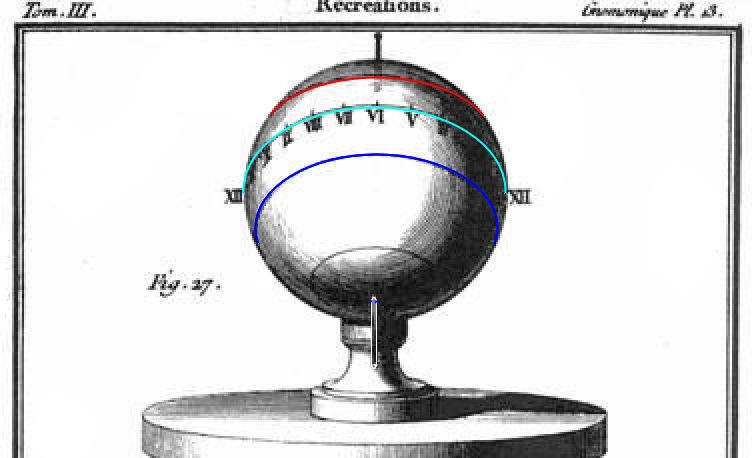
Cadran dit globulaire (XVIIIe siècle).

### Le cadran hémisphérique
D'après Vitruve, le cadran hémisphérique ou scaphe / hemispherium « est, dit-on, de l'invention d'Aristarque de Samos » (vers le début du IIIe siècle av. J.-C.).

La demi-sphère d'usage est creusée dans un bloc parallélépipédique.

Le gnomon peut être implanté verticalement ou horizontalement. Son extrémité, qui elle seule est fonctionnelle, est localisée au centre de la sphère.

Les arcs diurnes correspondant aux saisons peuvent y être tracés ; ils sont généralement au nombre de trois : les deux arcs des solstices et l'arc des équinoxes, mais on trouve parfois des cadrans comportant les sept arcs indiquant l'entrée du Soleil dans les différents signes du zodiaque (voir en illustration le cadran de Neuss).

Le réseau de lignes horaires, toujours de type temporaire, complète le tracé.

Il n'existe aucune marque indiquant les différents signes zodiacaux ni la chiffraison des heures, sauf dans l'Antiquité tardive.
C'est le cadran le plus simple à tracer si l'on admet que le Soleil se déplace sur une sphère, la sphère céleste. Le tracé du cadran est alors une simple homothétie centrée sur l'extrémité du gnomon. Il correspond aux déplacements du Soleil tout au long de l'année et de la journée.

Le cadran hémisphérique
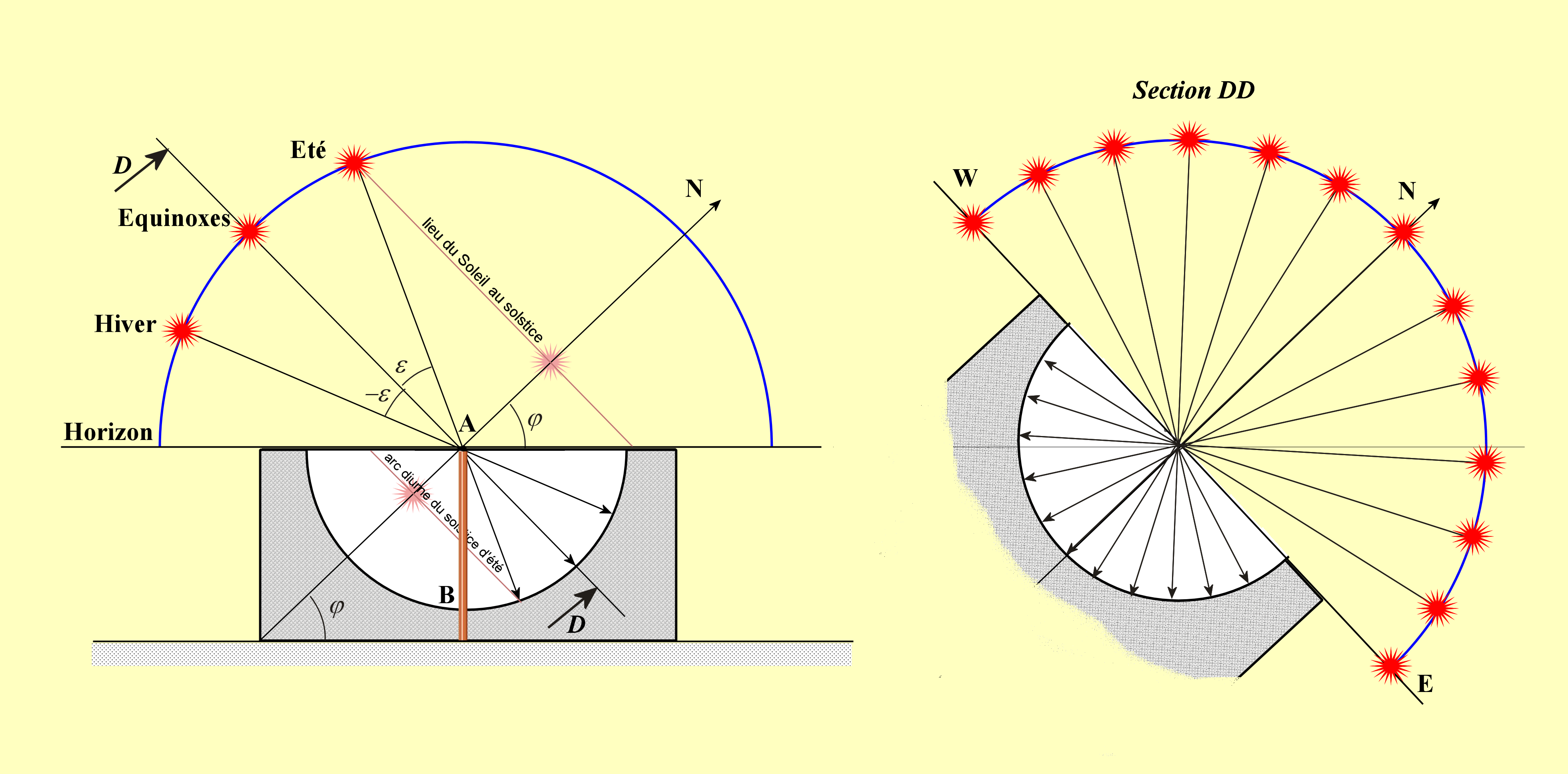
Homothétie entre course du Soleil et tracé du scaphé[N 2]
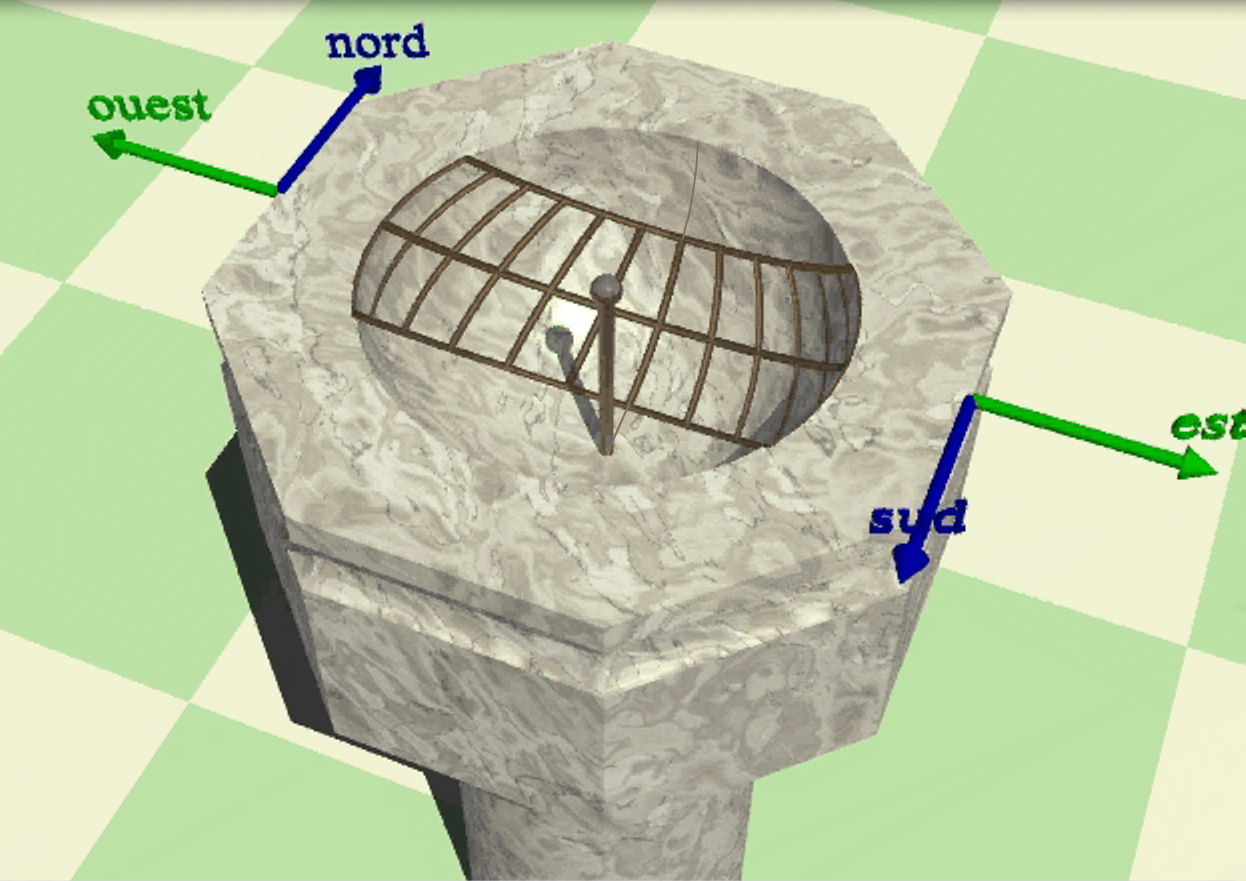
Dessin 3D d'un scaphé (Gérard Baillet).

Ce type de cadran, probablement un des premiers - sinon le premier - à voir le jour a pu servir de « cadran-étalon » pour tracer des cadrans d'autres formes et étalonner des horloges hydrauliques. Malheureusement la documentation sur le sujet est inexistante.
Ce cadran originel présentait quelques inconvénients :
- sa forme en bol retenait l'eau et toutes sortes d'autres déchets nuisibles à sa lecture ;
- il était nécessaire de se pencher au-dessus du cadran pour pouvoir y lire l'heure.

Il lui sera préféré d'autres types de cadrans plus adaptés au service à rendre.

### Le cadran sphérique tronqué
Toujours d'après Vitruve, ce cadran, l'hémicyclium, creusé dans un carré et construit suivant l'inclinaison du pôle, est, dit-on, de l'invention de Bérose le Chaldéen (fin du IVe siècle av. J.-C.).

Ce cadran n'est que le cadran hémisphérique réduit à sa partie fonctionnelle : toute la portion de sphère inutile est supprimée ; ainsi il n'a plus la forme de réceptacle nuisible à sa fonction et la lecture de l'heure est facilitée.

Le gnomon ne peut plus qu'être horizontal et dans le plan du méridien quand le cadran est en place.

Son assise sur le sol est souvent l'objet de décorations, notamment avec des pattes de lion stylisées.
Les arcs diurnes sont variables en nombre comme pour les cadrans hémisphériques, quant aux lignes horaires, on peut signaler qu'à l'époque tardive, certains cadrans, tel celui d'Éphèse, se voyaient agrémentés d'une chiffraison horaire exprimée en lettres grecques.

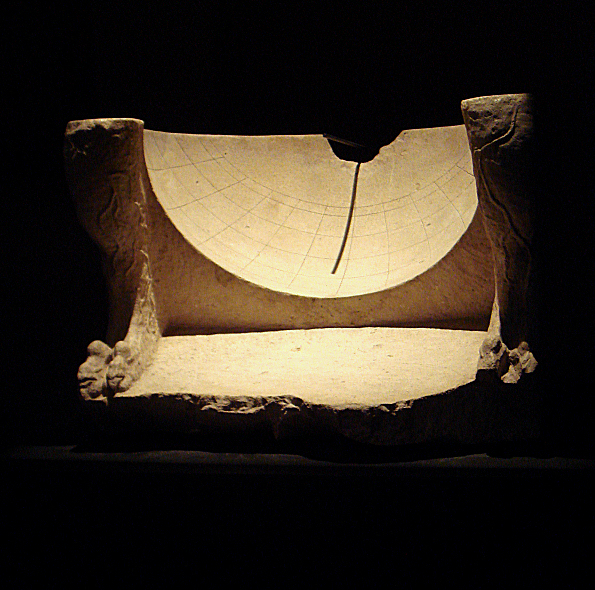
Cadran à pattes de lion.
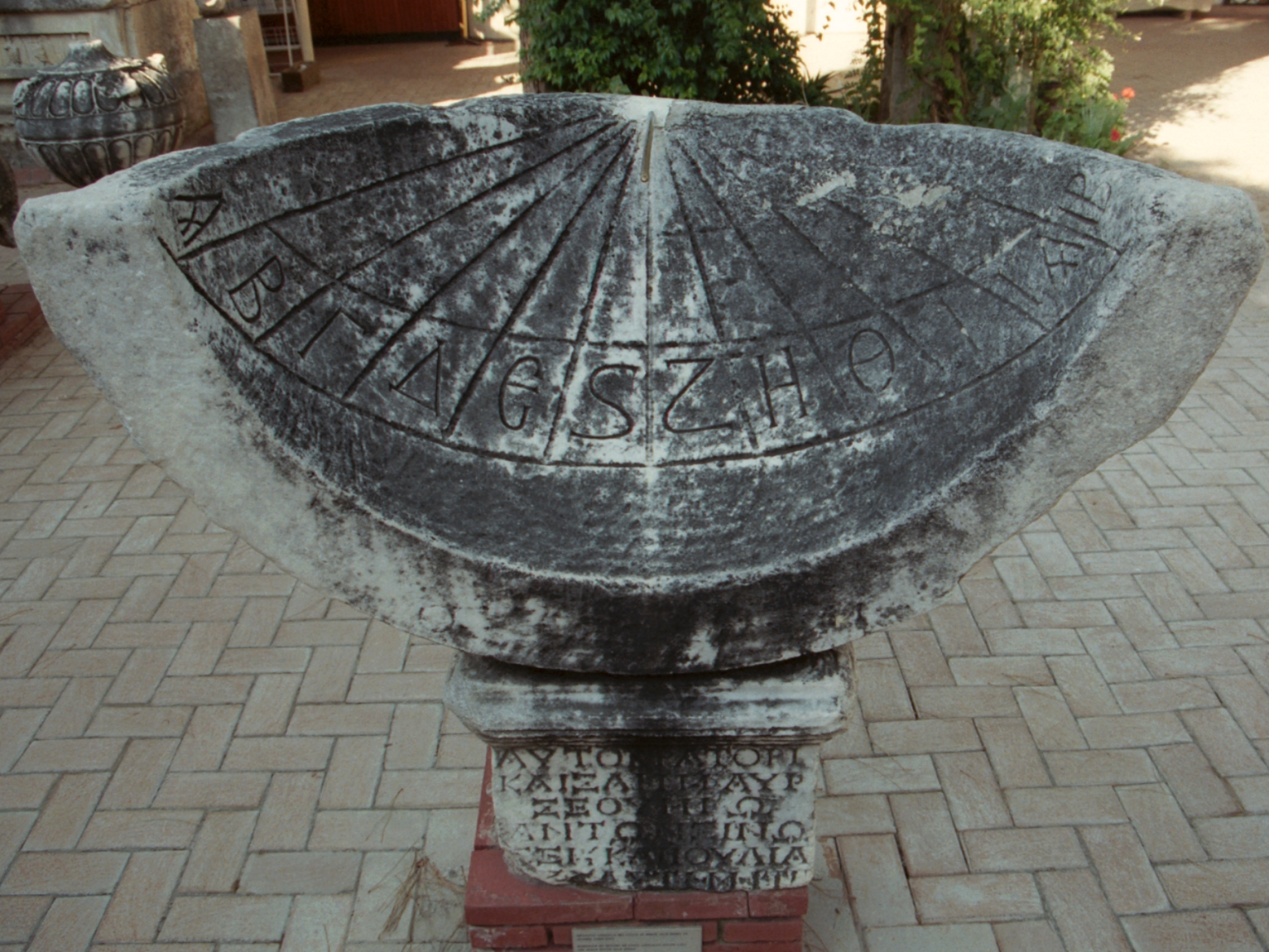
Cadran d'Ephèse.

Le nombre d'exemplaires retrouvés souligne la vulgarisation de cette famille de cadrans.

### Le cadran sphérique à œilleton
Dans l'énumération des différents types de cadrans donnée par Vitruve se trouve l'arachne (l'araignée). Longtemps sujet d'hypothèses diverses, il semble, d'après des études récentes, que cette appellation corresponde au cadran à œilleton où le réseau de lignes tracées est complexe et d'une forme évoquant une toile d'araignée.
Ce type de cadran est un scaphé atypique.

Pour un usage correct, la demi-sphère est placée verticalement et inclinée vers le sud. Le gnomon est remplacé par un œilleton, situé au zénith, qui laisse passer les rayons du Soleil. La tache de lumière est projetée à l'intérieur de la partie concave qui se trouve dans l'ombre du fait de son inclinaison.

La concavité reçoit le réseau des lignes de déclinaison pouvant varier, quand elles existent, de trois à sept comme pour les cadrans sphériques précédents ; un réseau d'heures temporaires complète le tracé.

L'inclinaison du cadran correspond à peu près à la latitude du lieu d'implantation, de telle sorte qu'au jour du solstice d'été, à midi, la lecture de l'heure se fasse pratiquement vers le plan limite de l'hémisphère.
Un des plus beaux cadrans de ce type est le scaphé de Carthage conservé au Musée du Louvre à Paris. Il est daté du Ier siècle de notre ère. Une étude gnomonique complète - en ligne - est proposée par Denis Savoie. Cette étude comporte aussi la description et la traduction des inscriptions en grec accompagnant les sept lignes de déclinaison qui y sont tracées.

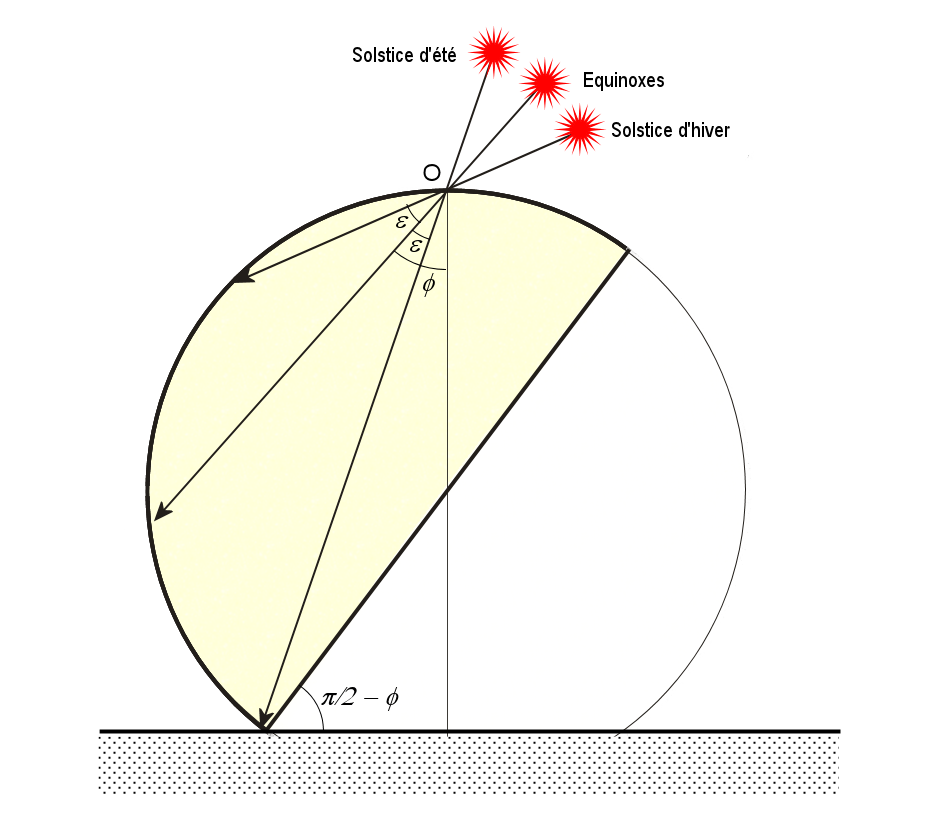
Schéma du scaphé de Carthage.
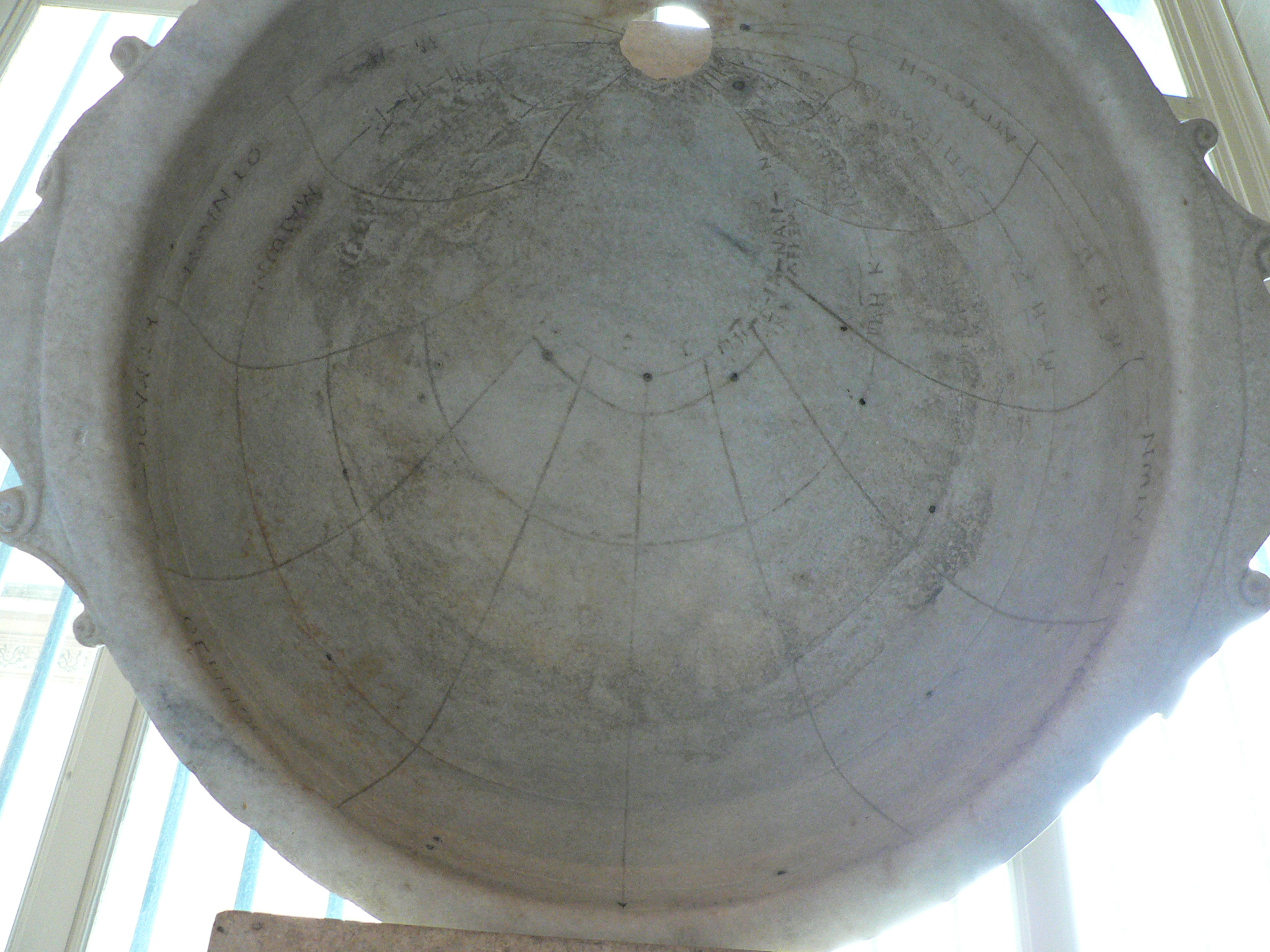
Le scaphé de Carthage (Ier siècle).

### Le cadran globulaire
C'est un cadran tracé sur une boule (solide) c'est-à-dire sur une sphère pleine comme le globe terrestre. Il ne comporte pas de gnomon. C'est l'ombre portée de la boule sur elle-même qui peut donner des informations sur les saisons et les heures au niveau du terminateur (limite entre ombre et partie éclairée), grand cercle de la sphère. Mais le passage de la lumière à l'ombre sur le terminateur n'est pas net, son appréhension est difficile.
Le tracé des réseaux des signes zodiacaux et horaires sont semble-t-il complexes ; il n'existe pas de documentation « grand-public » disponible en français.

Le globe étant disposé comme la Terre, on pourrait lire l'entrée dans les signes zodiacaux à l'intersection du terminateur et du méridien à midi. Ainsi, aux équinoxes le terminateur passe par les pôles, aux solstices par les extrémités du cercle polaire ; on en déduit le lieu enveloppe de l'entrée dans les signes zodiacaux que l'on veut représenter : ce sont des cercles centrés sur le pôle de rayons adéquats.

Le réseau des heures semble plus difficile à appréhender : les heures équinoxiales peuvent être lues sur l'équateur divisé en "fuseaux horaires", mais qu'en était-il des heures temporaires autres que celles lues sur l'équateur ? Sur la dernière figure ci-dessous, il a été représenté un essai de détermination de l'heure temporaire pour une date donnée.

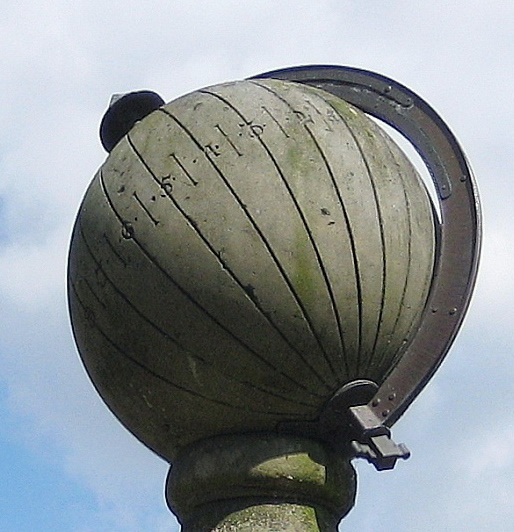
1 - Cadran globulaire de Leeds, XVIIIe siècle.
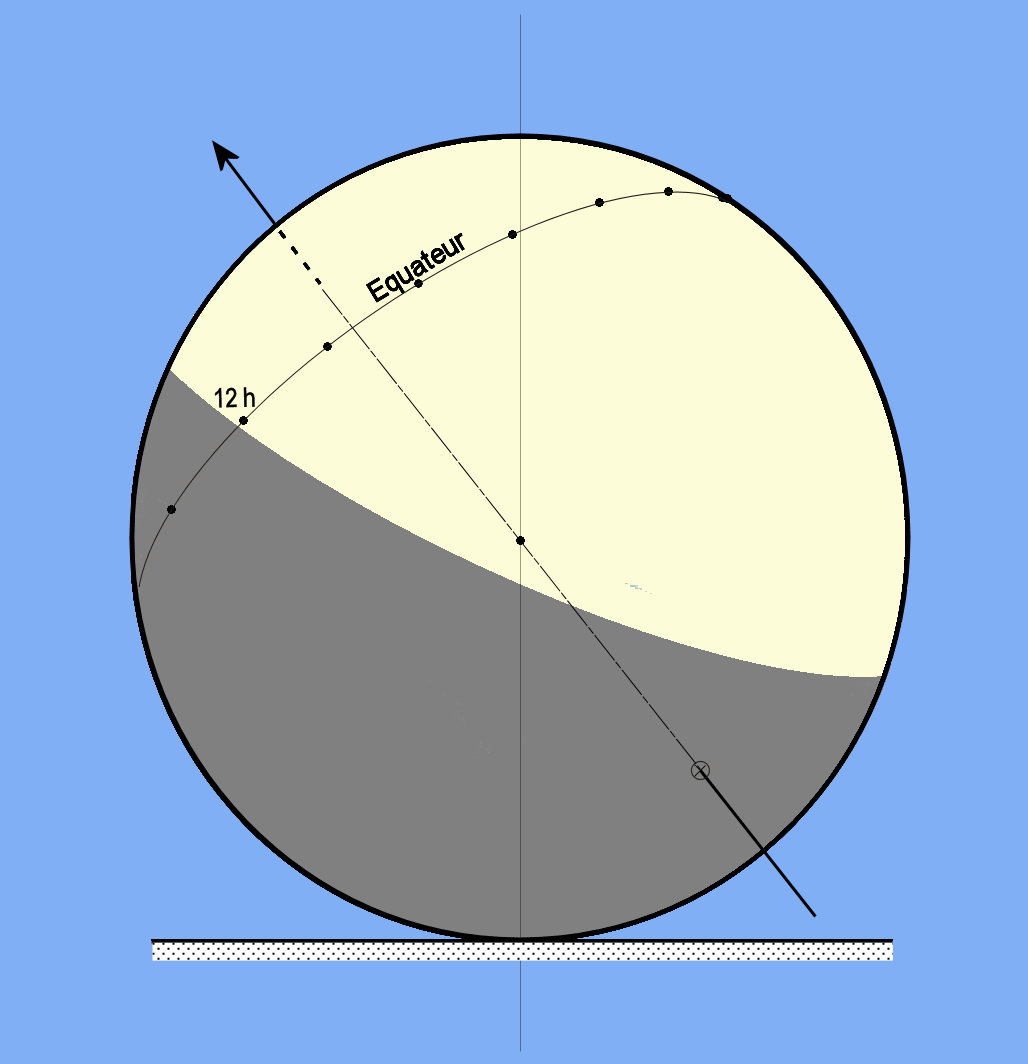
2 - Dessin du cadran de Leeds.
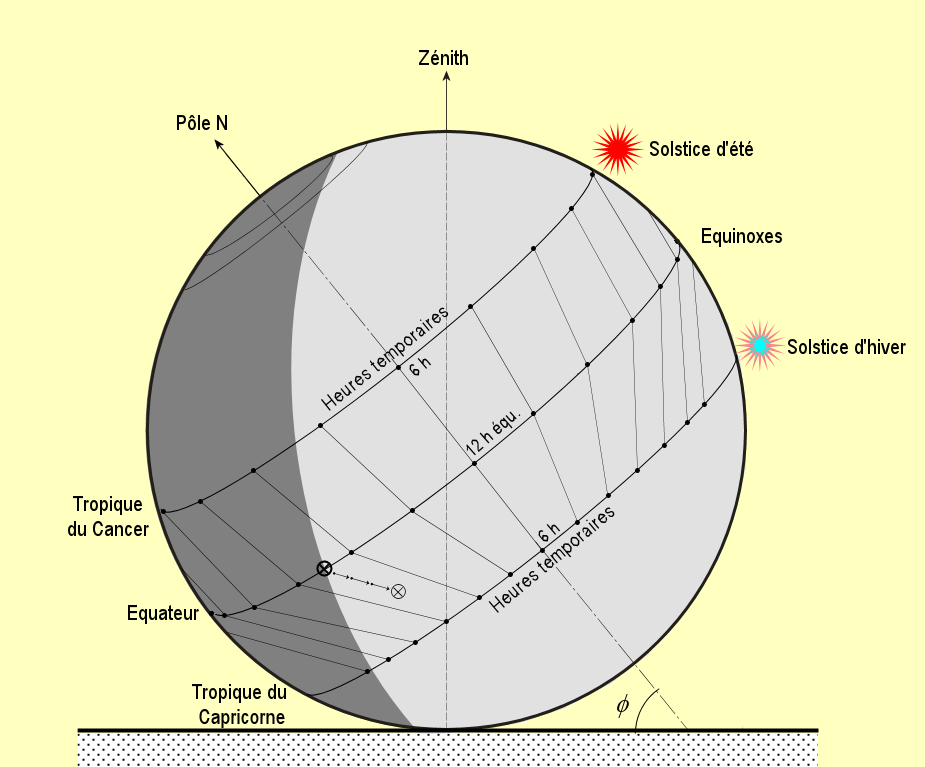
3 - Autre dessin de cadran globulaire.

Commentaires
1. cadran boule de l'époque moderne : seul le terminateur visible ici est concerné. On peut constater que sa détermination est difficile à localiser. Néanmoins, on peut lire qu'il coupe le cercle de l'équateur un peu après la graduation de six heures, donc vers l'heure de midi au Soleil ; en effet, le terminateur est un grand cercle, à midi il passe au niveau des six heures du matin et de l'après-midi.
2. sa représentation schématique : pour lire directement l'heure équinoxiale au terminateur, il suffit de graduer le cercle de l'équateur avec un décalage de six heures.
3. autre exemple : vers la mi-février (voir la position du terminateur par rapport au cercle polaire), il est environ 14 h 30 équinoxiales sur l'équateur. Sur un canevas schématique simplifié[N 3] des heures temporaires, on peut trouver qu'il est environ 8,5 heures temporaires[N 4].

Ce type de cadran dont on ne connait que deux exemplaires antiques, où la lecture au terminateur est difficile, était peut-être une récréation gnomonique pour leurs concepteurs ou « un instrument astronomique à visée scientifique ou pédagogique ».

## Les cadrans coniques
Les cadrans coniques sont une évolution logique des cadrans sphériques. Ils sont plus simples à réaliser par les tailleurs de pierre et remplissent les mêmes usages. On en veut pour preuve leur nombre qui est sensiblement le même que celui des hemicyclia.

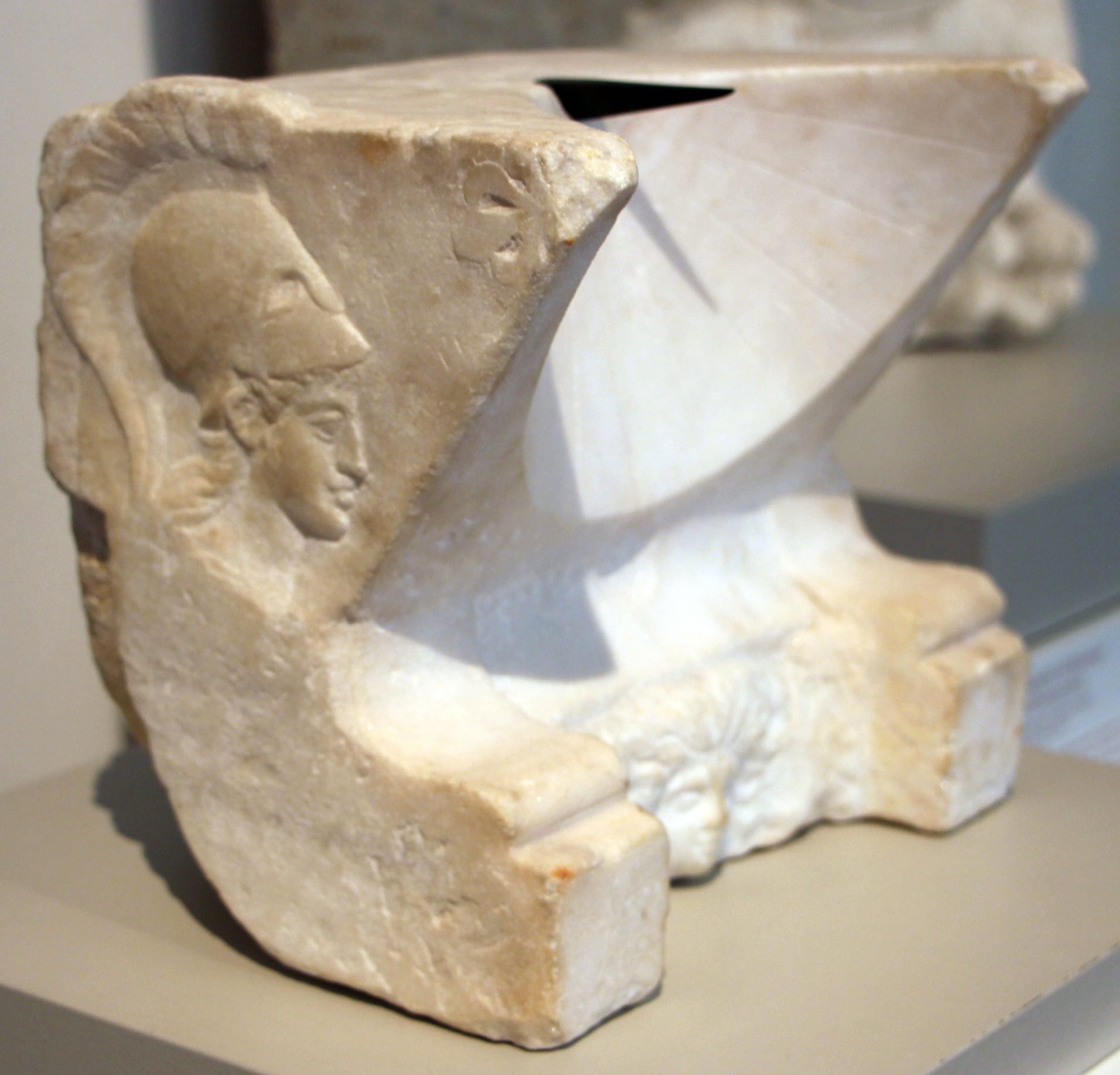
Cadran tronconique, Antikensammlung Berlin.
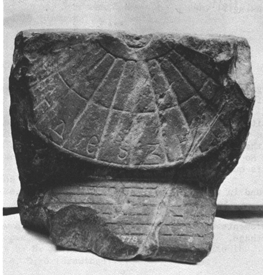
Cadran tronconique aux heures marquées.
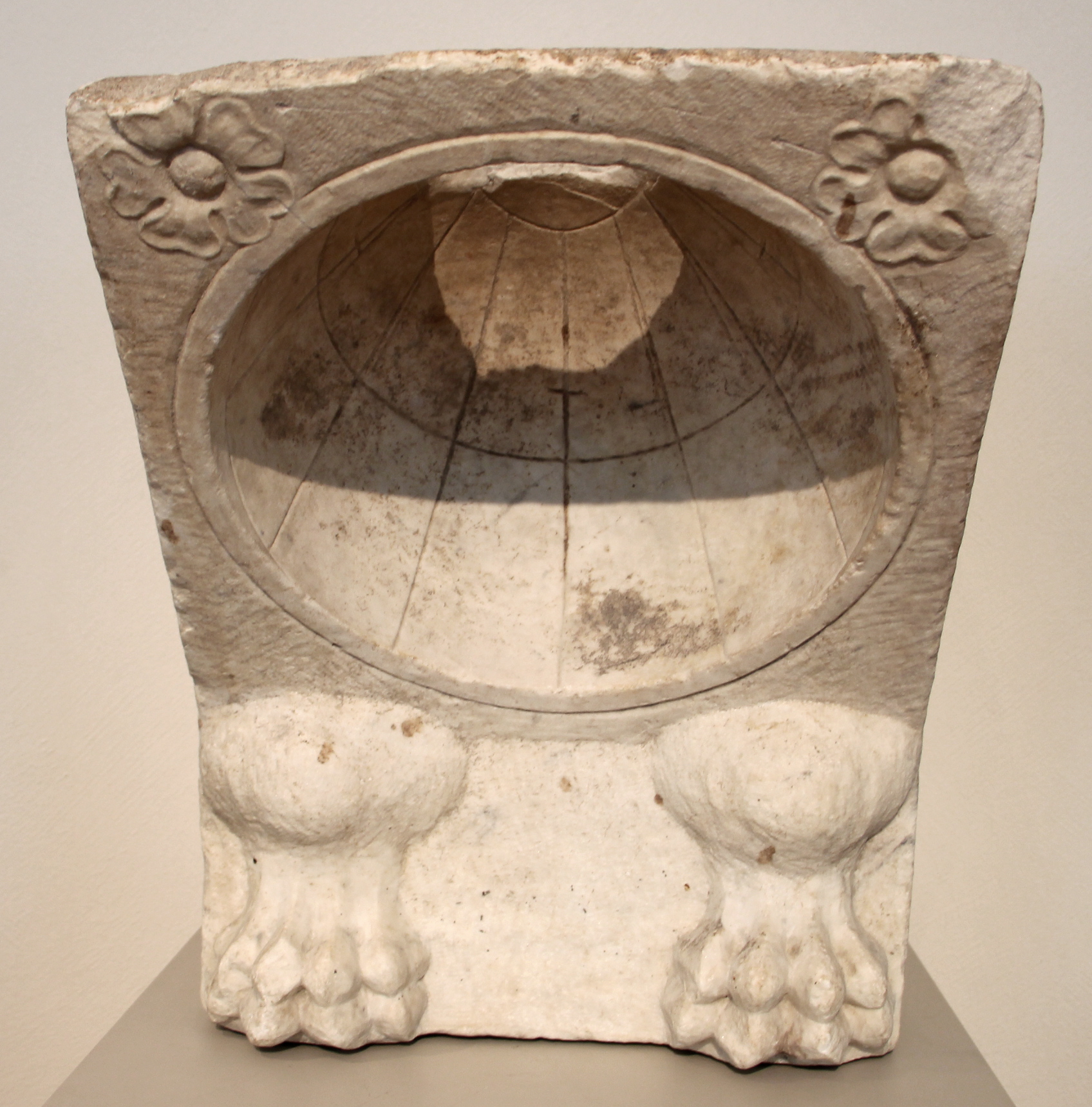
cadran conique ou sphérique ? à œilleton.

### Le cadran en tronc de cône
Il est appelé conus par Vitruve et les origines anciennes de ce type de cadran (IIIe siècle avant notre ère au plus tard) font que les auteurs du XXIe siècle pensent qu'il aurait été inventé par Apolonius de Perge, auteur grec du IIIe siècle.
La surface réceptrice est conique, l'extrémité du gnomon doit se situer sur l'axe du cône, les arcs diurnes sont des portions de cercles et les lignes horaires sont des droites (des génératrices du cône).

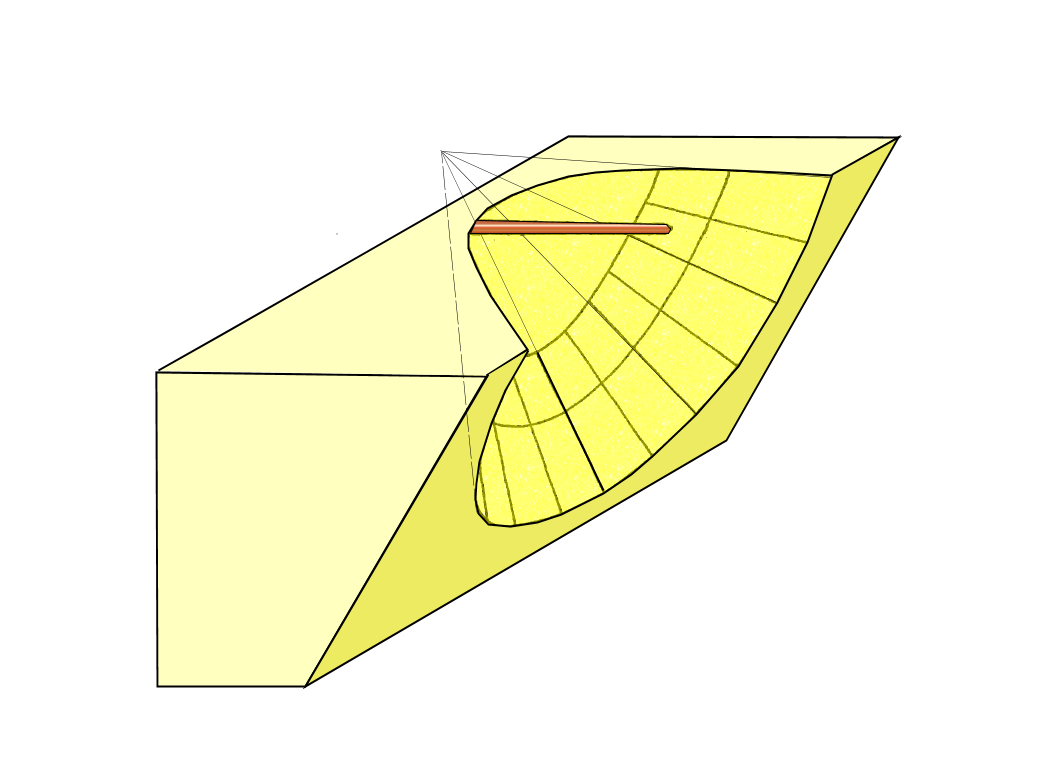
Desin en perspective d'un cadran tronconique.

### Le cadran conique à œilleton
C'est un rare cadran dérivé du cadran sphérique à œilleton dont la surface réceptrice est conique. Vitruve, dans son énumération, cite le cadran conarachne terme combinant conus et arachne. C'est donc l'appellation latine qui correspond au cadran conique à œilleton.

Ce cadran combine les particularités du cadran en tronc de cône et du cadran sphérique à œilleton.

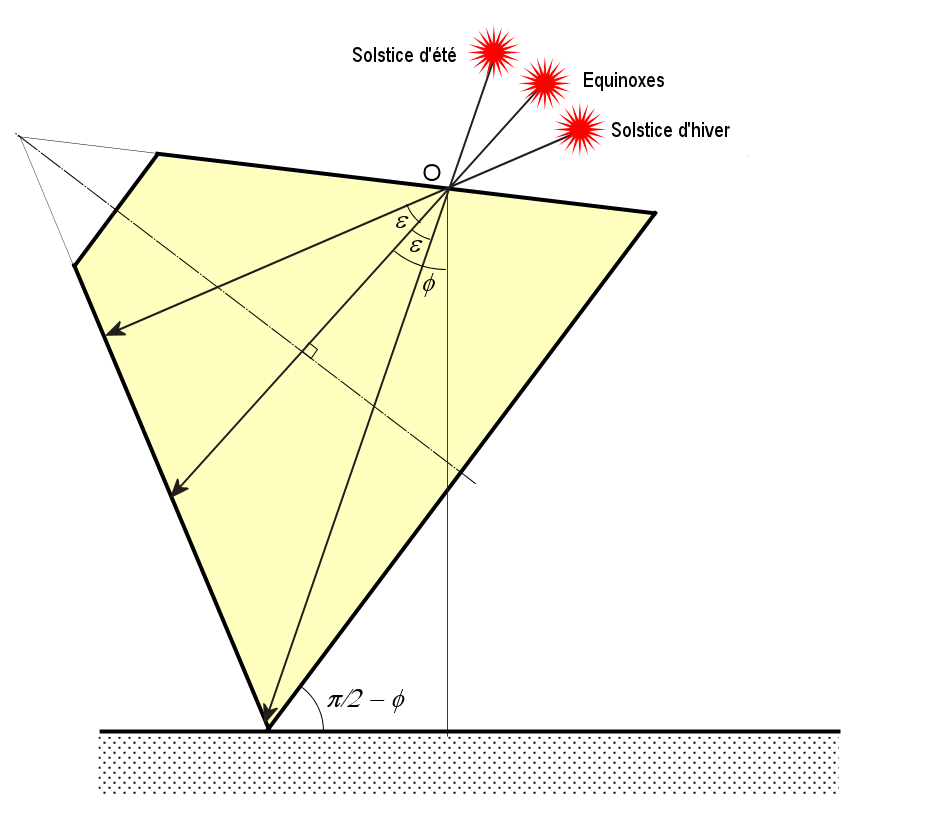
Section méridienne d'un cadran conique à œilleton.

## Les cadrans cylindriques

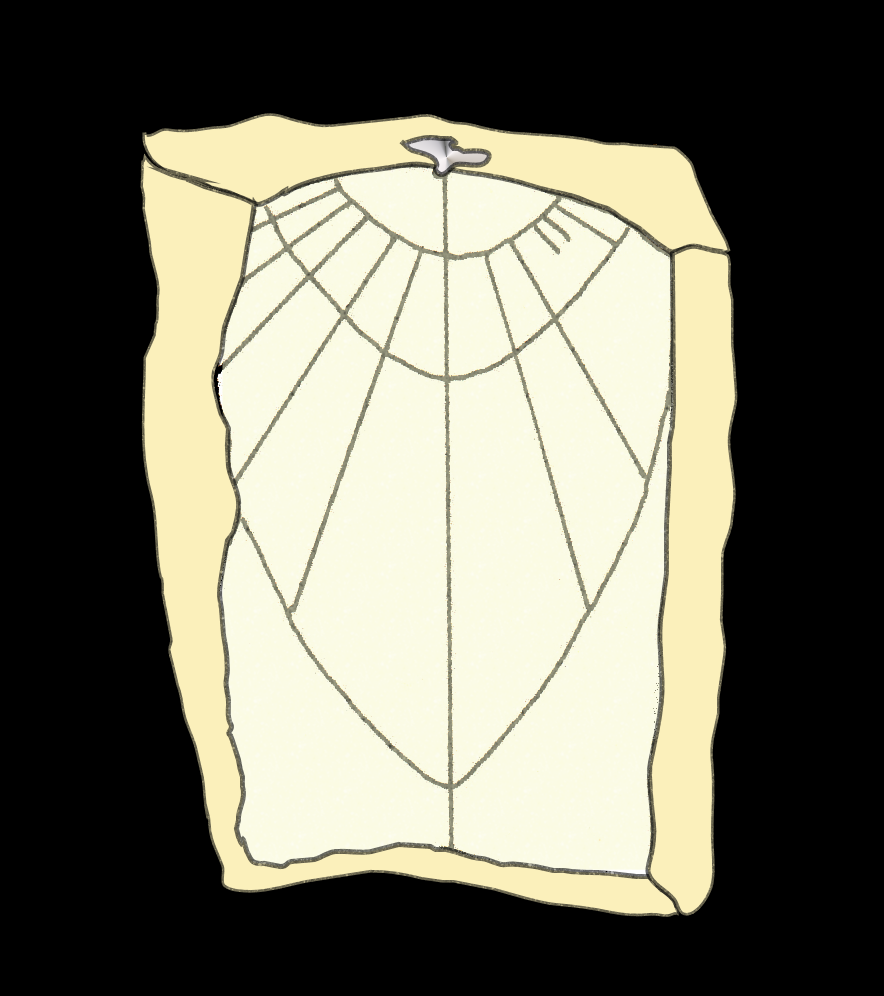
Cadran semi-cylindrique de Volubilis.
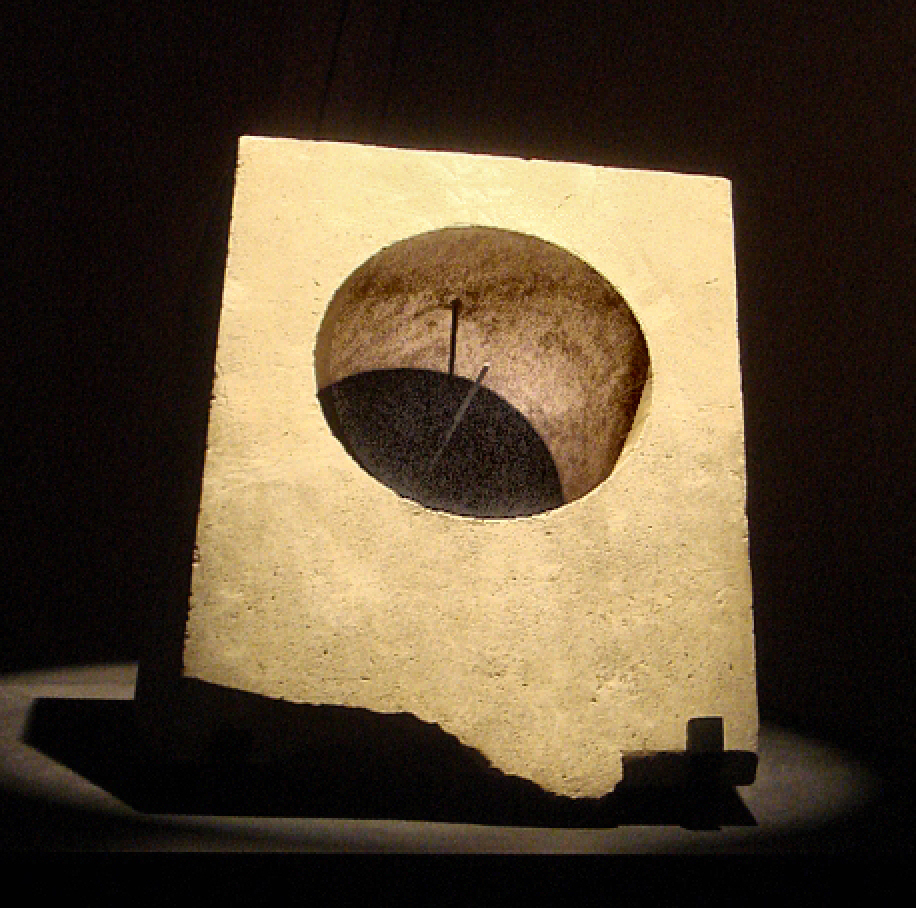
Cadran cylindrique à alésage incliné.

### Le cadran semi-cylindrique
C'est un cadran en forme de gouttière ; sa surface réceptrice est un demi-cylindre vertical. Il n'est connu que comme fragment de cadran à faces multiples, à une exception près, qui n'est qu'un dessin, celui du cadran dit de Volubilis, illustré ci-dessus.

### Le cadran cylindrique incliné
Il s'agit d'un cadran où la surface réceptrice est un alésage réalisé dans un bloc parallélépipédique.

L'expression latine associée à ce type de cadran et sur laquelle les spécialistes semblent s'accorder est plinthium sive lacunar.

Un seul cadran de ce type est recensé. Il a été trouvé sur la place d'Aî Khanoum.
Sa surface fonctionnelle est donc un alésage cylindrique incliné selon la latitude du lieu et dans le plan du méridien. Elle comporte des lignes horaires à chaque extrémité de l'alésage. Un gnomon ancré dans sa partie haute a une forme en T pour recevoir les rayons solaires. L'heure est marquée sur la partie basse du cylindre soit du côté de sa face sud quand la déclinaison solaire est négative (de l'automne au printemps), soit du côté de sa face nord quand la déclinaison est positive (du printemps à l'automne).

Le cadran cylindrique incliné
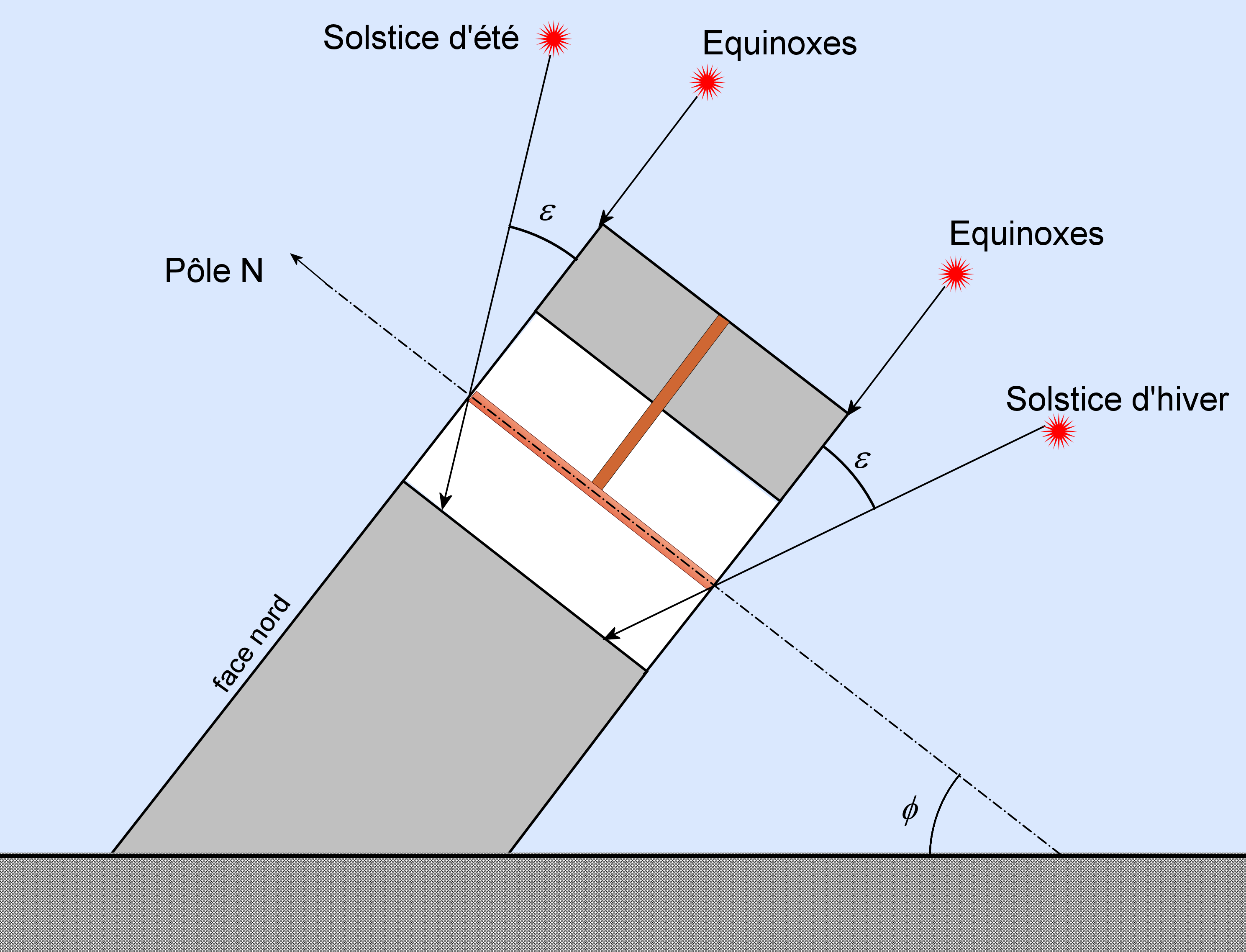
Vue en coupe du cadran d'Aï Khanoum.
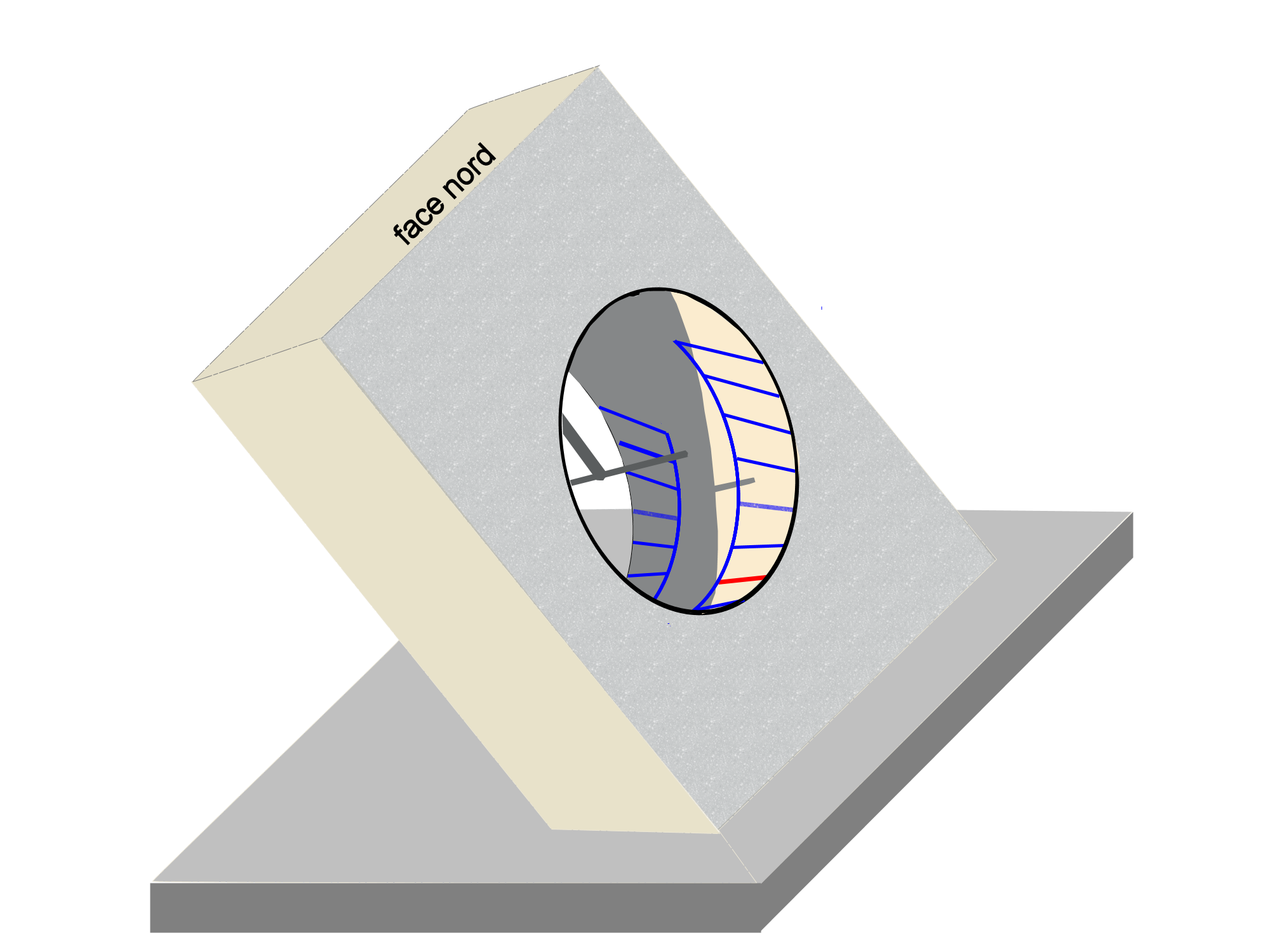
Vue en perspective du même cadran.

## Les cadrans plans
On trouve dans les cadrans antiques les mêmes types de cadrans plans que dans les cadrans à style polaire et à heures équinoxiales modernes. La seule différence est que le gnomon indique des heures temporaires.
D'une façon générale, le tracé de ces cadrans, jamais précisé, peut être obtenu point à point avec un cadran étalon sphérique, ce qui implique une durée de fabrication d'au moins une année. Il est plus vraisemblable qu'ils aient été tracés à partir de tables adéquates, dont malheureusement il n'existe aucune trace. Il se pourrait aussi que soit employée la méthode de l'analemme ébauchée dans sa description par Vitruve. Mais tout cet inventaire de solutions n'est que simple hypothèse.

### Le cadran horizontal
Vitruve, dans son énumération, parle de pelecinum terme venant du grec et faisant référence à une double hache, mais sans information supplémentaire. Les réseaux d'arcs diurnes et horaires du cadran horizontal peuvent faire penser aux ailes d'un papillon ou effectivement à une double hache. Certains en ont déduit qu'il s'agissait donc de la désignation de ce type de cadran, mais d'autres spécialistes y voient plutôt une correspondance avec un cadran vertical dièdre.

La surface réceptrice est plane et horizontale, le réseau des arcs diurnes est le plus souvent réduit aux arc des solstices et des équinoxes, les lignes horaires sont sensiblement des droites. Ces dernières sont généralement tracées de une à onze heures, l'ombre des heures zéro et douze étant rejetée à l'infini.

On y trouve, assez souvent, des inscriptions précisant les arcs diurnes, et parfois aussi une rose des ventsqui enveloppe le tracé du cadran.

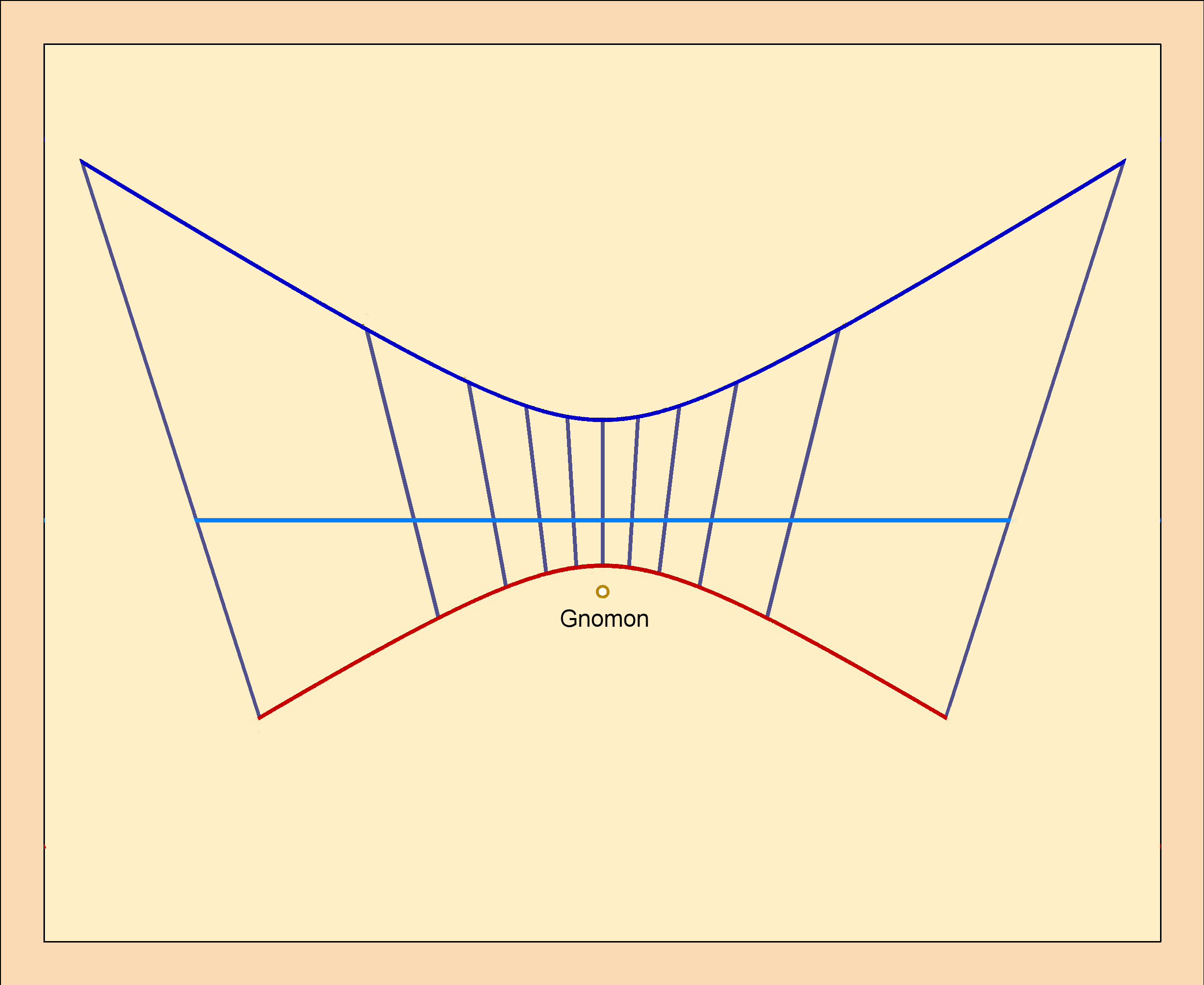
Épure d'un cadran horizontal (φ = 41°).
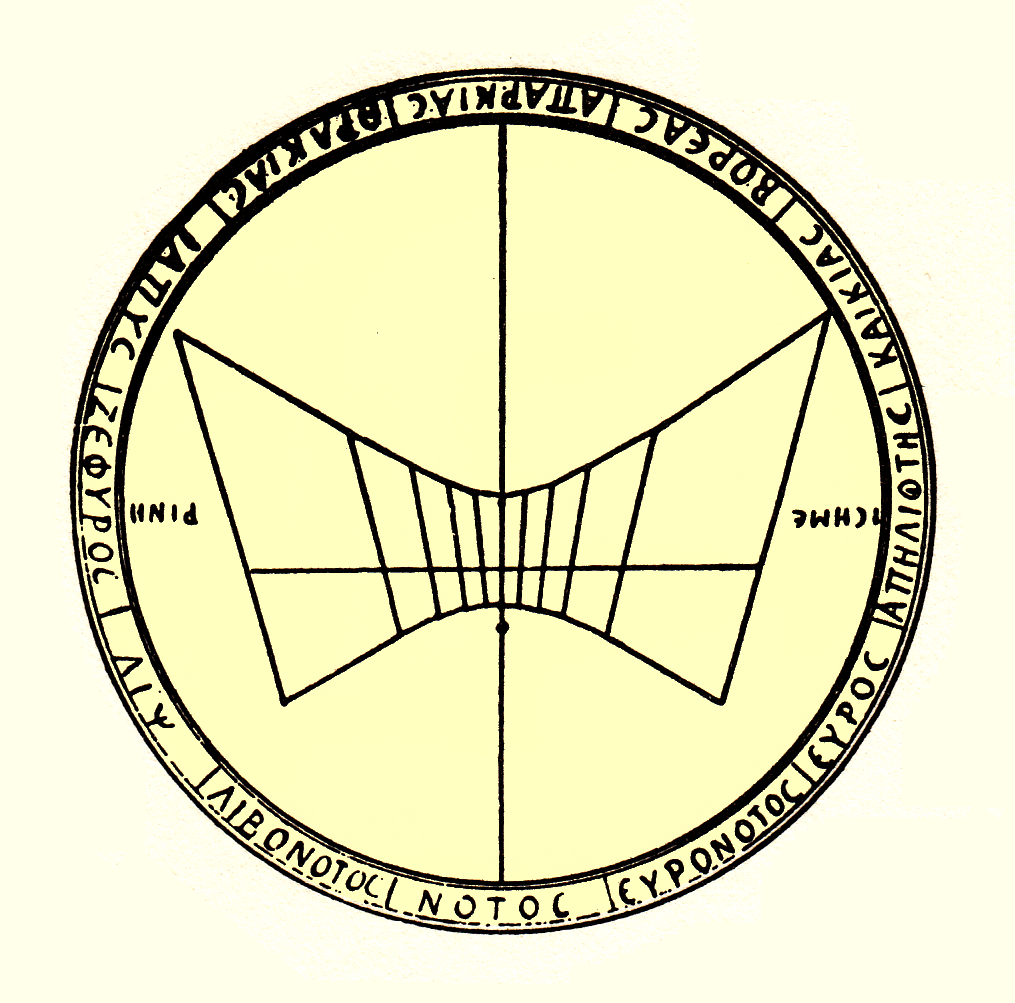
Même cadran avec rose des vents.
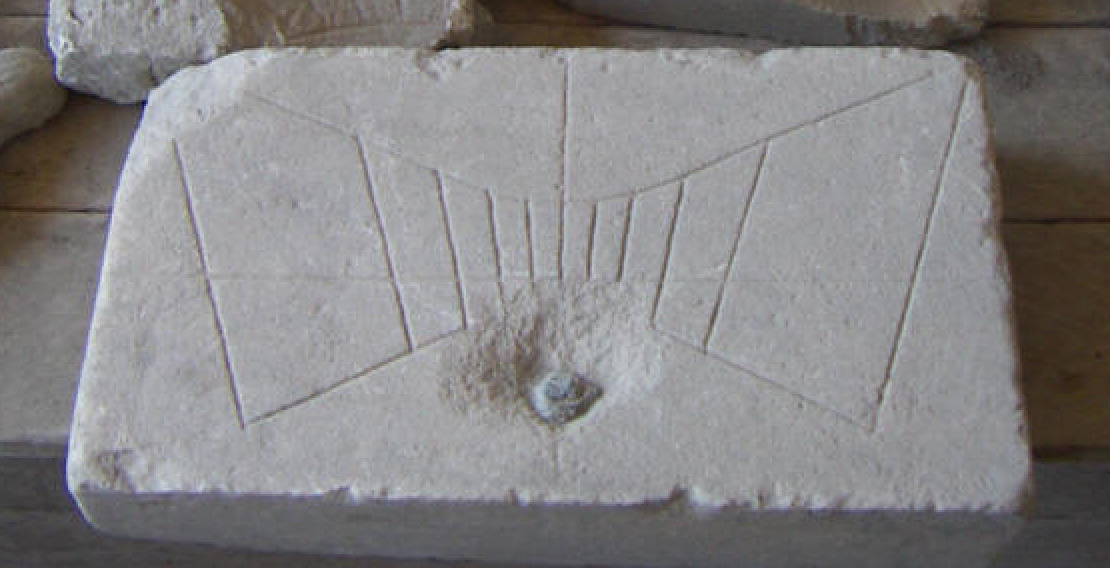
Un cadran horizontal, Pompéi.

### Les cadrans verticaux
Le cadran méridional
Orienté plein sud, il est à l'origine de nos cadrans méridionaux modernes. Vitruve n'en parle pas et ce cadran n'a pas de désignation latine.

Il comporte douze lignes horaires et parfois des lignes de déclinaisons.

Essentiellement tardifs, les exemplaires retrouvés comportent quelquefois une chiffraison des heures par des lettres grecques et un surlignage ou marquage de certaines lignes d'heures (la troisième, la sixième, la neuvième) qui correspondent à des indications religieuses que l'on retrouvera plus tard sur les cadrans canoniaux.

Ils sont généralement de facture grossière à l'exception du cadran méridional de la Tour des Vents d'Athènes (bien érodé !) qui fait partie d'un ensemble de huit cadrans différents disposés sur chaque face de la tour octogonale.

Cadran méridional de la Tour des Vents
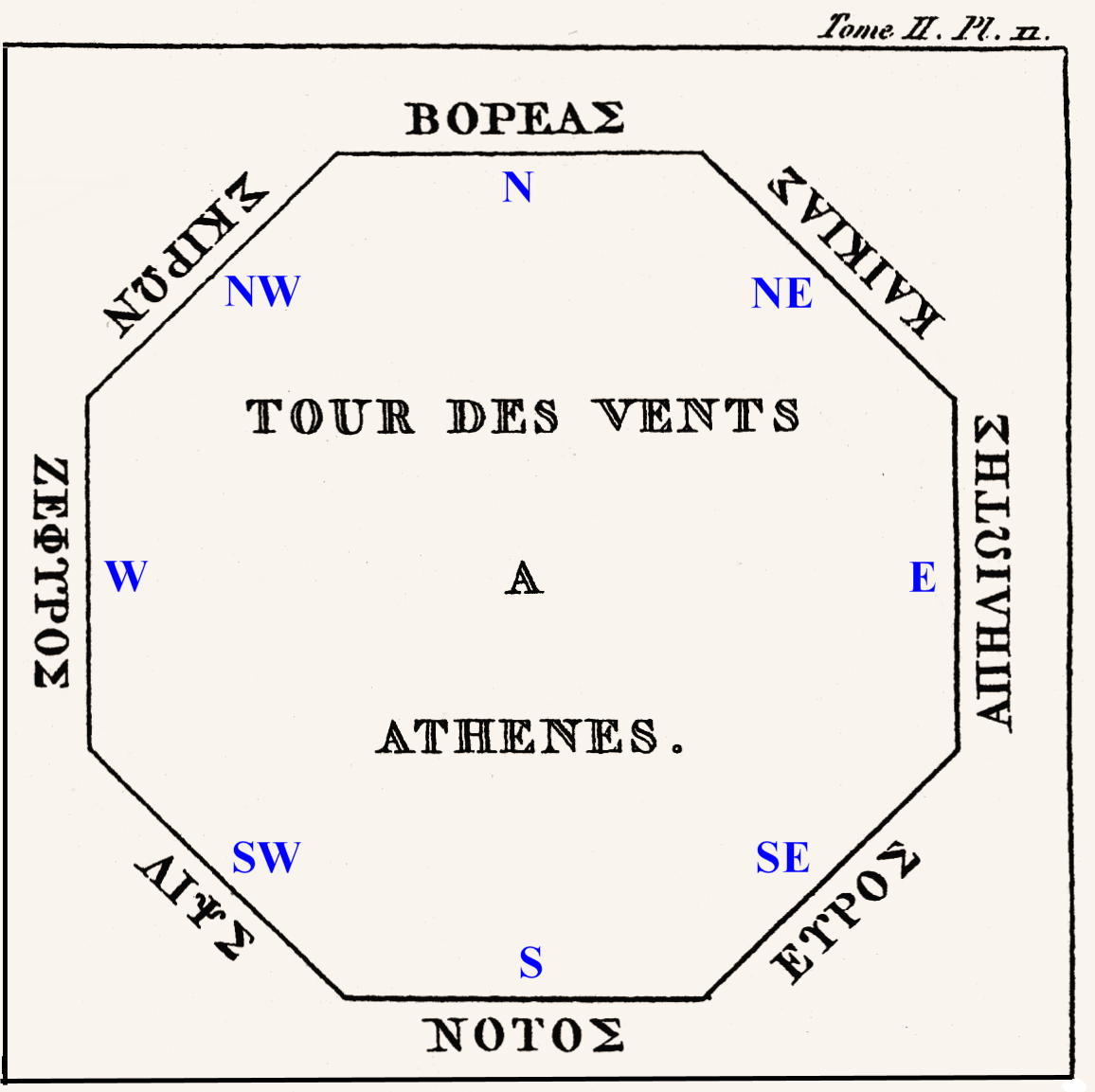
Plan de la Tour avec ses points cardinaux.
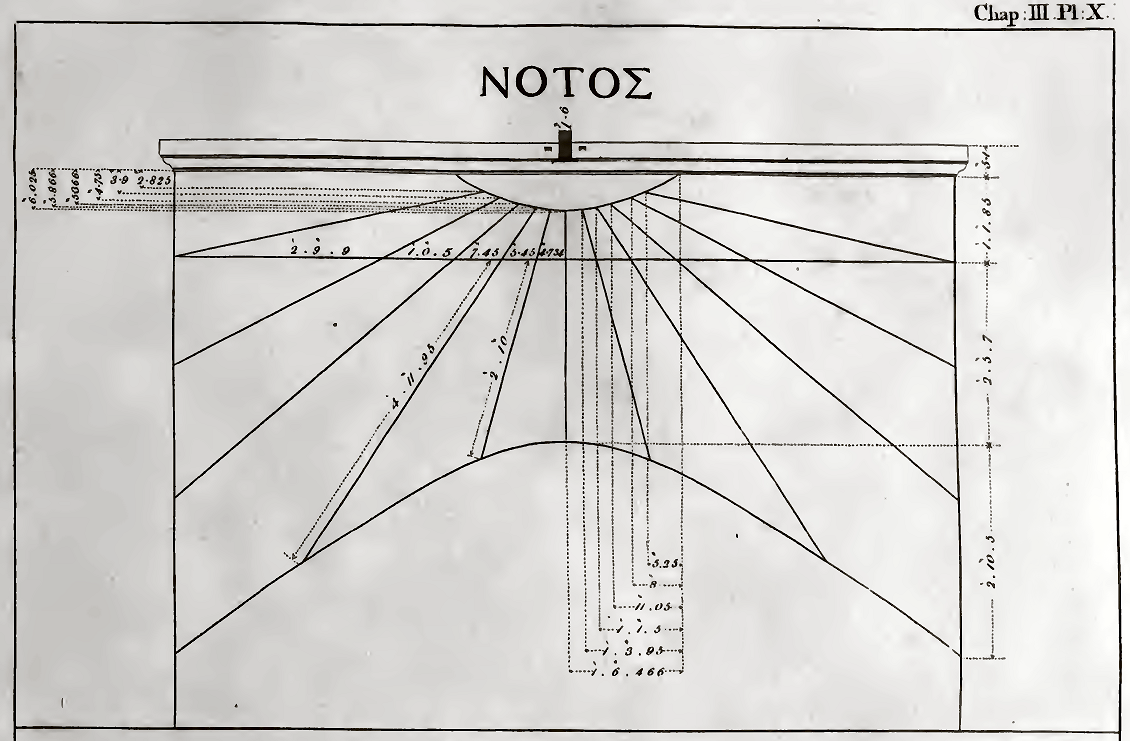
Dessin (1762) du cadran sur la face sud de la Tour.
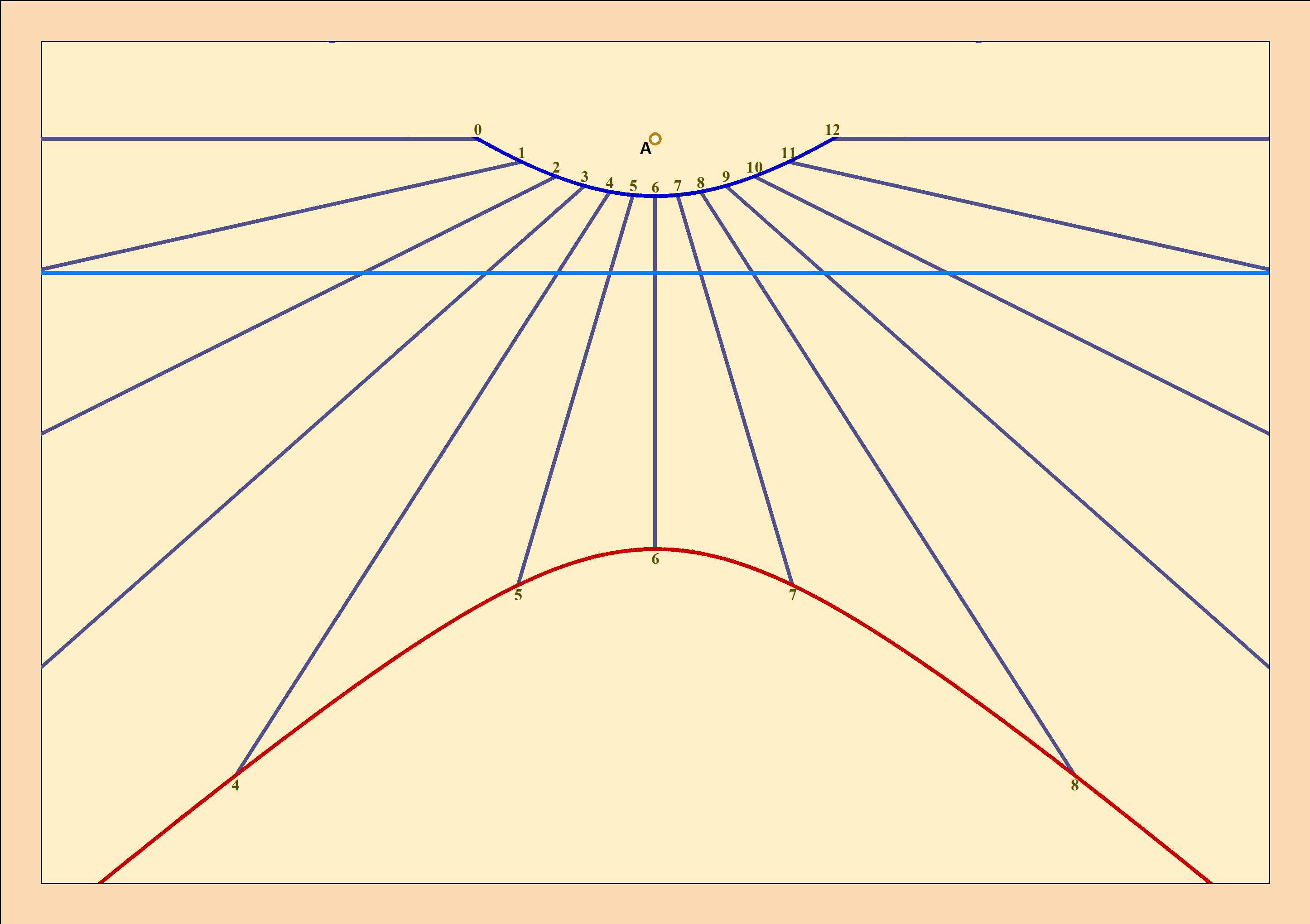
Épure moderne du cadran avec indication des heures.
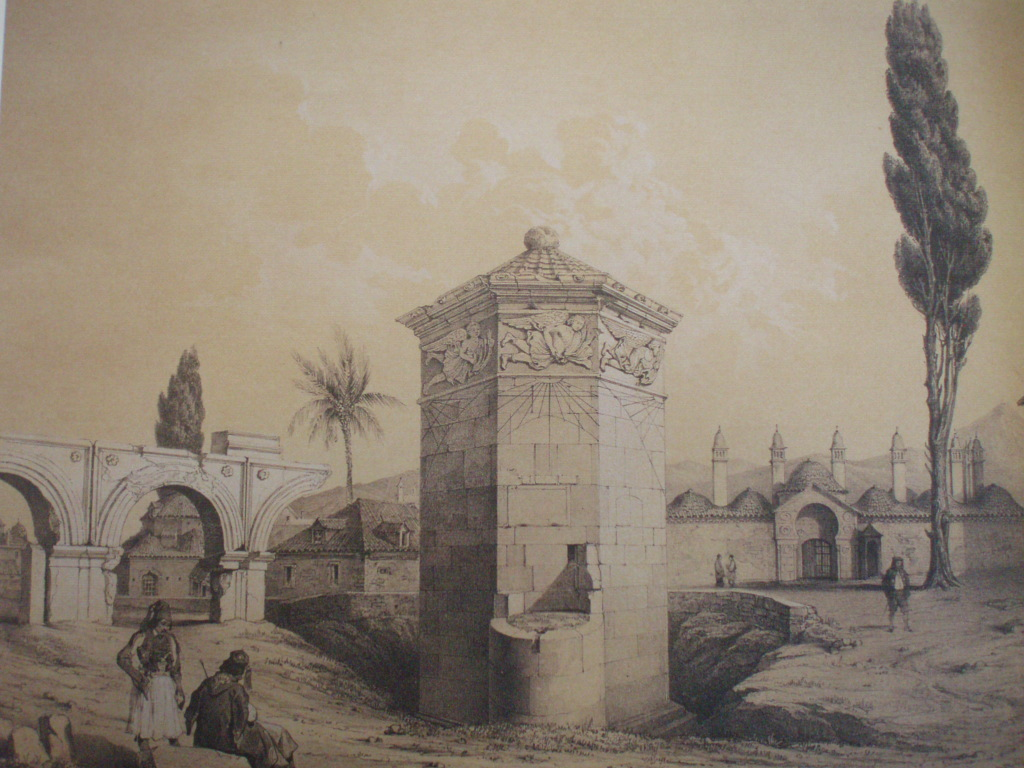
La Tour des Vents avec son cadran méridional au centre.

Le cadran déclinant
Vertical et d'orientation quelconque, il porte le nom de pharetra, soit « carquois », vu sa forme. Il aurait été inventé par Apollonius de Perge, d'après Vitruve. Ce cadran n'existe pas en isolé. Il est toujours accompagné de son pendant pour indiquer sur l'un les heures du matin et sur l'autre les heures de l'après-midi. Ces paires de cadrans, rares, se retrouvent sur des ensembles à faces multiples ou sur des monuments, comme sur la Tour des Vents citée précédemment.

Cadrans déclinants de la Tour des Vents
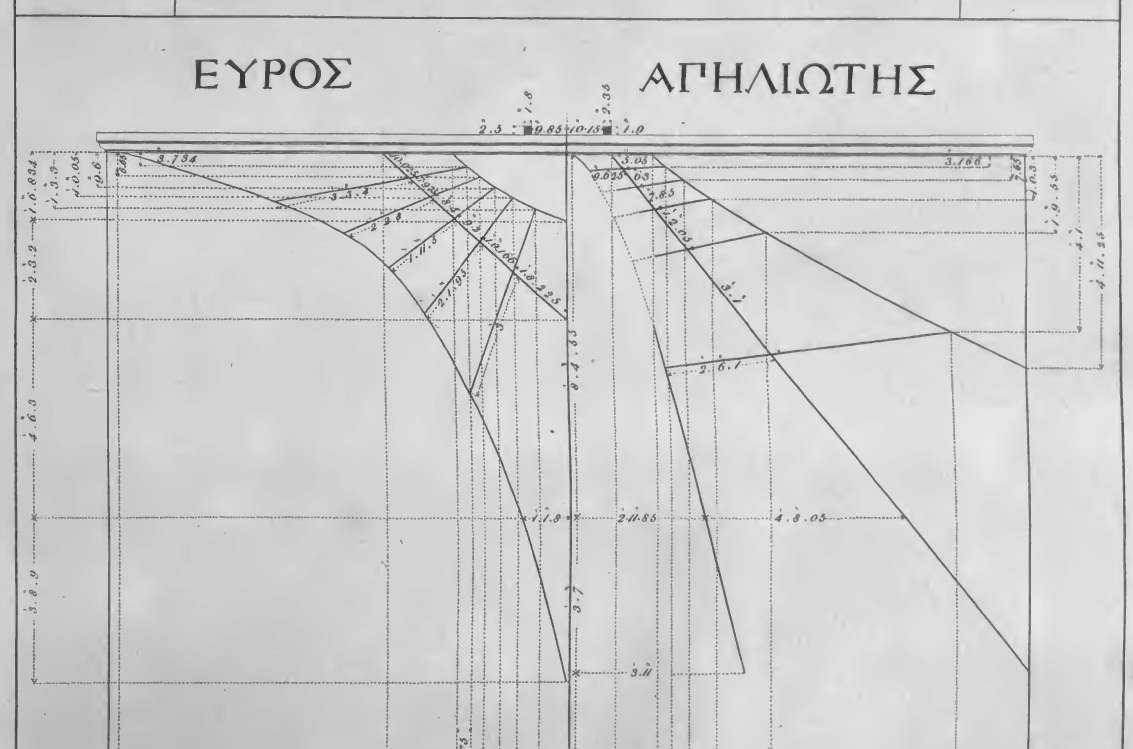
Dessins (1762) des cadrans SE & E.
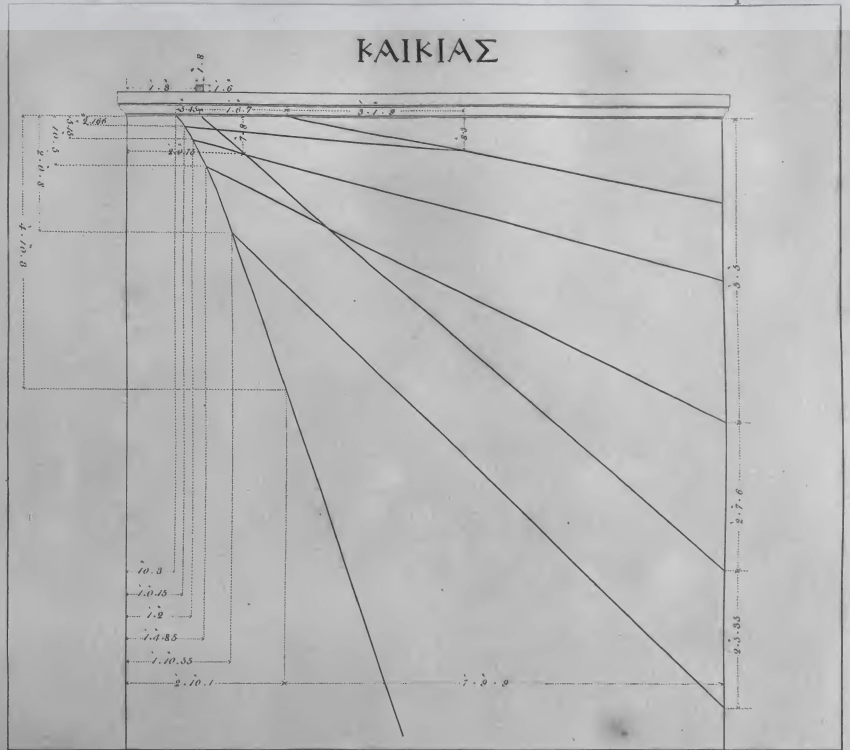
Dessin du cadran NE.
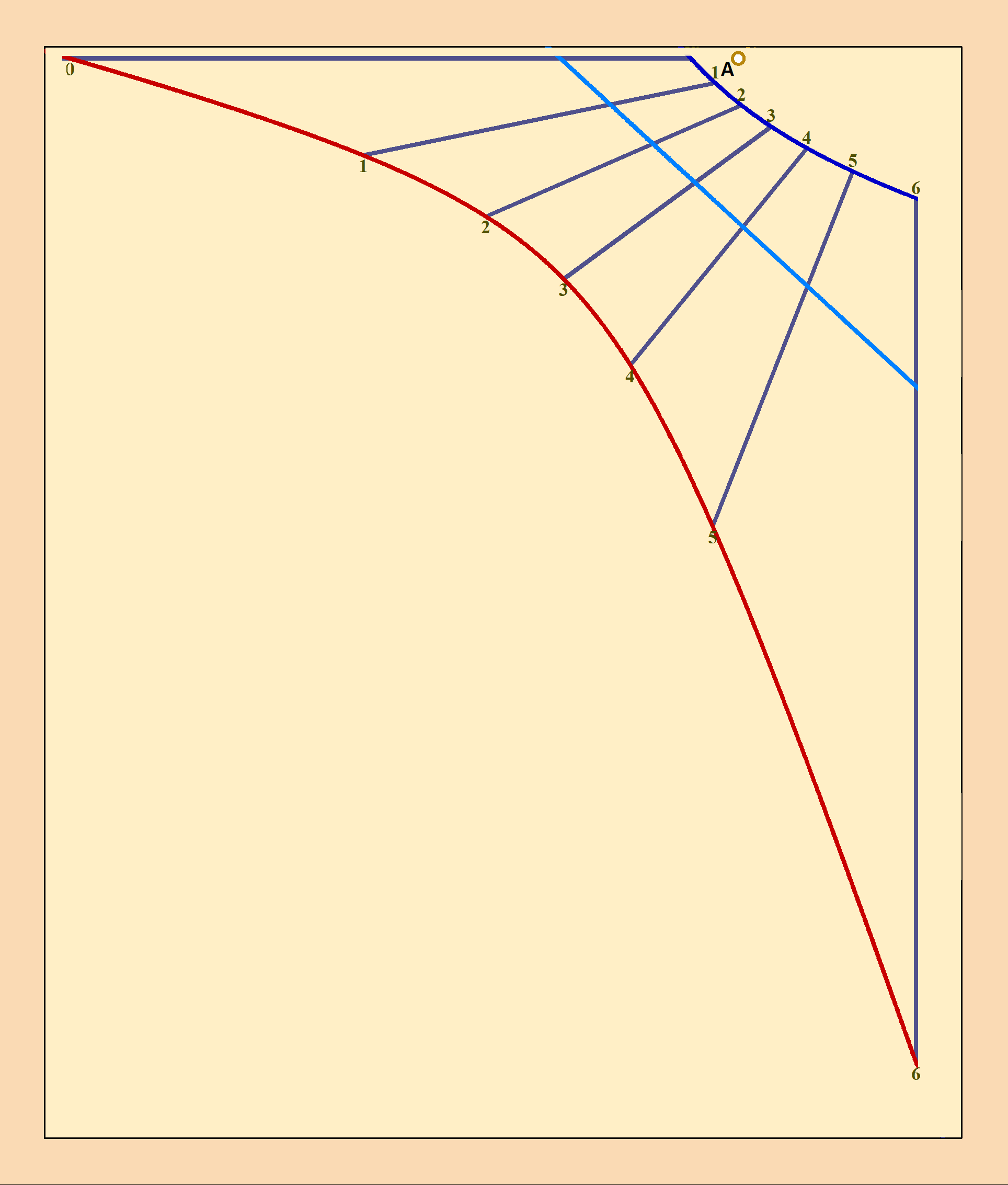
Épure cadran SE.
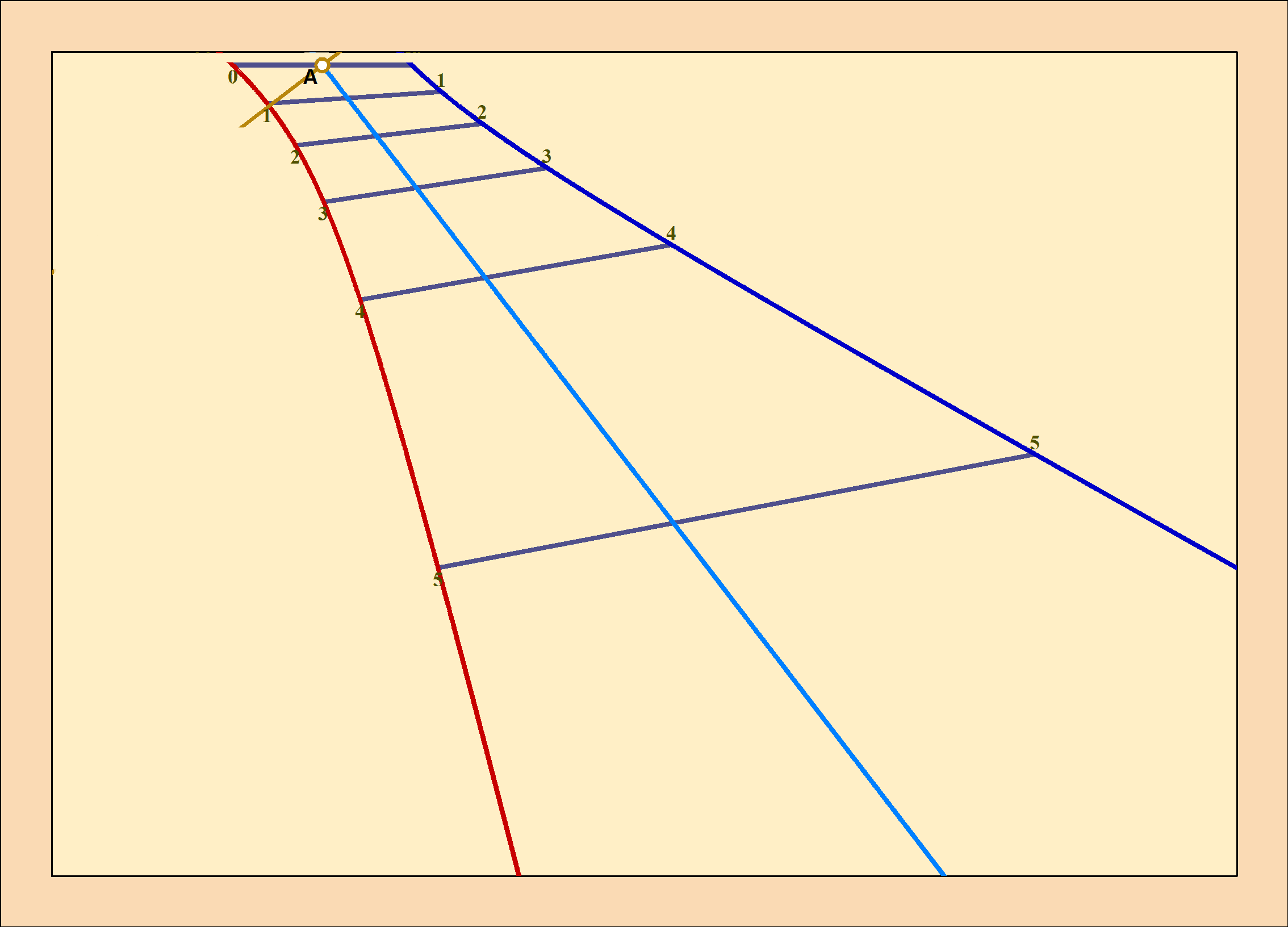
Épure cadran E.
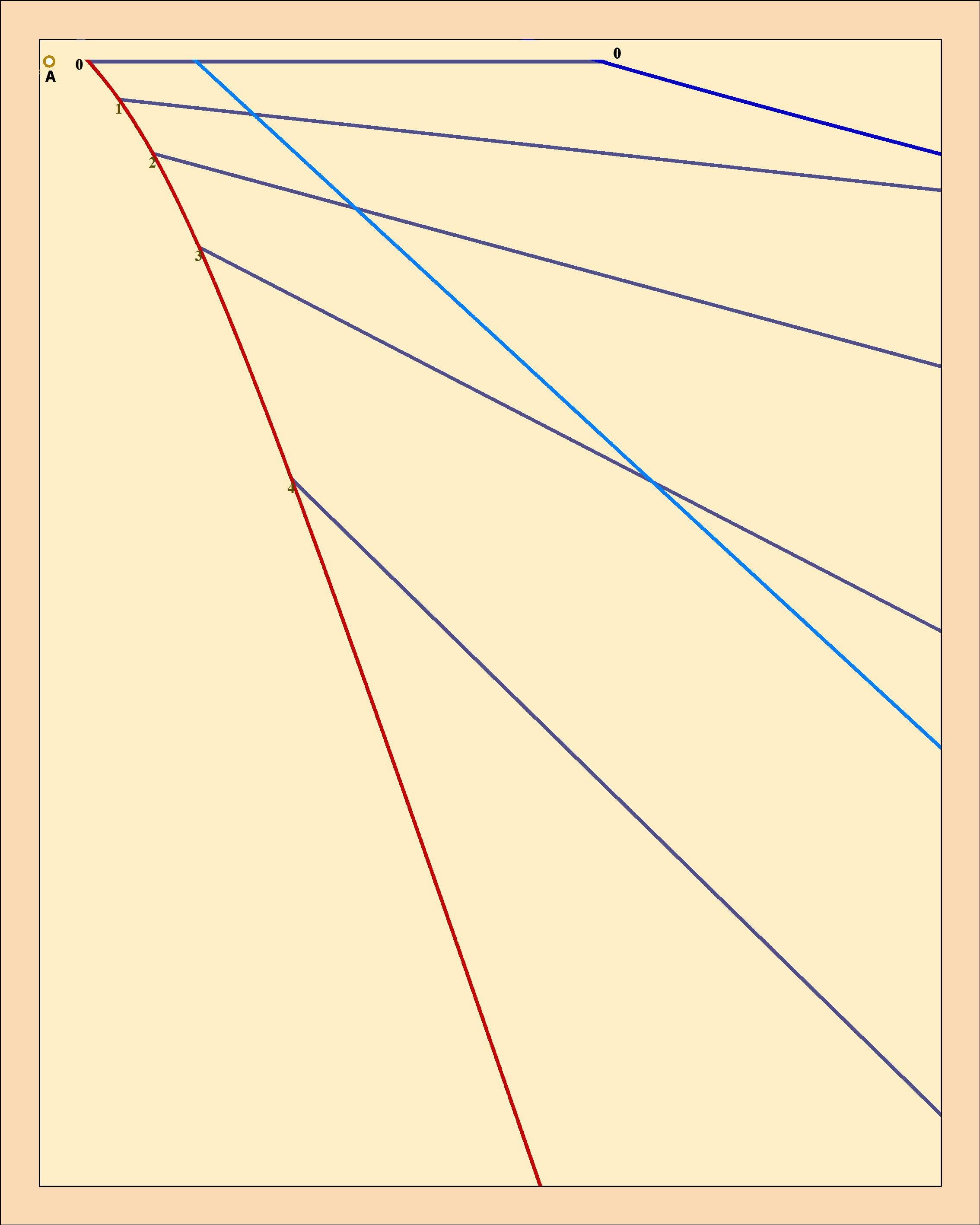
Épure cadran NE.
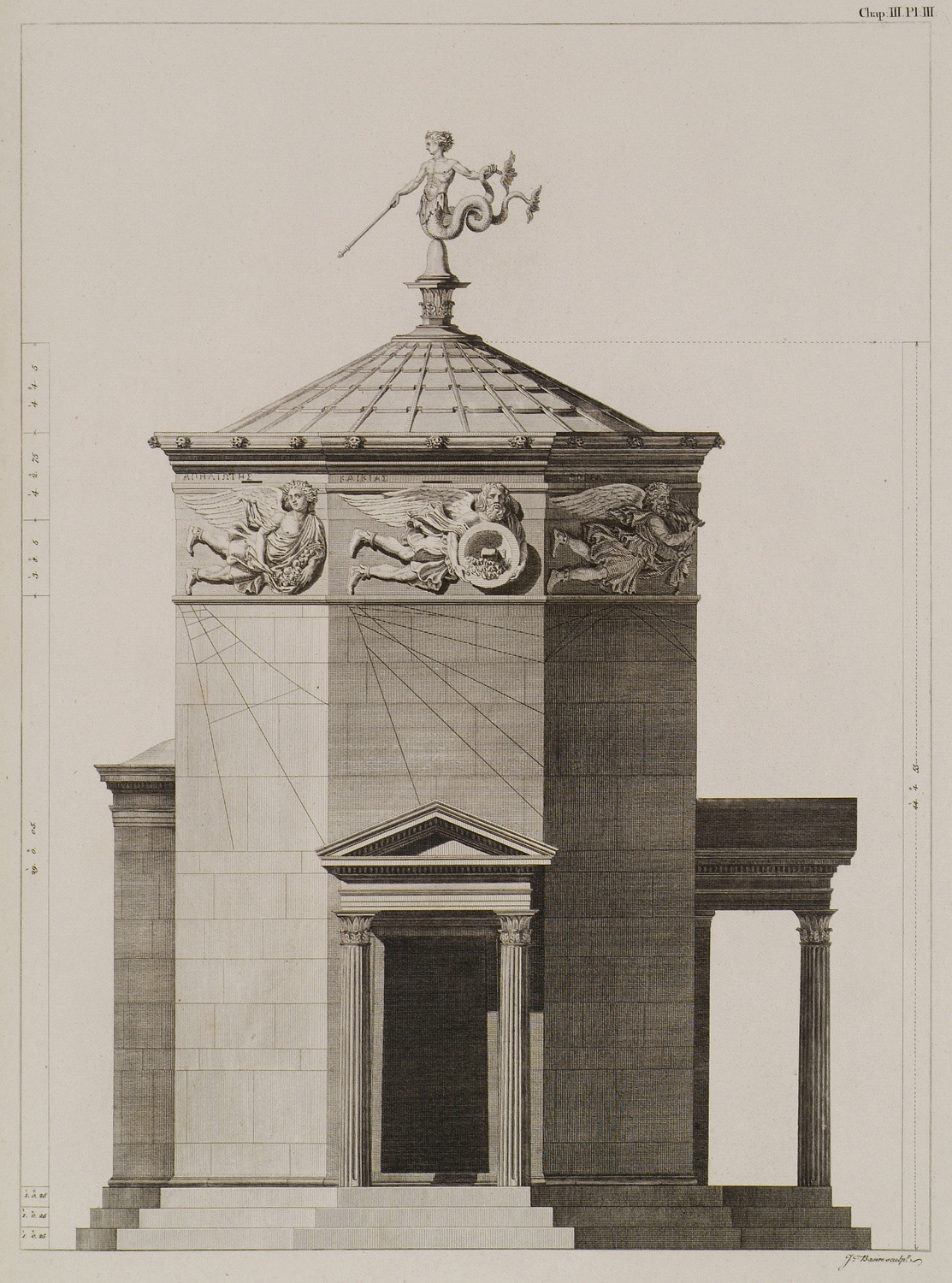
Tour, vue NE.

Le cadran vertical déclinant circulaire
La table est un disque de pierre vertical placé sur un socle. Son nom latin est discus in planitia ; il aurait été inventé par Aristarque de Samos.

À l'exception de sa forme circulaire, il ne se différencie pas du simple cadran déclinant. Comme précédemment, ils sont associés par paires.
Le cadran vertical dièdre

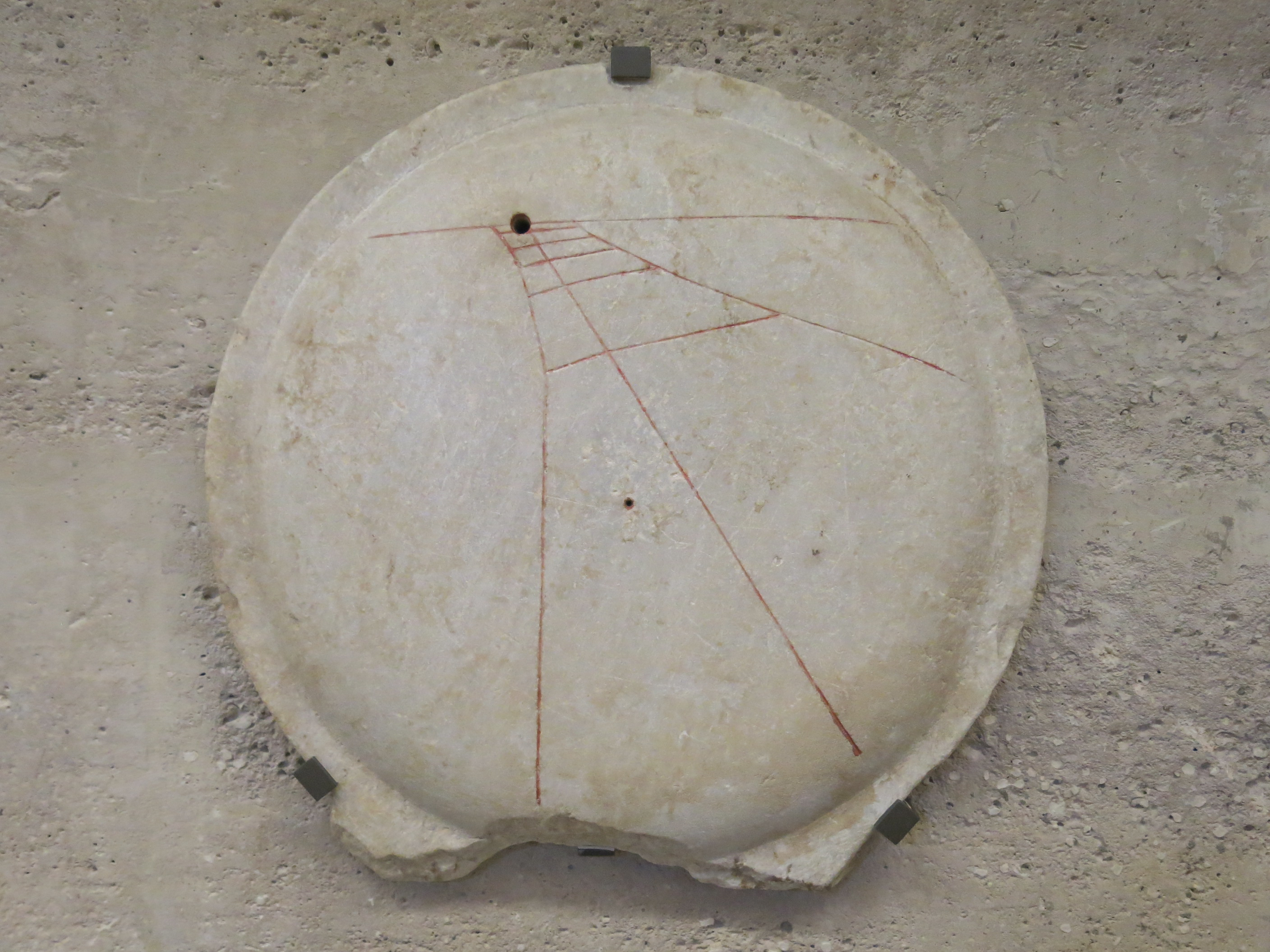
Cadran circulaire du Musée du Louvre.

Il est constitué de deux tables planes verticales, faisant entre elles un angle de 90° et orientées respectivement SE et SW. La majorité des spécialistess donne le nom de pelecinum à ce type de cadran, de préférence au cadran plan horizontal vu précédemment.

Chaque table porte un réseau de lignes horaires adéquates, le gnomon est à l'intersection des deux tables, dans le plan du méridien.

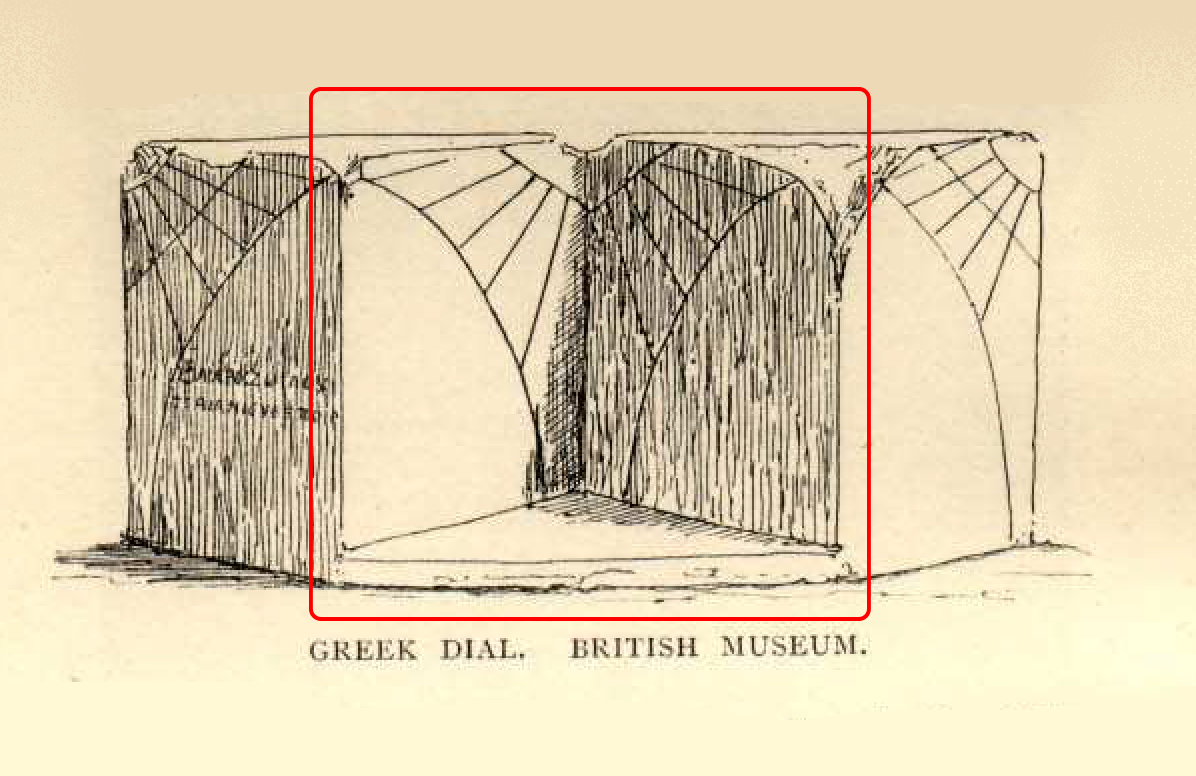
Cadran vertical dièdre (au centre).
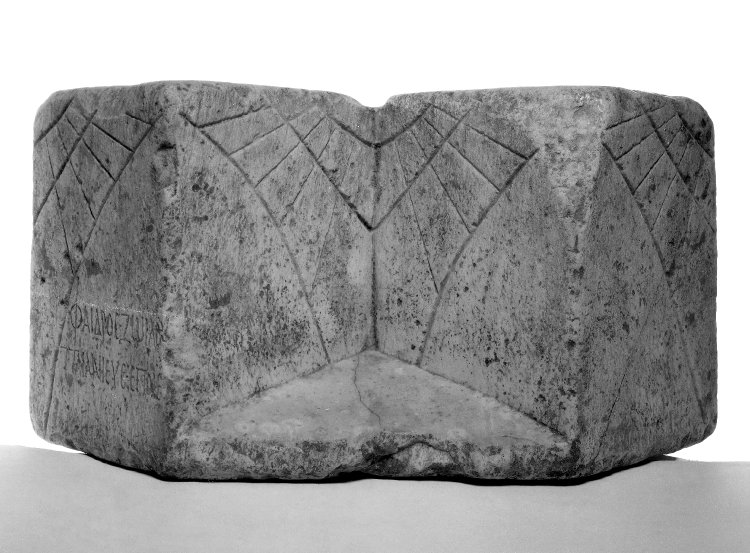
Photo du même cadran (British Museum)[29].

### Le cadran incliné
C'est un cadran que l'on peut comparer, pour sa mise en station, au cadran équatorial moderne. Il est constitué d'une plaque plane avec deux faces où sont tracés les réseaux d'heures temporaires. Incliné suivant la latitude du lieu, il s'utilise comme le cadran cylindrique à alésage incliné vu précédemment. Suivant les exemplaires retrouvés, il pouvait comporter un gnomon unique ou un pour chaque face.

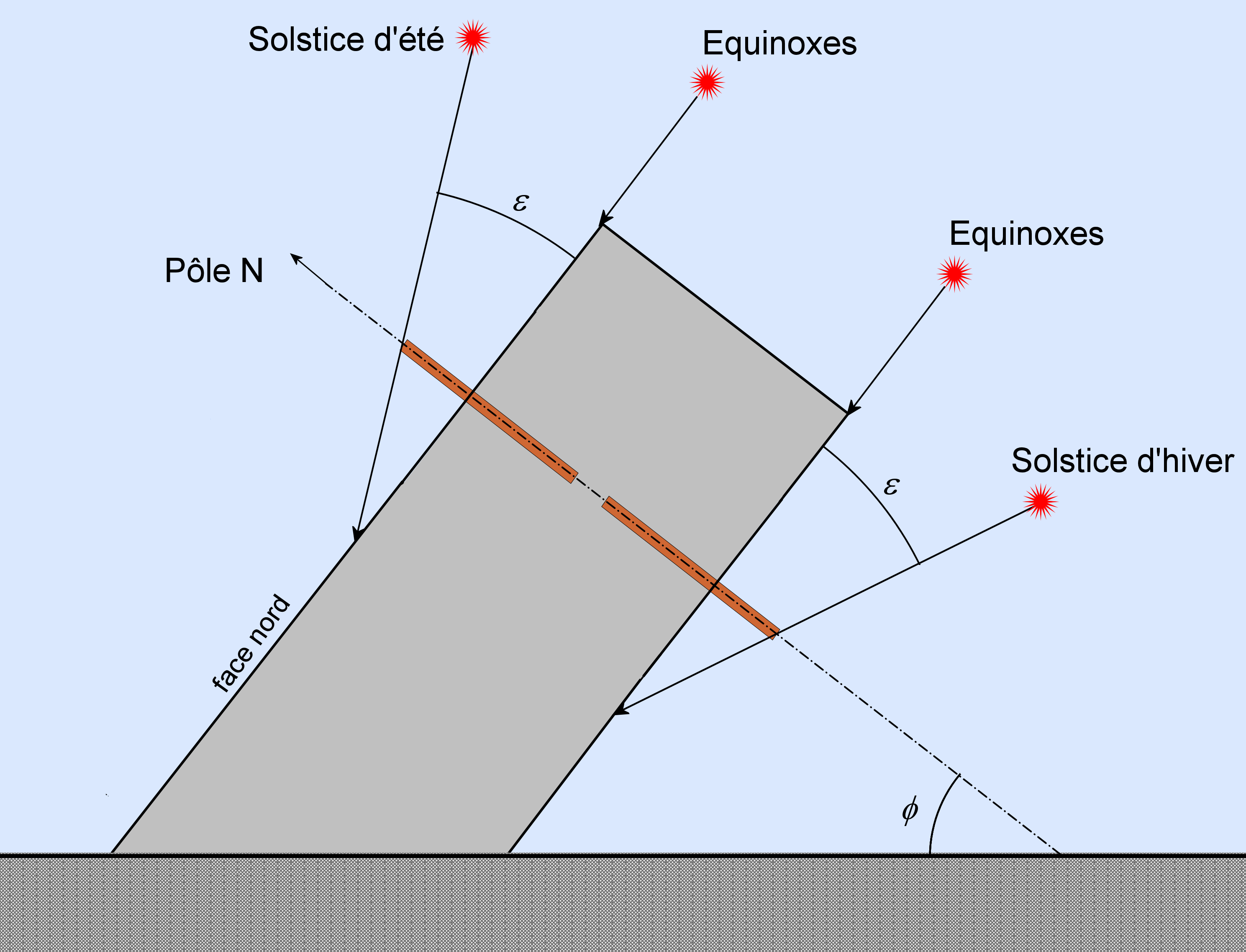
Schéma de principe et d'utilisation.
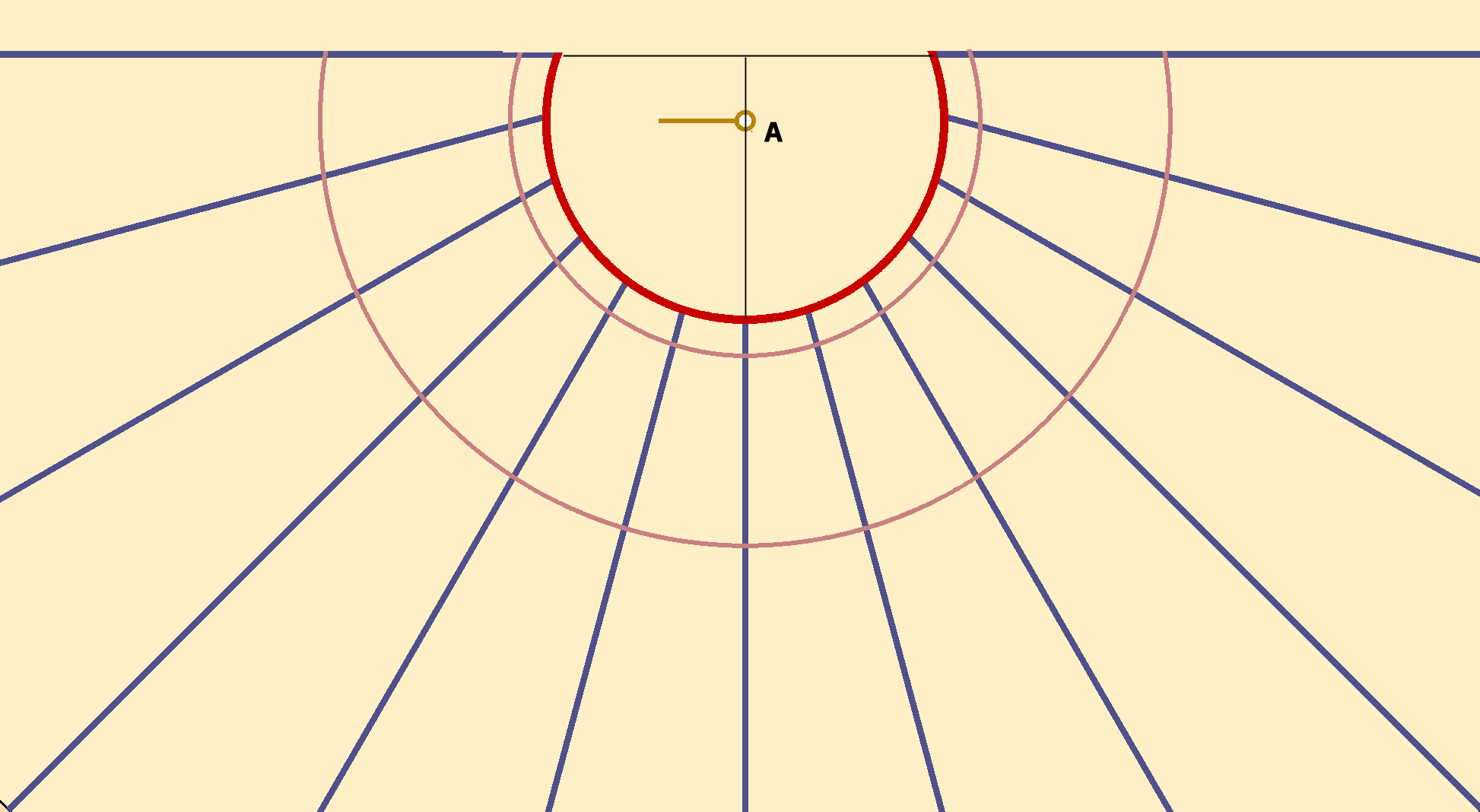
Épure d'un cadran, face été.
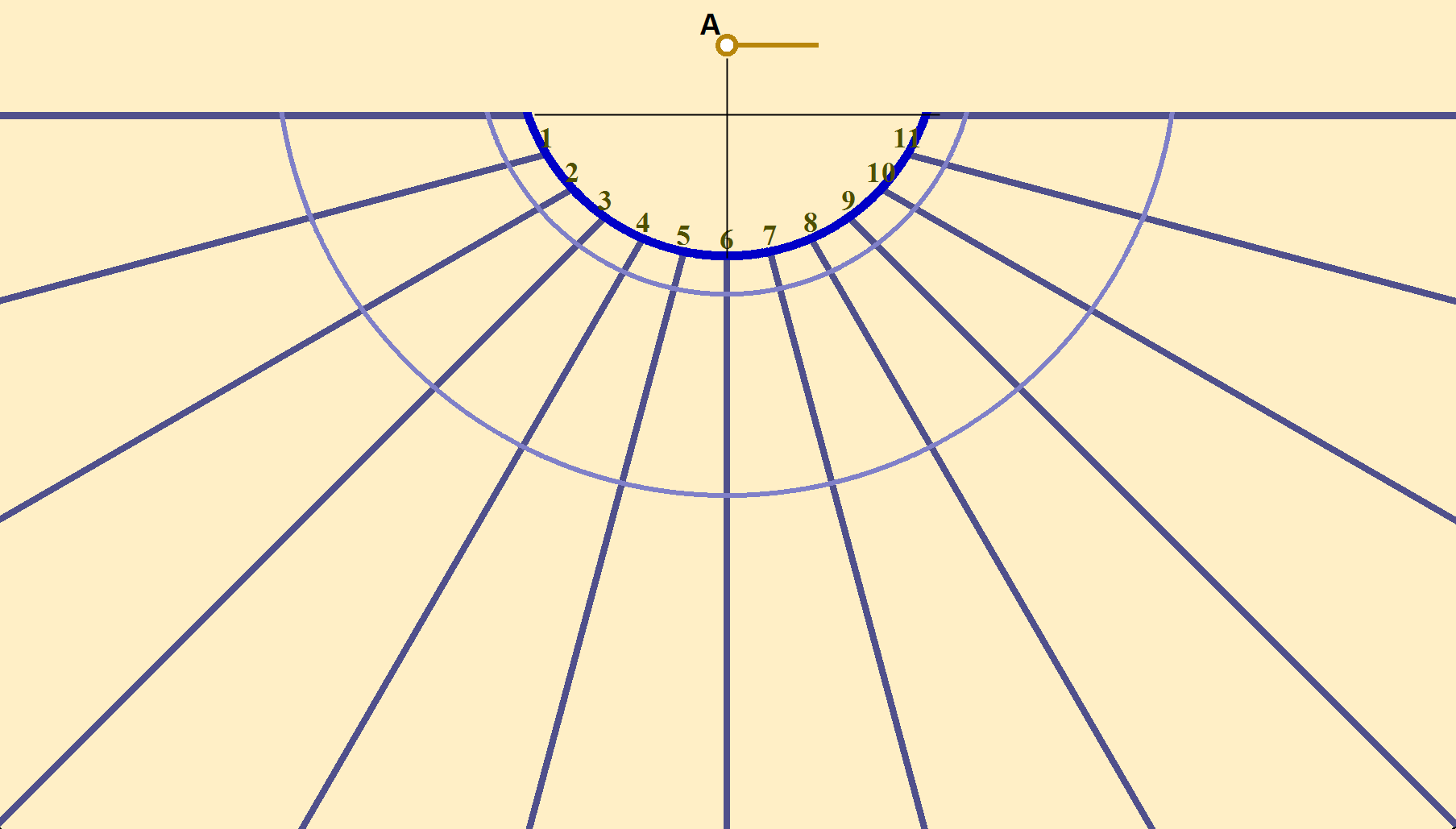
Épure d'un cadran, face hiver.
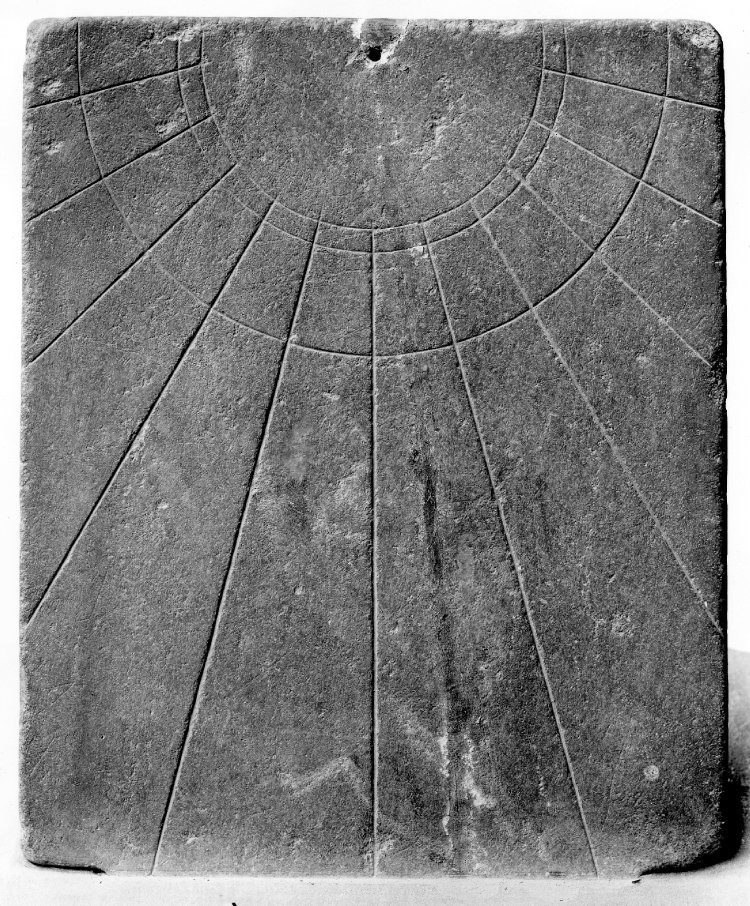
Cadran incliné du British Museum

## Les cadrans miniatures
Ils ne constituent pas un type particulier de cadran.

Ce sont des cadrans sphériques, coniques ou plans, comme précédemment, mais de dimensions très réduites, pouvant tenir dans la main. Ils sont ici différenciés de leur catégorie mère pour leur utilisation comme modèle ou pour usage individuel et pour inventaire ; on en dénombre plus d'une dizaine d'exemplaires.

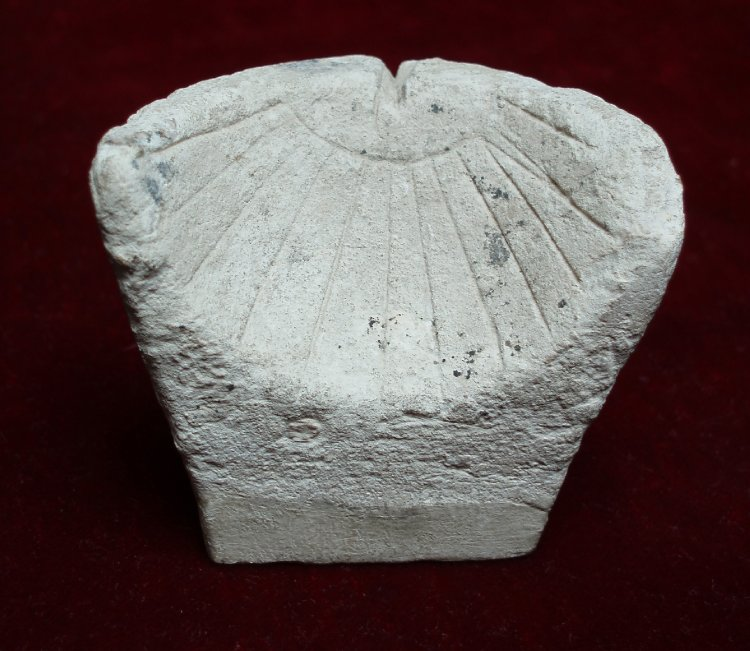
Cadran sphérique miniature (7.5 cm de large) de Naucratis, delta du Nil, British Museum.

## Les cadrans à faces multiples
Ce sont des blocs gnomoniques constitués de plusieurs cadrans accolés. Leurs surfaces réceptrices sont de différents types. Le cadran vertical dièdre présenté précédemment est extrait d'un bloc gnomonique comportant le cadran dièdre au centre et deux cadrans verticaux déclinants sur les faces extérieures. Certains blocs comportent jusqu'à cinq ou six cadrans.

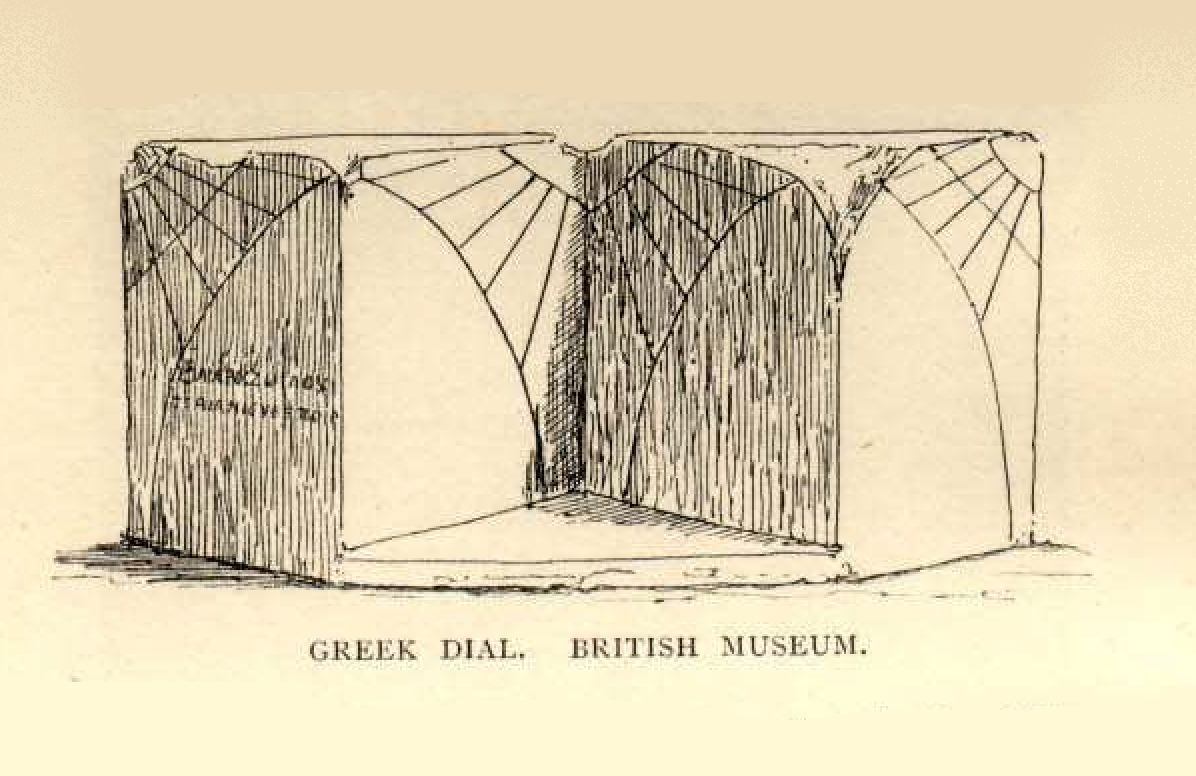
Cadran multifaces du British Museum.
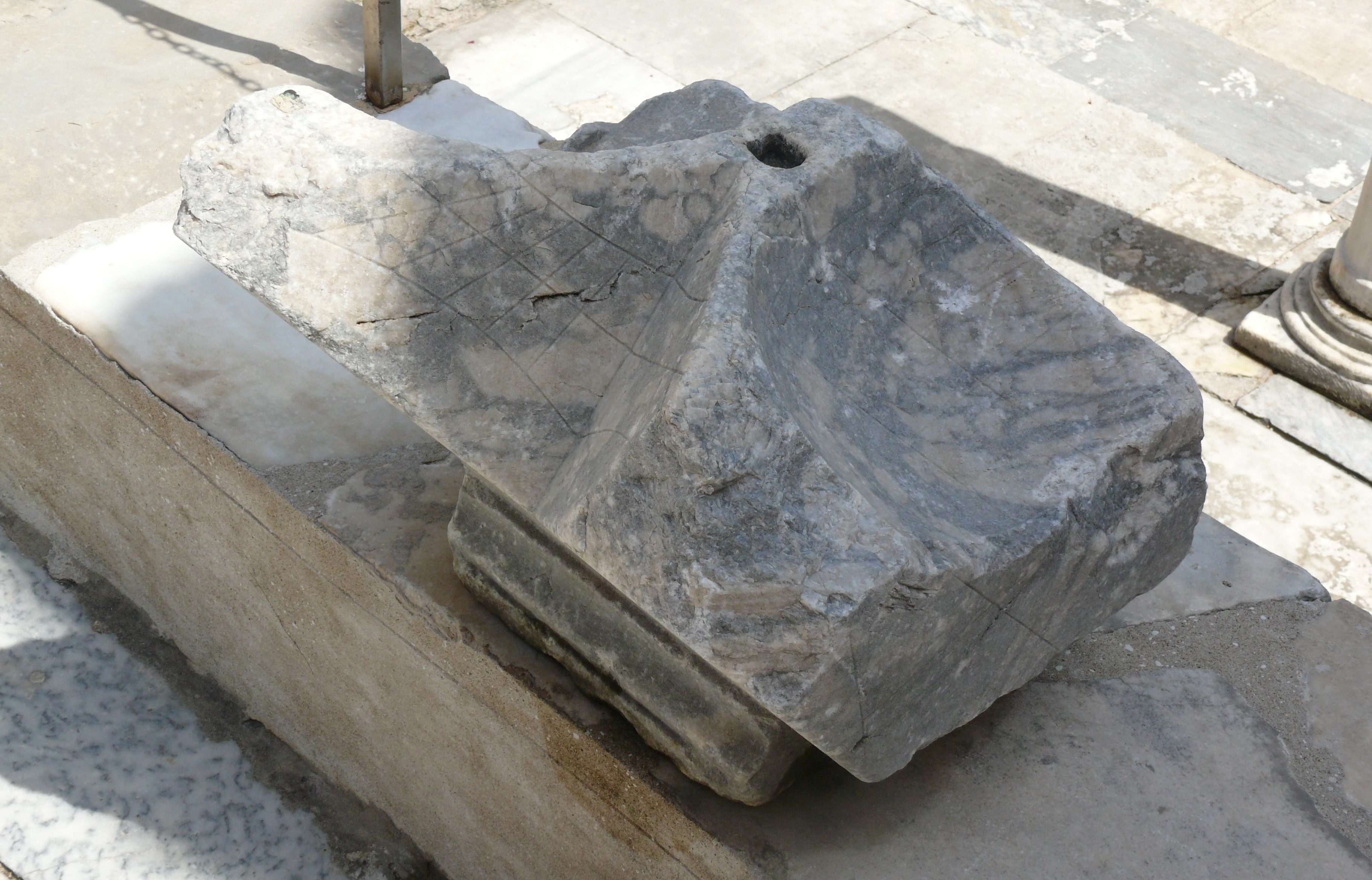
Bloc de cinq cadrans du site de Sidé en Turquie[N 6].

## Les cadrans portatifs
Ils sont divisés ici en 7 catégories qui correspondent à une classification provisoire actuelle.

Les exemplaires retrouvés datent tous du  Ier au VIIe siècle.

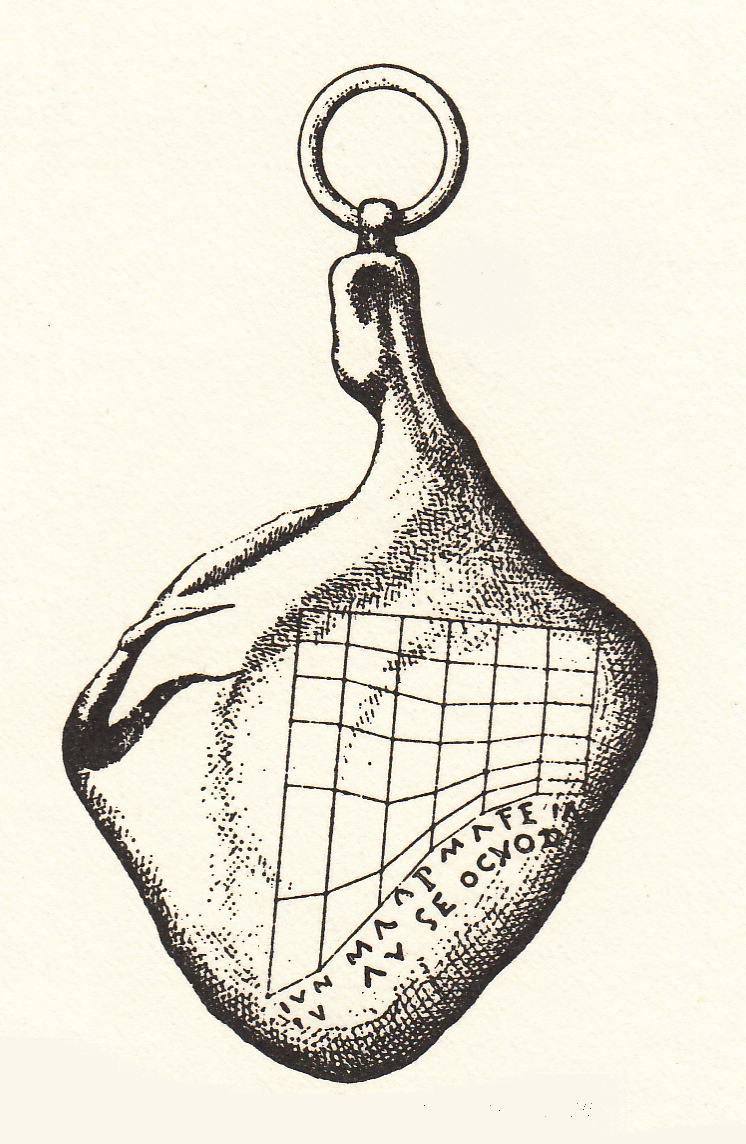
Cadran dit « Jambon de Portici ».
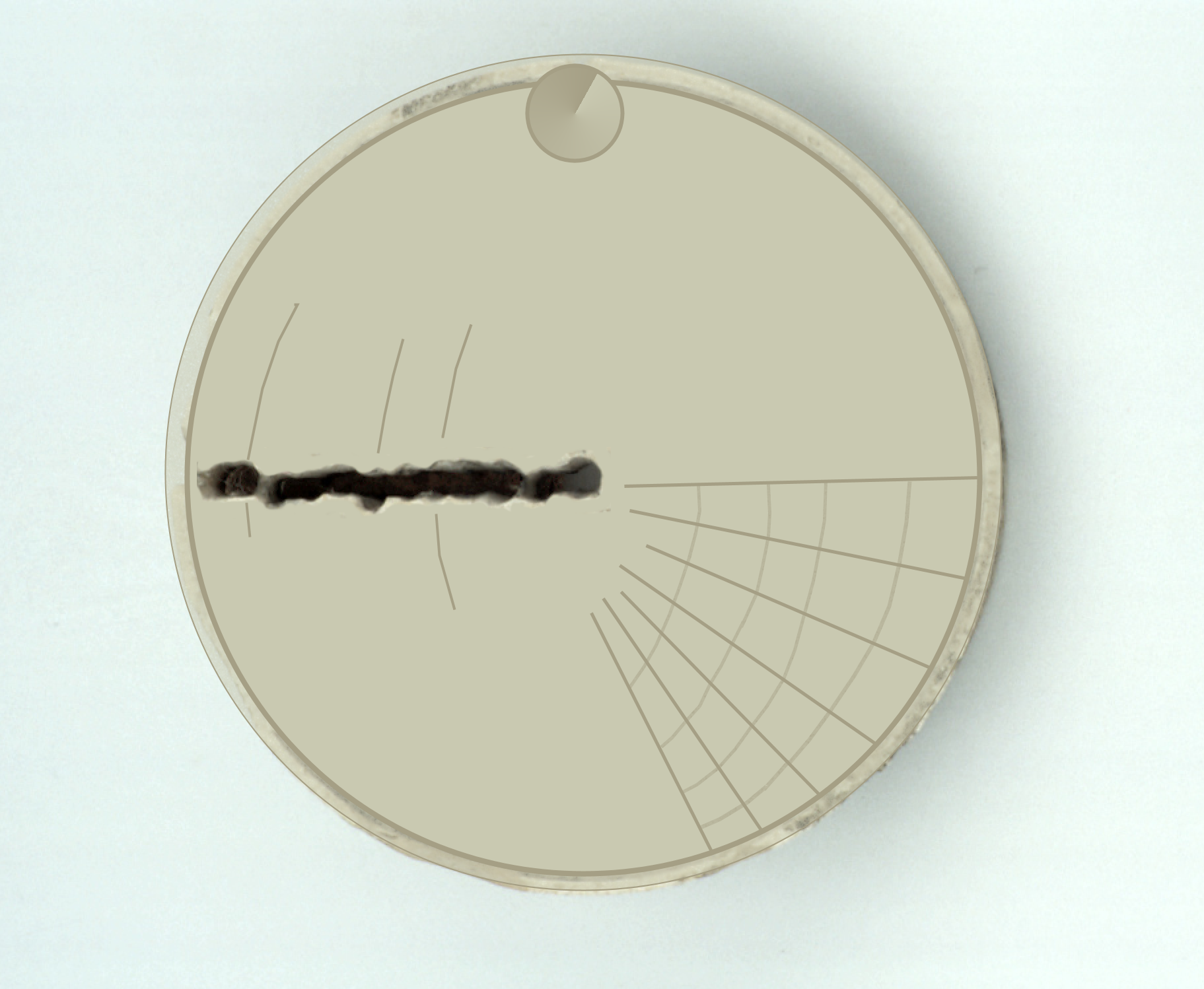
Cadran de type disque.
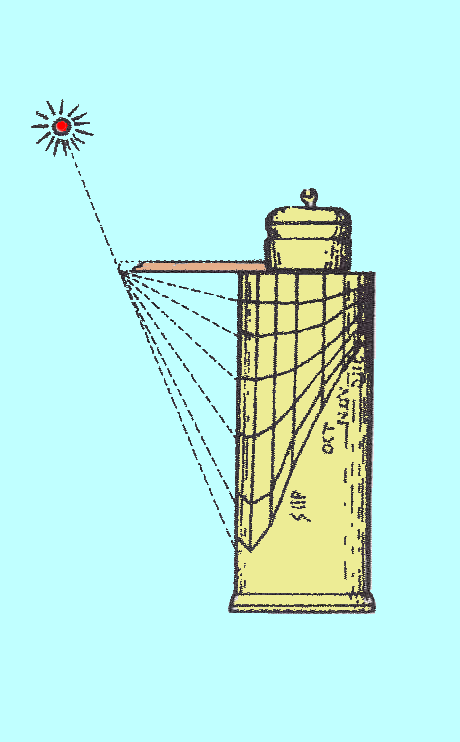
Cadran cylindrique vertical
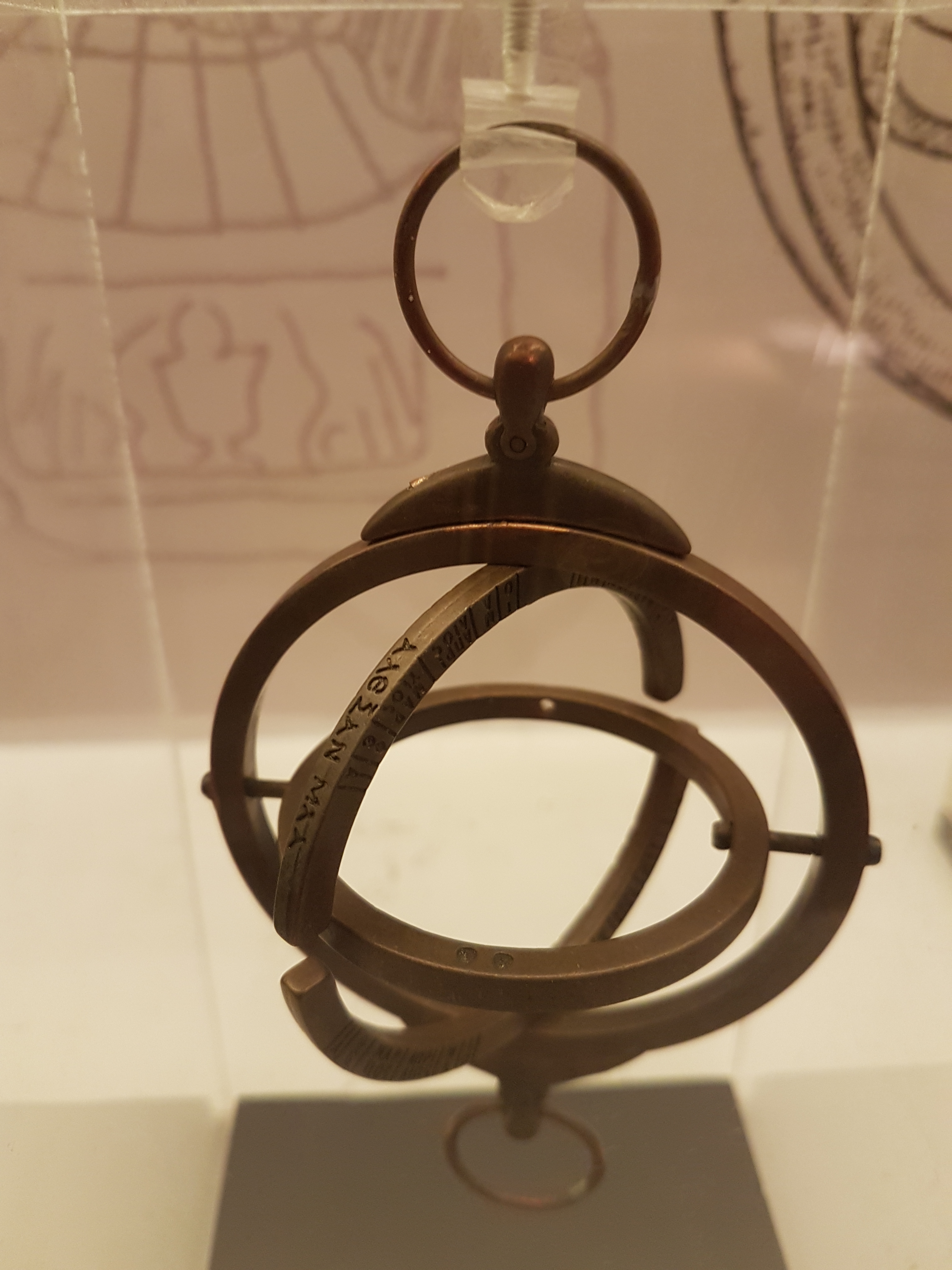
Cadran à anneaux.
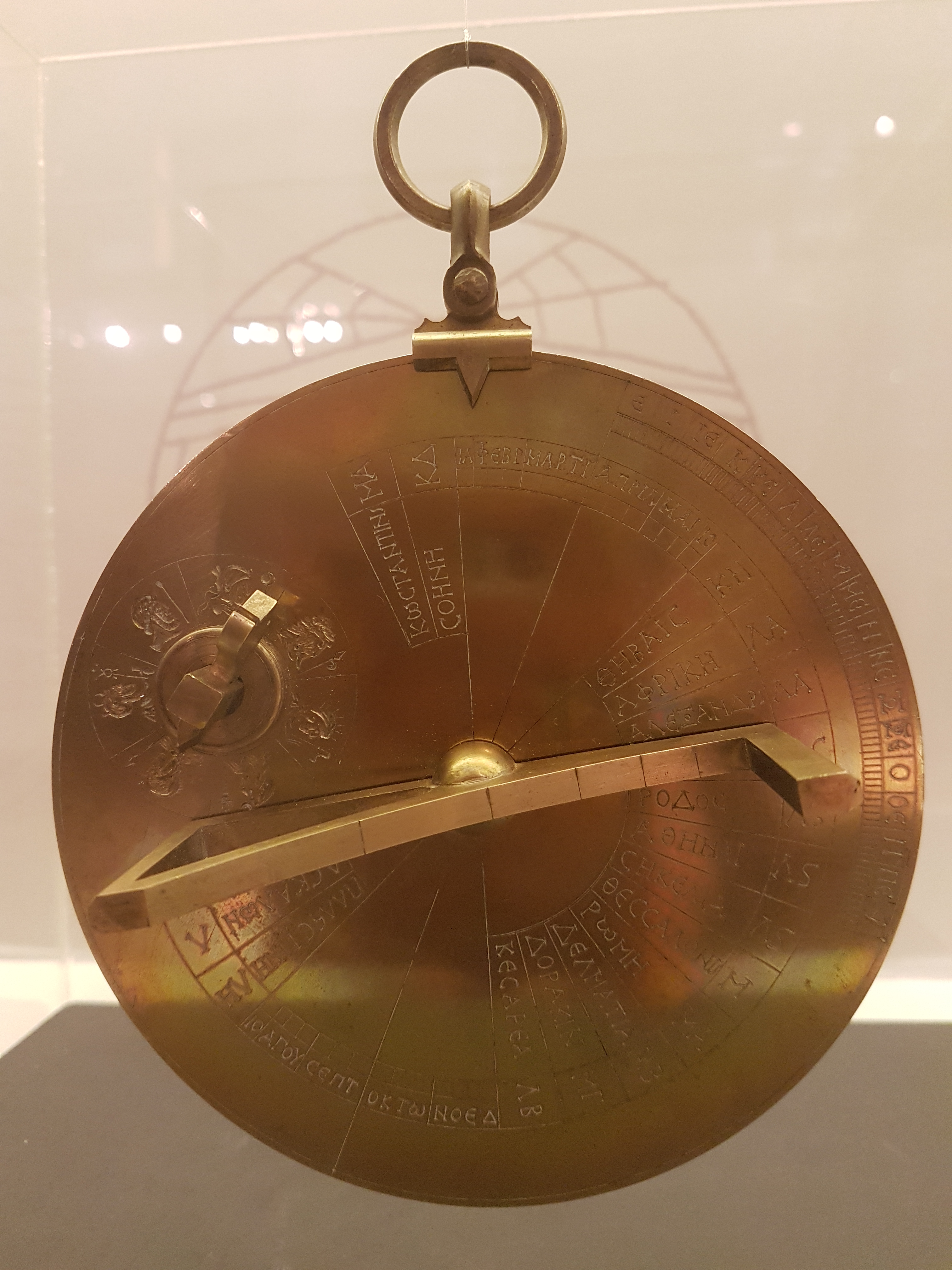
cadran disque à bras pivotant.

### Le cadran type «Jambon de Portici»

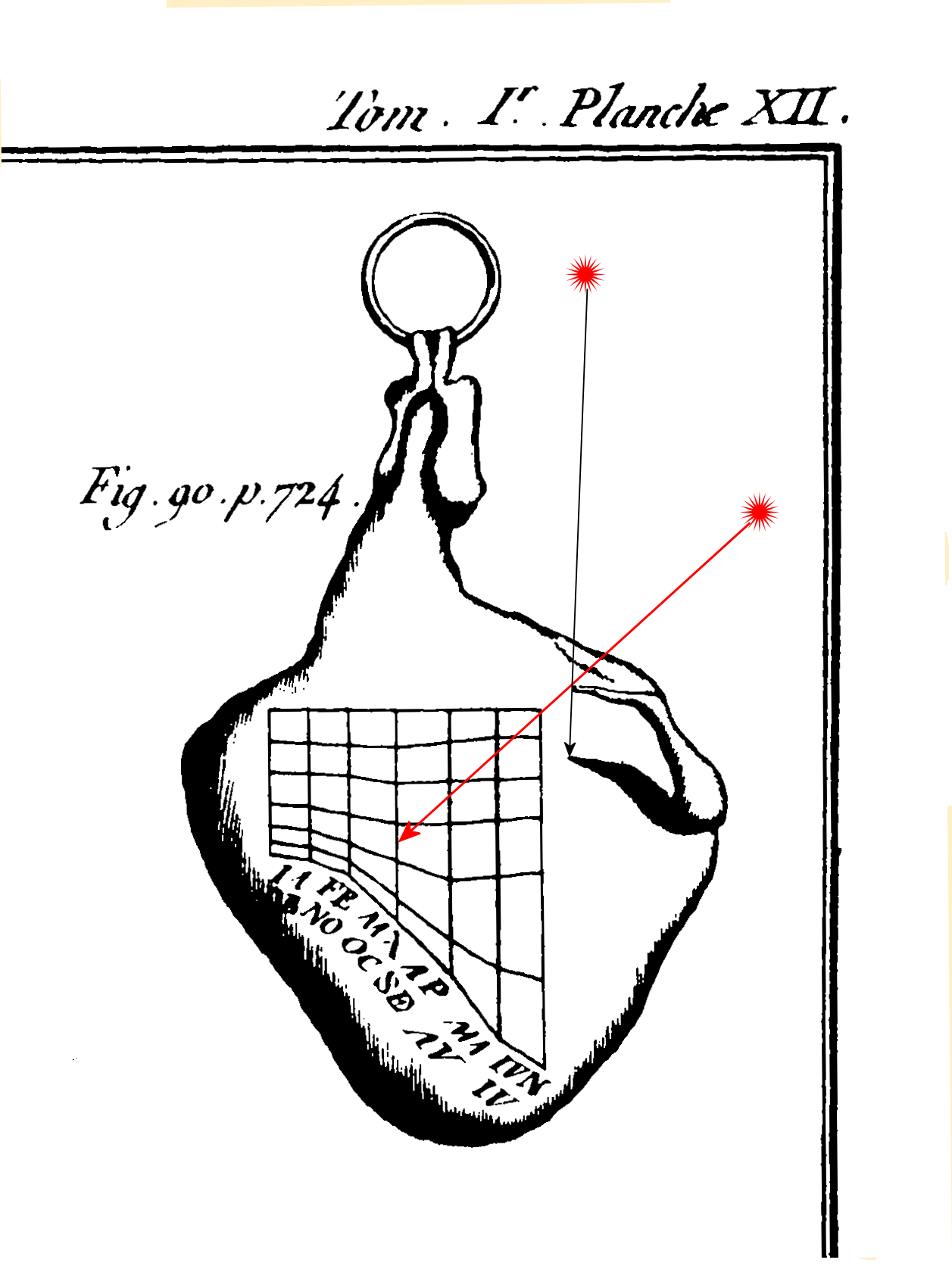
Le jour de l'équinoxe de printemps on peut lire, flèche rouge : 3,5 h temporaires.

L'exemplaire unique de ce curieux cadran a été trouvé à Herculanum, dans les fouilles de Portici, en 1755. Il est en bronze ou en cuivre argenté. Sa forme générale n'est pas sans rappeler celle d'un jambon suspendu par un anneau attaché à son extrémité, d'où son nom.

La surface réceptrice est gauche, grossièrement plane. Elle reçoit un réseau de lignes de déclinaisons et horaires.

Les lignes de déclinaison, verticales, correspondent aux différents mois du calendrier regroupés deux par deux suivant la position saisonnière du Soleil ; les lignes horaires, « transversales », pourraient être numérotées du haut en bas de zéro ou douze (lever ou coucher du Soleil) à six (heure de midi).

Le gnomon est donné pour être l'extrémité d'une entame recourbée sur le côté du jambon. La latitude d'utilisation est unique mais n'est pas documentée. ; elle est vraisemblablement celle des environs de Naples.
La lecture de l'heure est simple. Le cadran étant suspendu par son anneau, on oriente le cadran de telle sorte que l'extrémité de l'ombre du gnomon soit dans l'alignement de la date du mois courant. On peut alors lire l'heure à partir des transversales des lignes horaires.
Commentaires :
- le cadran représenté ici, pour éviter probablement le plagiat, est une vue miroir du véritable cadran de Portici, à l'exception de l'indication des mois respectée pour lisibilité.
- voir des liens vers des sites dédiés avec photo : Jambon de Portici.

### Le cadran disque
Il existe un ou deux exemplaires de ce type :
1. un premier, reconnu comme portable, en os, conservé à Mayence et décrit par De Solla Price en 1969 ;
2. un second, en pierre, de dix centimètres de diamètre, trouvé à Ponteilla, peut être placé, pour description dans cette catégorie.

Ces deux cadrans se présentent sous la forme d'un disque comportant des trous rayonnants pouvant recevoir un gnomon mobile.

1- le cadran de Mayence est percé d'une douzaine de trous avec en vis-à-vis l'inscription des mois de l'année par paires ; donc chaque trou devait correspondre à une quinzaine de jours. Les marques des mois, de l'extérieur vers l'intérieur, par couples de même déclinaison, sont JAN - DEC, FEB - NOV, …, MAI - AUG, JUN - JUIL ne sont guère lisibles. Il comporte sur 1/4 du disque les réseaux probablement de déclinaisons et horaires : le réseau des lignes de déclinaison comporte sept « rayons » correspondant à la distribution des signes zodiacaux ; le réseau des lignes horaires est formé de cinq arcs de « cercles ».

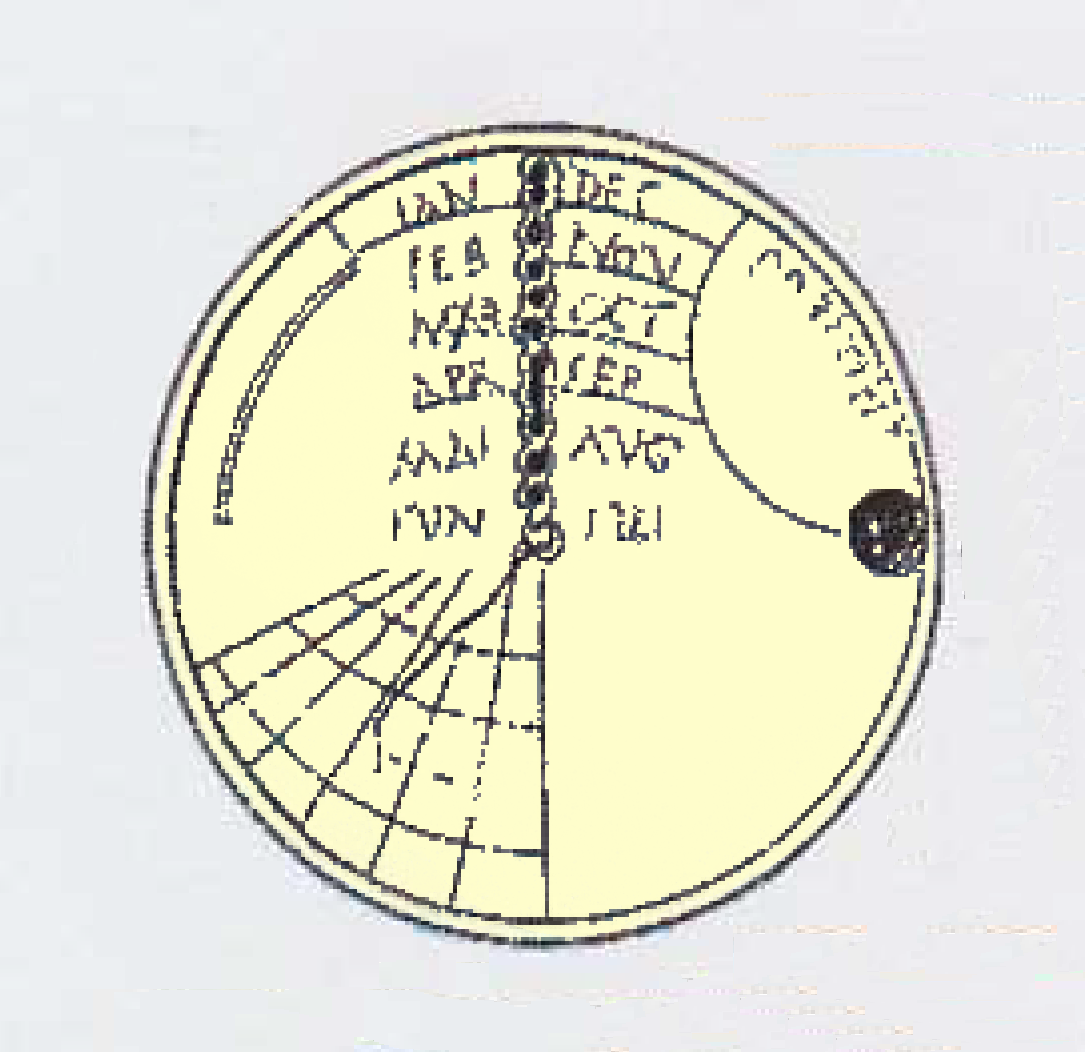
Détail de l'inscription des mois.

En utilisation, le cadran est dans une position verticale, un trou isolé permettant le passage d'une cordelette de suspension ;
- le gnomon est implanté dans le trou correspondant au mieux à la date du jour ;
- l'orientation du cadran est correcte quand l'ombre de l'extrémité du gnomon se trouve sur la ligne zodiacale correspondante ;
- la lecture de l'heure s'effectue alors par rapport aux transversales des lignes horaires. La méthode n'est pas sans rapport avec celle employée pour le cadran de Portici.

2- le cadran de Ponteilla, suit sensiblement la même description. Les différences semblent être les suivantes : il n'y a que sept trous d'implantation de gnomon ; sont-ils en correspondance avec les signes zodiacaux ? le réseau des lignes de lecture est incomplet donc difficile à interpréter… Il ne comporte pas non plus de système de suspension, peut-être était-il tout simplement posé sur un plat situé dans une partie non préservée du cadran ?

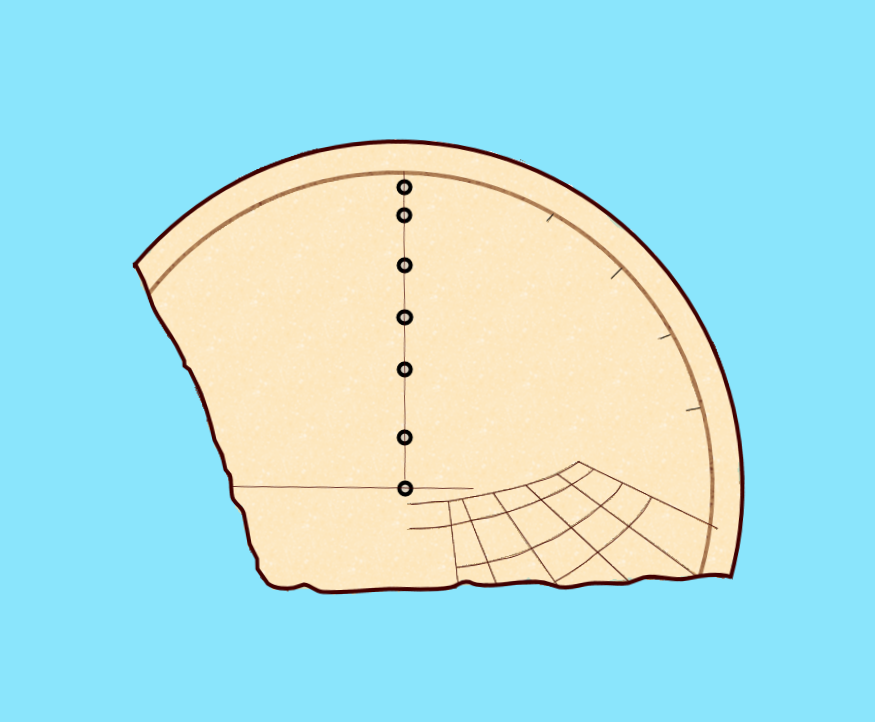
Le cadran de Ponteilla.

### Le cadran cylindrique vertical
C'est un cadran de hauteur, l'ancêtre du cadran de berger encore utilisé à l'époque moderne. Il en existe trois exemplaires : les deux principaux sont ceux d'Este et d'Amiens. 

Ce sont des cylindres creux pouvant recevoir le gnomon rétractable lorsqu'il n'était pas utilisé. La mise en station verticale, gnomon dans la direction du Soleil, se fait cadran posé au sol ou suspendu par son couvercle.

La surface latérale reçoit les réseaux de déclinaison solaire, lignes verticales tracées de mois en mois, éventuellement regroupées suivant une même déclinaison solaire et les douze lignes horaires de la journée regroupées elles aussi éventuellement par deux pour une même hauteur solaire du matin et de l'arès-midi ; la chiffraison des heures temporaires n'existe pas.

Cadran cylindrique dit « cadran de berger »
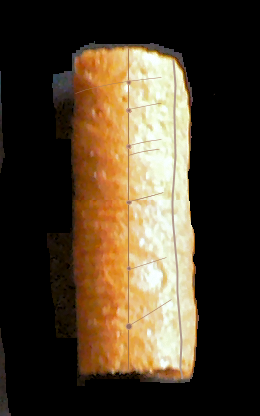
Faux cadran d'Amiens.
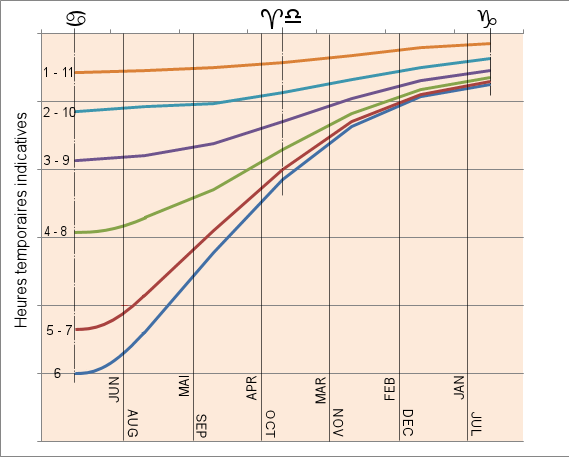
Réseau horaire approximatif du cadran d'Amiens.

En utilisation, le gnomon horizontal, d'une longueur bien définie, est amené par pivotement autour de l'axe du cylindre dans le prolongement de la ligne verticale de la date de l'observation, puis il est orienté dans la direction du Soleil. La lecture de l'heure s'effectue alors, à l'extrémité de l'ombre du gnomon sur la verticale de la date, à partir des transversales des lignes horaires.

### Les cadrans-disques perforés (en boîte)

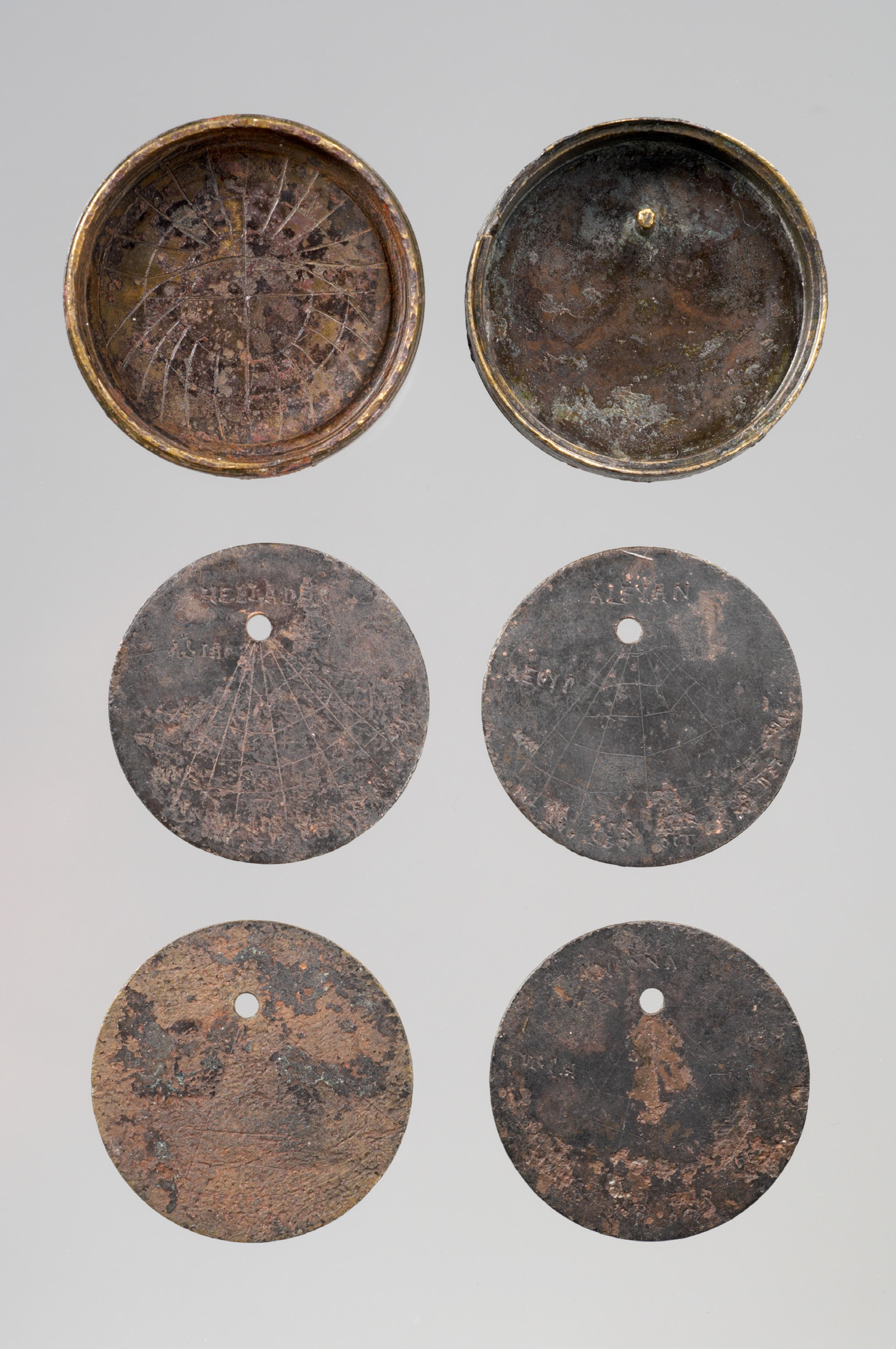
Cadrans disques perforés.

Il s'agit de boîtes contenant quelques cadran-disques pour emploi en des lieux de latitudes différentes, comme les tympans pour des astrolabes. Quelques variantes existent entre les six exemplaires inventoriés.
La boîte en bronze, est fermée par un couvercle décoré tel une pièce de monnaie. Elle possède sur sa surface latérale un petit trou pour laisser passer un rayon de Soleil, comme pour les cadrans à œilleton.

Les disques sont perforés pour empilement, rangement et orientation sur un téton intérieur. Ils reçoivent les réseaux horaires et de déclinaisons ; la description et l'emploi ne sont pas précisés chez Jérôme Bonnin, mais sont développés dans un article de Denis Savoie.

### Le cadran à anneaux
C'est un cadran de hauteur constitué de trois anneaux de section rectangulaire s'emboîtant et s'articulant les uns dans les autres. Il est l'ancêtre de l'anneau astronomique en usage à partir de la Renaissance. Il n'existe qu'un seul exemplaire de ce type de cadran trouvé sur le site de Philippes en Grèce et daté du IIIe ou IVe siècle.
Les anneaux, en bronze, sont imbriqués les uns dans les autres. Cette disposition est bien visible sur l'illustration présentée en introduction des cadrans portatifs.

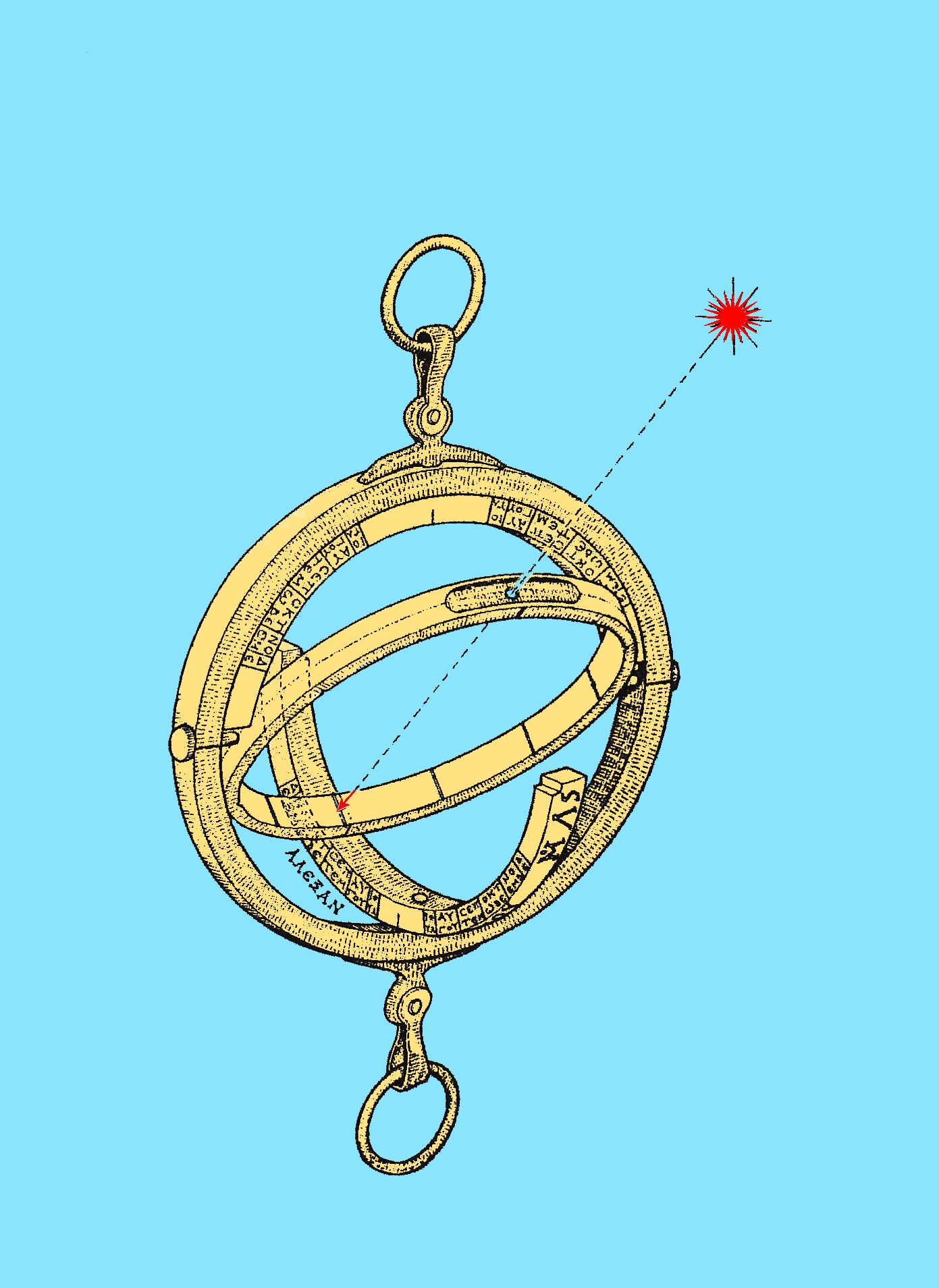
Schéma d'utilisation du cadran de Philippes.

- l'anneau extérieur sert de cadre ; il peut pivoter, en cours de mise en station, autour de la boucle supérieure de suspension ;
- un anneau intermédiaire - en fait deux demi-anneaux - sert à régler l'instrument pour quatre lieux de latitude différente (deux par demi-anneau). Leur nom est gravé, en grec, sur la surface latérale de ces demi-anneaux. Il s'agit d'Alexandrie, Rome, Rhodes et Vienne. À chaque ville correspondent des « graduations » de déclinaison solaire sur lesquelles le réglage devra s'effectuer en fonction de la date d'utilisation ;
- l'anneau des heures, intérieur, est percé dans sa partie supérieure d'un petit trou ou œilleton pour laisser passer un rayon de Soleil qui indiquera l'heure temporaire sur la partie basse de l'anneau comportant douze graduations[40].

La figure ci-contre montre comment utiliser l'instrument à Alexandrie.
1. Après avoir choisi la ville d'utilisation, placer le demi-anneau correspondant perpendiculairement à l'anneau extérieur ;
2. Faire pivoter l'anneau des heures autour de son axe, l'axe de l'horizon, jusqu'à sa localisation correcte sur la « graduation » de la date choisie. Il est supposé que le contact des deux anneaux intérieurs est maintenu par adhérence ;
3. Faire pivoter l'ensemble ainsi constitué autour de la boucle de suspension, de telle sorte que le rayon solaire, passant par l'œilleton, frappe l'intérieur de l'anneau des heures ; lire alors l'heure[N 7],[41].

Les anneaux modernes bien que de technologies un peu différentes parviennent au même résultat, en heures équinoxiales. Il est intéressant de voir à travers les différents types d'anneaux l'évolution pas à pas des techniques employées.

### Le cadran disque à bras pivotant
C'est un cadran de hauteur universel composé d'un disque de réglage et d'un bras pivotant constitué d'un gnomon et d'une partie incurvée recevant les marques horaires. Il en a été retrouvé plus d'une douzaine, datant tous du début de notre ère (du Ier au VIe siècle) et distribués dans tout le monde méditerranéen.
Ce type de cadran, en bronze ou laiton, de faibles dimensions (le diamètre est de l'ordre de  12 cm au maximum) s'utilise en position verticale. Il comporte deux éléments essentiels :

Cadran disque universel à bras pivotant
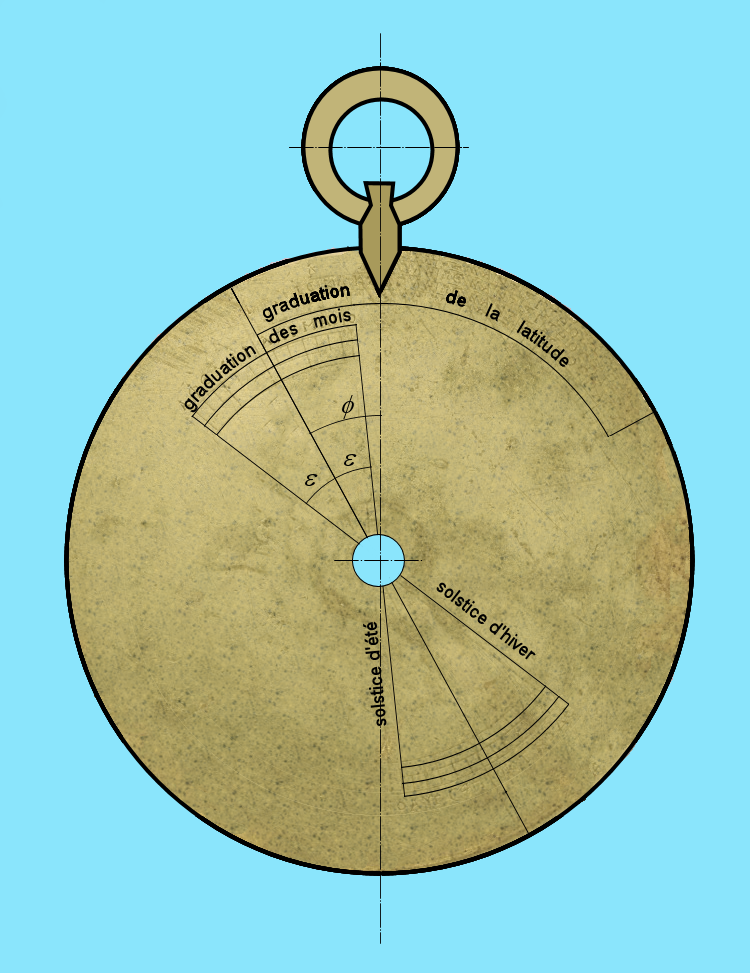
Disque de réglage du bras pivotant.
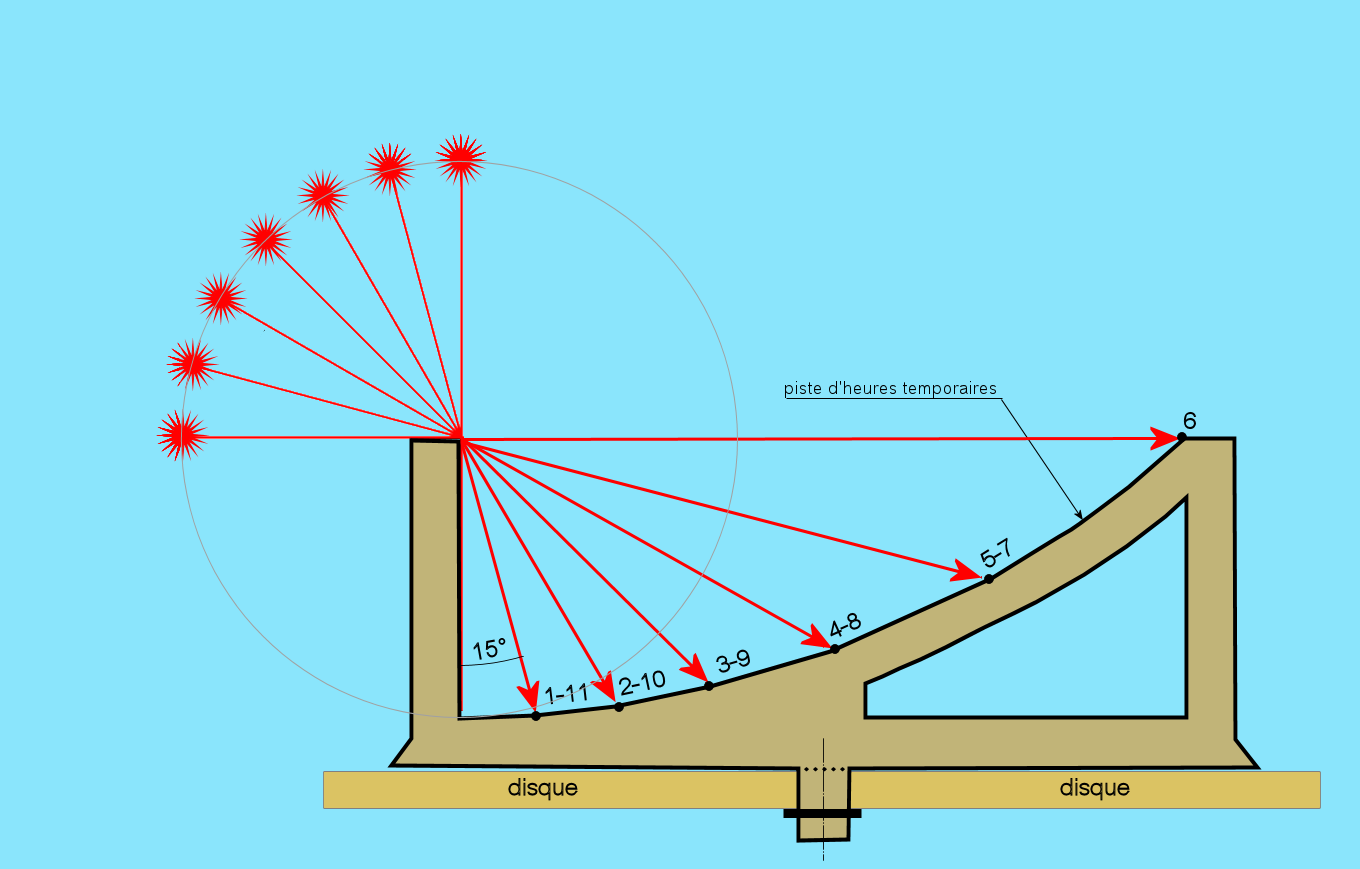
Bras pivotant indiquant l'heure temporaire.

- le disque gnomonique constitué de deux faces ou de deux disques accolés. Au verso, une nomenclature de lieux proposés avec leur latitude, au recto toutes les gravures nécessaires au réglage, soit :
  - sur le pourtour, une échelle graduée en degrés pour caler l'instrument sur la latitude du lieu, ce qui s'effectue par un curseur ou une bélière relié à un anneau de suspension ;
  - un double réseau rayonnant pour régler le bras pivotant sur la déclinaison solaire suivant la date : sur la partie haute, du solstice d'hiver à celui d'été et son pendant sur la partie basse ;

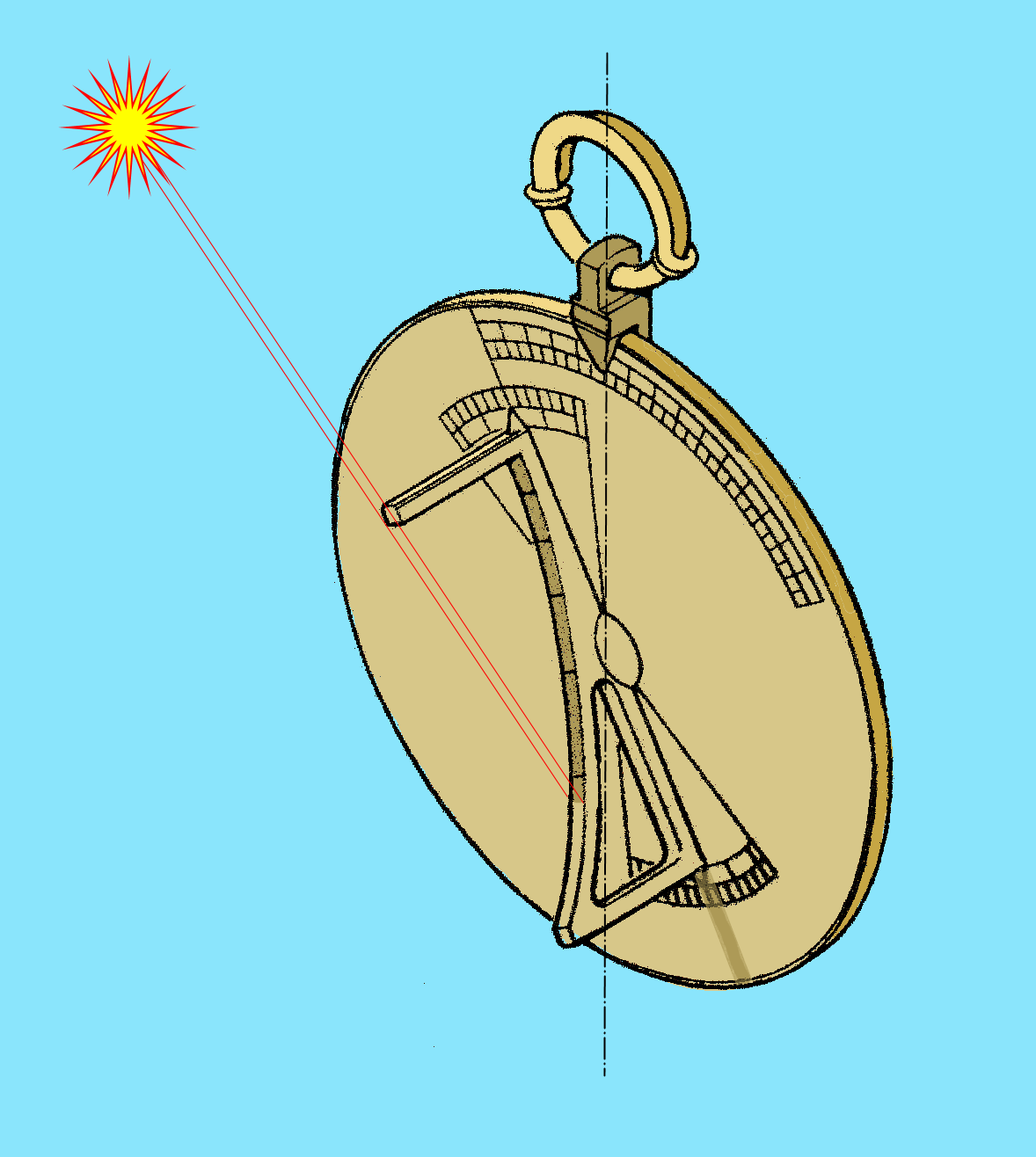
Mise en station et lecture de l'heure

- le bras est formé d'une seule pièce moulée, où on reconnait :
  - le gnomon, qui en position de lecture est horizontal ;
  - la zone incurvée avec ses marques d'heures temporaires sans chiffraison. La forme est incurvée pour restreindre son encombrement et l'intégrer dans le cercle du disque ;
  - au centre, un axe-boulon traversant le ou les disques permettant la fixation de la latitude et le blocage en position du bras pivotant ;
  - aux extrémités, deux index pour pointer la date ou le mois retenu le jour de l'utilisation.

La mise en station et l'exploitation de l'instrument s'effectuent de la manière suivante :
1. régler la latitude du lieu en jouant sur la position du curseur ;
2. caler le bras pivotant sur la date choisie, bloquer l'ensemble en position ;
3. faire tourner le cadran, dans le plan vertical, autour de son anneau de suspension, pour amener l'ombre de l'extrémité du gnomon sur la piste de lecture ; lire alors l'heure.

Ce type de cadran, comme tous les cadrans de hauteur n'était guère exact vers l'heure de midi. L'étude gnomonique montre que l'heure théorique tracée n'est à peu près juste qu'aux équinoxes ; l'erreur sur le tracé peut atteindre en moyenne 40 minutes d'heure temporaire vers l'heure de midi.

Ce cadran universel n'aura pas de successeur moderne, son tracé pour heures temporaires ne pouvant s'adapter aux heures équinoxiales.

### De pseudo-cadrans disques

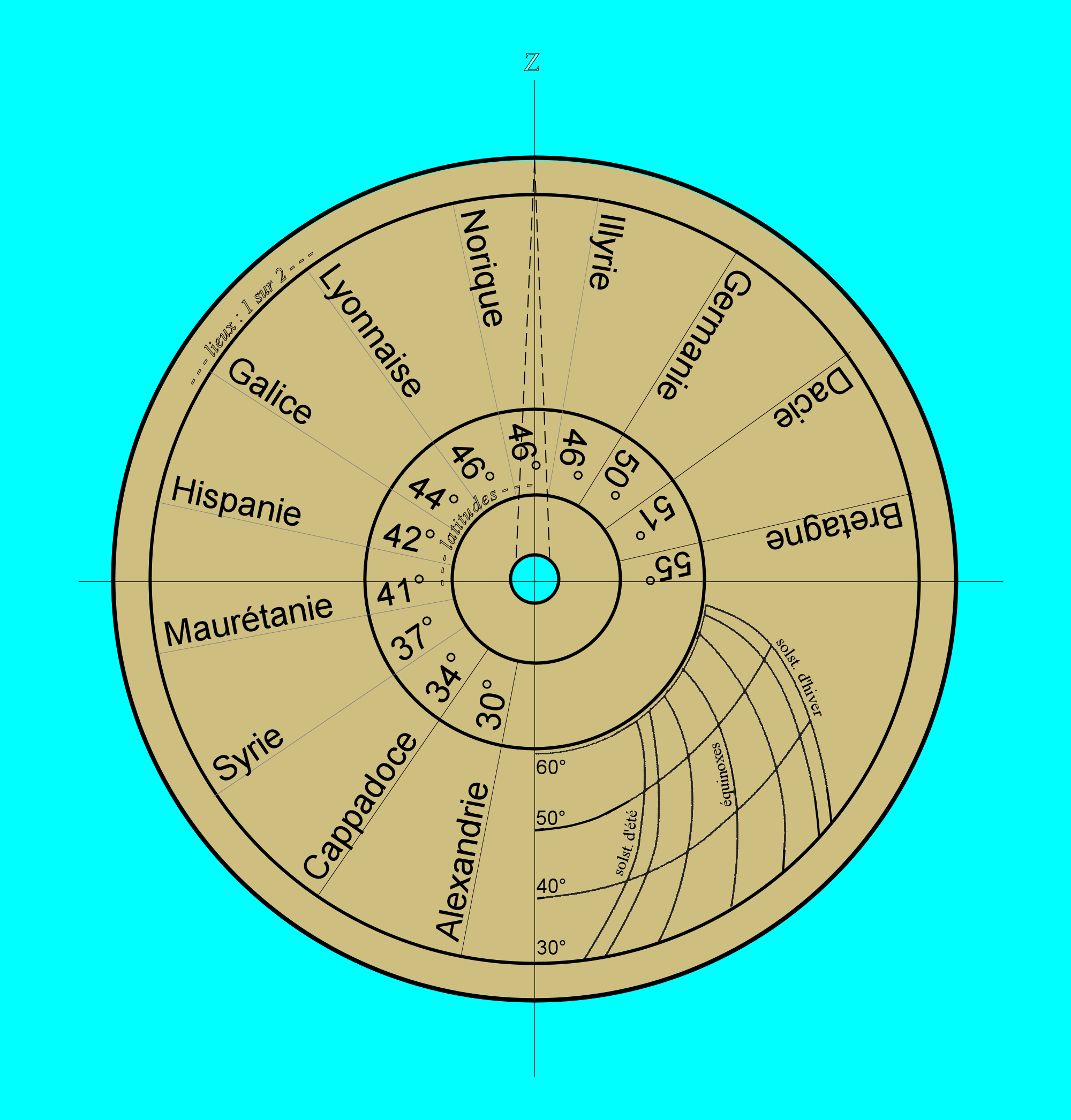
Transposition moderne du disque de Berteaucourt-les-Dames.

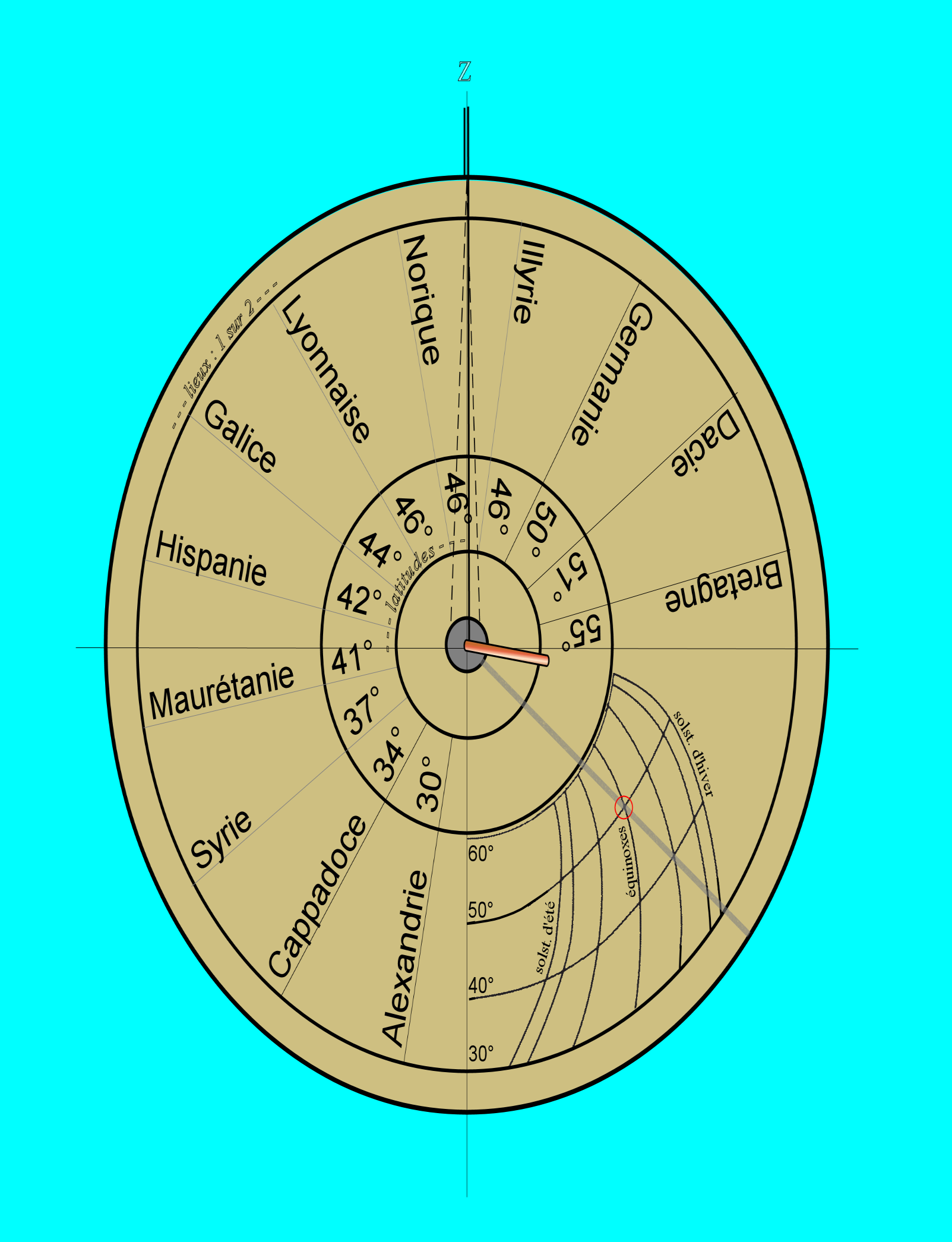
Disque en station.

Deux petits disques en bronze ont été trouvés dans des fouilles archéologiques situées respectivement à Berteaucourt-les-Dames en Picardie en 1985, et à Mérida en Espagne en 1994. Ces objets des IIe – IIIe siècles, comportent tous les deux un réseau de lignes qui suggéraient, à leur découverte, de leur appartenance à la famille des cadrans portatifs. Une étude gnomonique récente (2012) a montré que ces instruments ne comportaient pas de lignes horaires ; ils ne pouvaient donc pas être qualifiés de cadrans solaires. Néanmoins, l'examen approfondi des indications gnomoniques a montré qu'il s'agissait d'abaques assez exacts avec des lignes de latitudes croisées par des lignes de dates. Les spécialistes en ont déduit que ces instruments pouvaient faire fonction d'indicateurs de latitude et éventuellement de détermination du midi solaire.
Le disque de Berteaucourt-les-Dames, de diamètre 10,4 cm, est le mieux conservé. Sur l'une de ses faces il existe un tracé repérant le zénith pour mise en station ; l'autre face comporte :
- une liste rayonnante de 23 lieux géographiques avec leur latitude précisée vers le centre du disque ;
- un abaque avec quatre arcs de cercles correspondant aux latitudes de 30, 40, 50 et 60° coupés par sept courbes de « mois » associés deux par deux en fonction de la déclinaison solaire.

L'exploitation de cet abaque nécessite la présence d'un gnomon (disparu) ayant sa place dans l'alésage central.
La recherche de la latitude du lieu d'observation - par exemple pour un jour d'équinoxe - s'effectue de la façon suivante :
1. placer le disque en position verticale avec un fil adéquat, en se repérant au tracé indiquant le zénith Z ; le gnomon est alors horizontal et l'abaque est bien calé en position ;
2. orienter le disque dans la direction du Soleil ;
3. repérer sur l'abaque la direction de l'ombre du gnomon à midi (quand l'ombre est la plus longue, ce qui suppose une longueur prédéterminée du gnomon pour être lue sur le disque.) ; cette ombre coupe la ligne des équinoxes (mars-septembre) en un point unique O ;
4. apprécier à vue la latitude du lieu en correspondance avec le point O (sur l'exemple la latitude lue est de 50°).

Il n'existe pas de documentation sur l'usage de ce type d'instrument. Les questions « à qui servait-il ? », « pourquoi rechercher sommairement la latitude d'un lieu d'observation ? » restent posées. Peut-être était-il un auxiliaire du cadran universel précédent, le cadran disque à bras pivotant ?